# Spania
Spania (în spaniolă España; pronunție spaniolă: [esˈpaɲa]), în mod oficial Regatul Spaniei (în spaniolă Reino de España), este o țară din sud-vestul Europei, cu câteva mici teritorii peste Strâmtoarea Gibraltar și în Oceanul Atlantic. Teritoriul său continental european este situat în Peninsula Iberică. Teritoriul include și două arhipelaguri: Insulele Canare de pe coasta Africii de Nord și Insulele Baleare în Marea Mediterană. Exclavele⁠(d) africane Ceuta, Melilla și Peñón de Vélez de la Gomera fac din Spania singura țară europeană care are o frontieră fizică cu o țară africană (Maroc). Mai multe insule mici din Marea Alboran fac parte și ele din teritoriul spaniol. Zona continentală a țării⁠(d) este mărginită la sud și est de Marea Mediterană; la nord și nord-est de Franța, Andorra și Golful Biscaya; iar la vest și nord-vest de Portugalia și, respectiv, Oceanul Atlantic.
Cu o suprafață de 505.983 km², Spania este cea mai mare țară din Europa de Sud, a doua cea mai mare țară din Europa de Vest și Uniunea Europeană și a patra cea mai întinsă țară de pe continentul european. Cu o populație care depășește 48,6 milioane, Spania este a șasea țară din Europa ca populație și a patra din Uniunea Europeană. Capitala Spaniei și cel mai mare oraș este Madrid; printre alte zone urbane⁠(d) majore se numără Barcelona, Valencia, Sevilla, Zaragoza, Málaga, Murcia, Palma, Las Palmas de Gran Canaria și Bilbao.
Prin migrație și colonizare, s-au dezvoltat în regiune diverse culturi alături de fenicieni, greci, celți și cartaginezi⁠(d). Romanii au cucerit regiunea în preajma anului 200 î.e.n., numind-o Hispania, după numele fenician anterior, Sp(a)n sau Spania. Spania a rămas sub stăpânirea romană până la prăbușirea Imperiului Roman de Apus în secolul al IV-lea, perioadă care a declanșat pătrunderea confederațiilor tribale germanice din Europa Centrală. Vizigoții au apărut ca facțiune dominantă până în secolul al V-lea, regatul lor întinzându-se pe o mare parte a peninsulei.
La începutul secolului al VIII-lea, Regatul Vizigot a fost cucerit de Califatul Umayyad, ceea ce a adus peste 700 de ani de dominație musulmană. Spania Islamică a devenit un important centru economic și intelectual, orașul Cordoba fiind unul dintre cele mai mari și mai bogate din Europa. Câteva regate creștine au apărut la periferia nordică a Peninsulei Iberice, printre care León, Castilia, Aragon, Portugalia și Navarra. În următoarele șapte secole, o expansiune intermitentă spre sud a acestor regate — încadrată metaistoric ca o „recucerire” sau Reconquista — a culminat cu cucerirea creștină a ultimei entități statale musulmane, Regatul Nasrid al Granadei, în 1492. În același an, Cristofor Columb sosea în Lumea Nouă în numele monarhilor catolici, a căror unire dinastică a Castiliei și Aragonului este uneori considerată apariția Spaniei ca țară unificată. Din secolul al XVI-lea până la începutul secolului al XIX-lea, Spania a dominat unul dintre cele mai mari imperii din istorie, care a fost printre primele imperii globale; imensa sa moștenire culturală și lingvistică include peste 570 de milioane de hispanofoni⁠(d), spaniola fiind astfel a doua limbă din lume ca număr de vorbitori nativi, după chineza mandarină. În Spania se găsește al treilea cel mai mare⁠(d) număr de locuri din Patrimoniul Mondial UNESCO.
Spania este o democrație parlamentară laică și o monarhie parlamentară, cu regele Felipe al VI-lea ca șef de stat. Este o țară foarte dezvoltată și o țară cu venituri ridicate, cu a paisprezecea cea mai mare economie din lume după PIB-ul nominal; precum și a șaisprezecea ca mărime după PPP. Spania este membră a Organizației Națiunilor Unite (ONU), a Uniunii Europene (UE), a zonei euro, a Consiliului Europei (CE), a Organizației Statelor Ibero-Americane (OEI), a Uniunii pentru Mediterana, a Organizației Tratatului Atlanticului de Nord (NATO), Organizației pentru Cooperare și Dezvoltare Economică (OECD), Organizației pentru Securitate și Cooperare în Europa (OSCE), Spațiului Schengen, Organizației Mondiale a Comerțului (OMC) și multor altor organizații internaționale. Deși nu este un membru oficial, Spania are o „invitație permanentă” la summit-urile G20, participând la fiecare summit, ceea ce face membră de facto a grupului.

## Etimologie
Originile denumirii romane Hispania și a denumirii moderne España sunt incerte, deși fenicienii și cartaginezii s-au referit la regiune ca Spania, de aceea cea mai larg acceptată etimologie este una semito-feniciană. Au existat mai multe relatări și ipoteze despre originea sa:

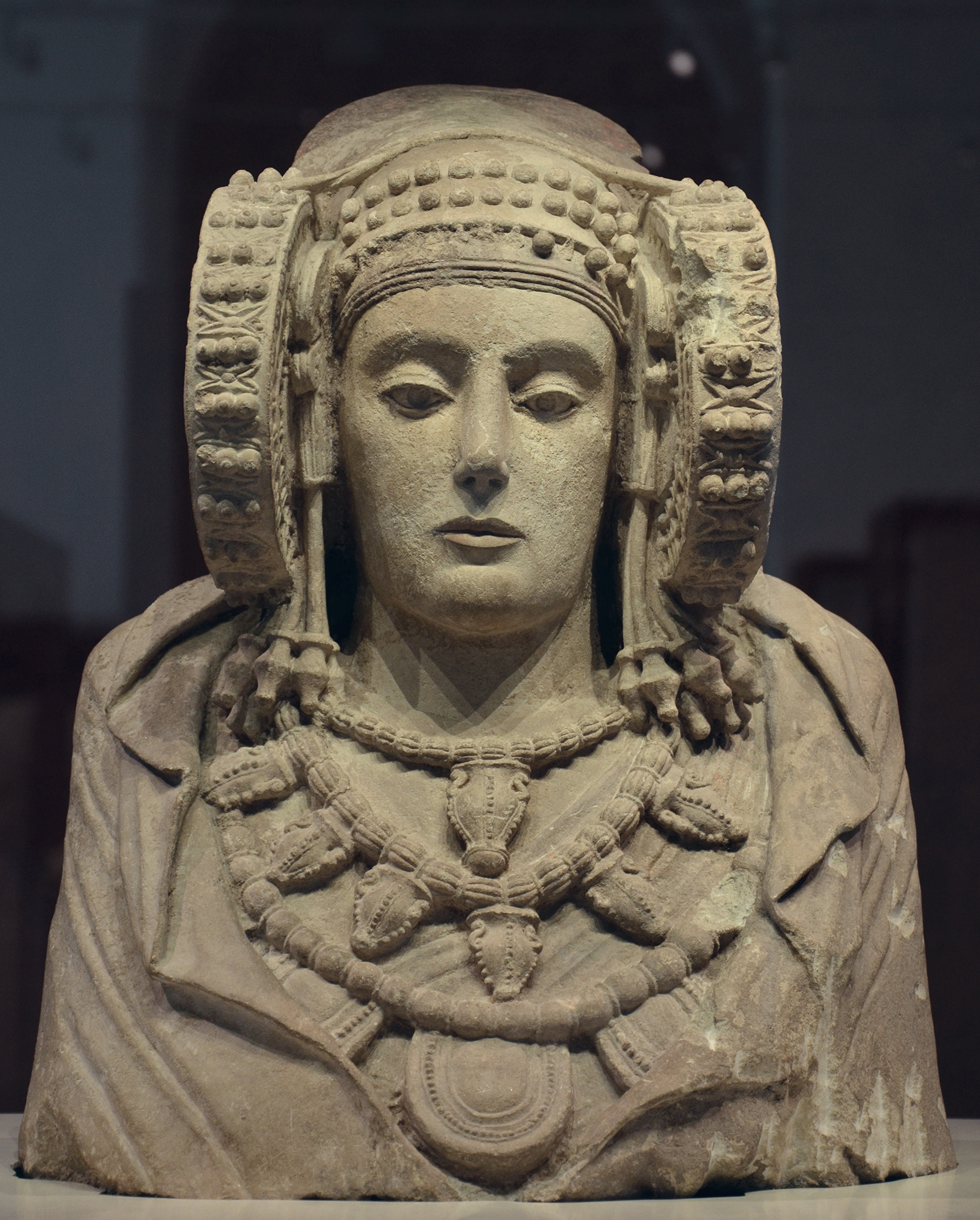
Doamna din Elche, posibil înfățișând-o pe Tanit, din, secolul al IV-lea î.e.n.

Savantul renascentist Antonio de Nebrija⁠(d) a sugerat că cuvântul Hispania ar fi evoluat din cuvântul iberic⁠(d) Hispalis, care înseamnă „oraș al lumii occidentale”.
Jesús Luis Cunchillos⁠(es)[traduceți] a susținut că rădăcina termenului span ar fi cuvântul fenician spy, care înseamnă „a lucra metale”. De aceea, i-spn-ya ar însemna „țara unde se lucrează metale”. Ar putea fi o derivare a termenului fenician I-Shpania, adică „insula iepurilor”, „țara iepurilor” sau „marginea”, o referire la poziția Spaniei la capătul Mediteranei; monedele romane bătute în regiune începând cu domnia lui Hadrian prezintă o siluetă feminină cu un iepure la picioare, iar Strabon i-a spus „țara iepurilor”. Cuvântul în chestiune (comparabil cu Shafan din ebraica modernă) înseamnă de fapt „Hyrax”, posibil pentru că fenicienii confundau cele două animale.
Hispania poate deriva din utilizarea poetică a termenului Hesperia⁠(d), reflectând percepția grecească a Italiei ca „țară occidentală” sau „țară a soarelui-apune” (Hesperia, Ἑσπερία în greacă) și Spania, fiind și mai la vest, ca Hesperia ultima.
Există afirmația că „Hispania” a deriva din cuvântul basc Ezpanna, care înseamnă „margine” sau „hotar”, o altă referire la faptul că Peninsula Iberică constituie colțul de sud-vest al continentului european.
Doi erudiți spanioli din secolul al XV-lea, Don Isaac Abravanel și Solomon ibn Verga⁠(d), au dat o explicație considerată astăzi folclorică. Ambii au scris în două lucrări publicate diferite că primii evrei care au ajuns în Spania au fost aduși cu corabia de către Phiros, care era confederat cu regele Babilonului când a asediat Ierusalimul. Phiros era grec din naștere, dar i se dăduse un regat în Spania. Phiros s-a înrudit prin căsătorie cu Espan, nepotul regelui Heracles, care a condus și el un regat în Spania. Mai târziu, Heracles a renunțat la tronul său, preferând Grecia natală, lăsându-și regatul pe seama nepotului său, Espan, de la care și-a luat numele țara España (Spania). Pe baza mărturiilor lor, acest eponim ar fi fost deja utilizat în Spania pe la 350 î.e.n.

## Istorie
Istoria scrisă a Peninsulei Iberice începe cu relatări despre un ținut populat în mare parte de iberi⁠(d), basci și celți. La început, zonele de coastă au fost colonizate de către fenicieni, care au fondat cele mai vechi orașe din Europa de Vest, Cádiz și Málaga. Influența feniciană s-a extins pe măsură ce o mare parte a Peninsulei a fost încorporată în cele din urmă în Imperiul Cartaginez, devenind un teatru major al Războaielor Punice împotriva Imperiului Roman în expansiune. După o cucerire dificilă⁠(d), peninsula a intrat pe deplin sub stăpânire romană⁠(d). În Evul Mediu timpuriu, ea a intrat sub stăpânire vizigotă și apoi o mare parte a fost cucerită de invadatorii musulmani din Africa de Nord. Într-un proces care a durat secole, micile regate creștine din nord au recâștigat treptat controlul asupra peninsulei. Ultimul stat musulman a căzut în 1492⁠(d), și, în același an, Columb a ajuns în America. S-a născut astfel un imperiu global care a făcut ca Spania să devină cel mai puternic regat din Europa, principala putere mondială timp de un secol și jumătate, și cel mai mare imperiu de peste mări timp de trei secole.
Războaiele continue și alte probleme au dus în cele din urmă la pierderea treptată a acestui statut. Conflictul napoleonian din Spania a dus la haos, declanșând mișcări de independență care au sfâșiat cea mai mare parte a imperiului și au lăsat țara instabilă din punct de vedere politic. Spania a suferit un război civil devastator în anii 1930 și apoi a intrat sub conducerea unui guvern autoritar, care a condus țara printr-o perioadă de stagnare, urmată de o creștere bruscă a economiei. În cele din urmă, democrația a fost restabilită sub forma unei monarhii constituționale parlamentare. Spania a aderat la Uniunea Europeană, trecând printr-o renaștere culturală și o creștere economică constantă până la începutul secolului al XXI-lea, într-o nouă lume globalizată, cu provocări economice și ecologice diferite.

### Preistoria și popoare preromane

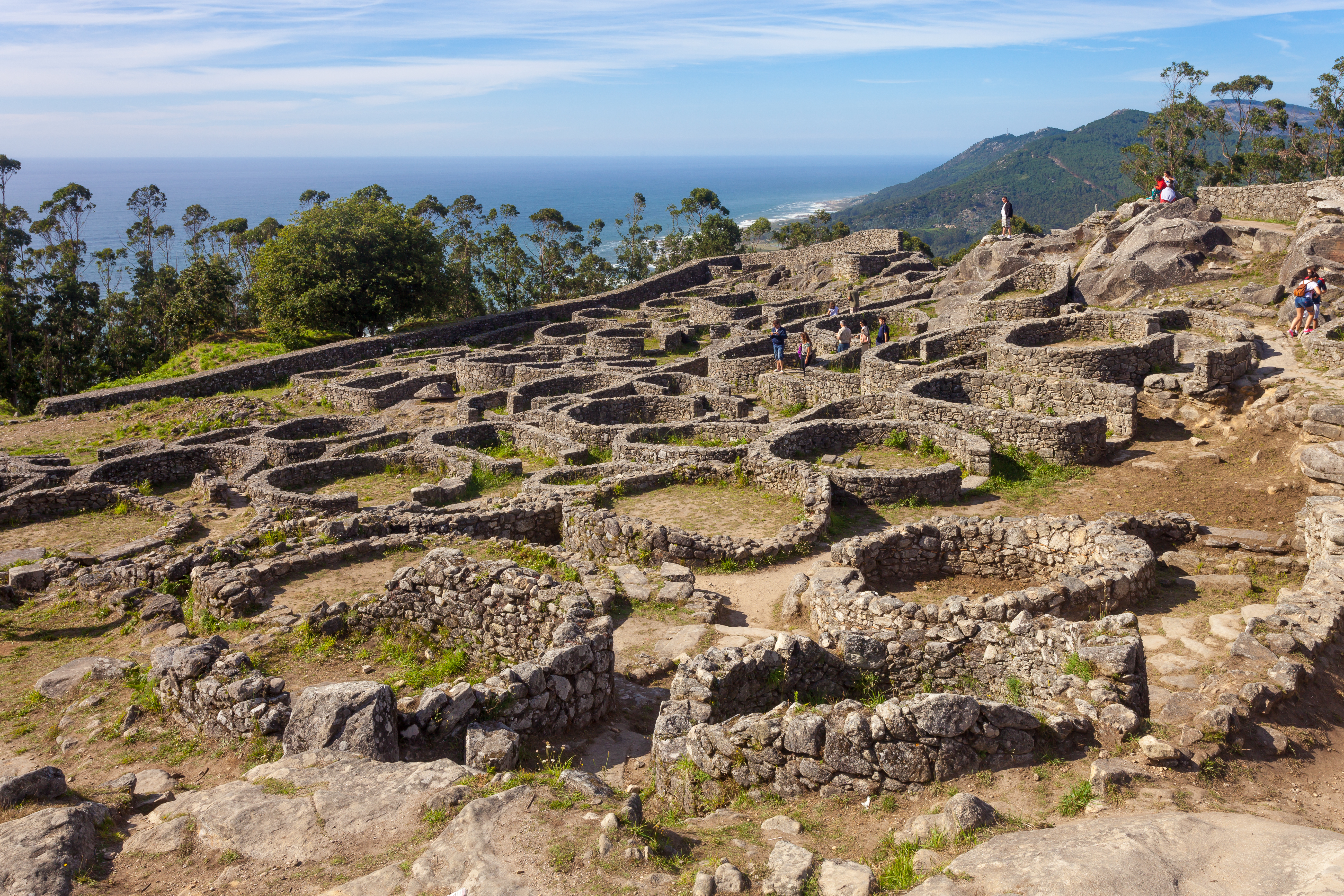
Castru celtic în Galicia

Cercetările arheologice de la Atapuerca indică faptul că Peninsula Iberică a fost populată de hominizi acum 1,2 milioane de ani. În Atapuerca s-au găsit fosile de la primii hominini cunoscuți din Europa, Homo antecessor. Oamenii moderni au ajuns pentru prima dată în Peninsula Iberică, dinspre nord, pe jos, acum aproximativ 35.000 de ani. Cele mai cunoscute artefacte ale acestor așezări umane preistorice sunt faimoasele picturi din peștera Altamira din Cantabria din nordul Iberiei, care au fost create pe la 35.600 până la 13.500 î.e.n. de oameni de Cro-Magnon⁠(d). Dovezile arheologice și genetice sugerează că Peninsula Iberică a funcționat ca unul dintre numeroasele refugii majore din care nordul Europei a fost repopulat după sfârșitul ultimei ere glaciare⁠(d).
Cele mai mari grupuri care locuiau în Peninsula Iberică înainte de cucerirea romană erau iberii⁠(d) și celții. Iberii au locuit în partea mediteraneană a peninsulei, de la nord-est la sud-est. Celții au locuit o mare parte din laturile interioare și atlantice ale peninsulei, de la nord-vest la sud-vest. Bascii au ocupat zona de vest a lanțului muntos al Pirineilor și zonele adiacente, cultura tartesilor influențați de fenicieni a înflorit în sud-vest, iar lusitanii⁠(d) și vetonii au ocupat zone în vestul central. Mai multe orașe au fost fondate de-a lungul coastei de către fenicieni, iar în est, grecii⁠(d) au înființat avanposturi comerciale și colonii. În cele din urmă, feniciano-cartaginezii⁠(d) s-au extins spre interior spre meseta; totuși, datorită triburilor războinice din interior, cartaginezii s-au stabilit doar pe coastele Peninsulei Iberice.

### Hispania romană și Regatul Vizigot

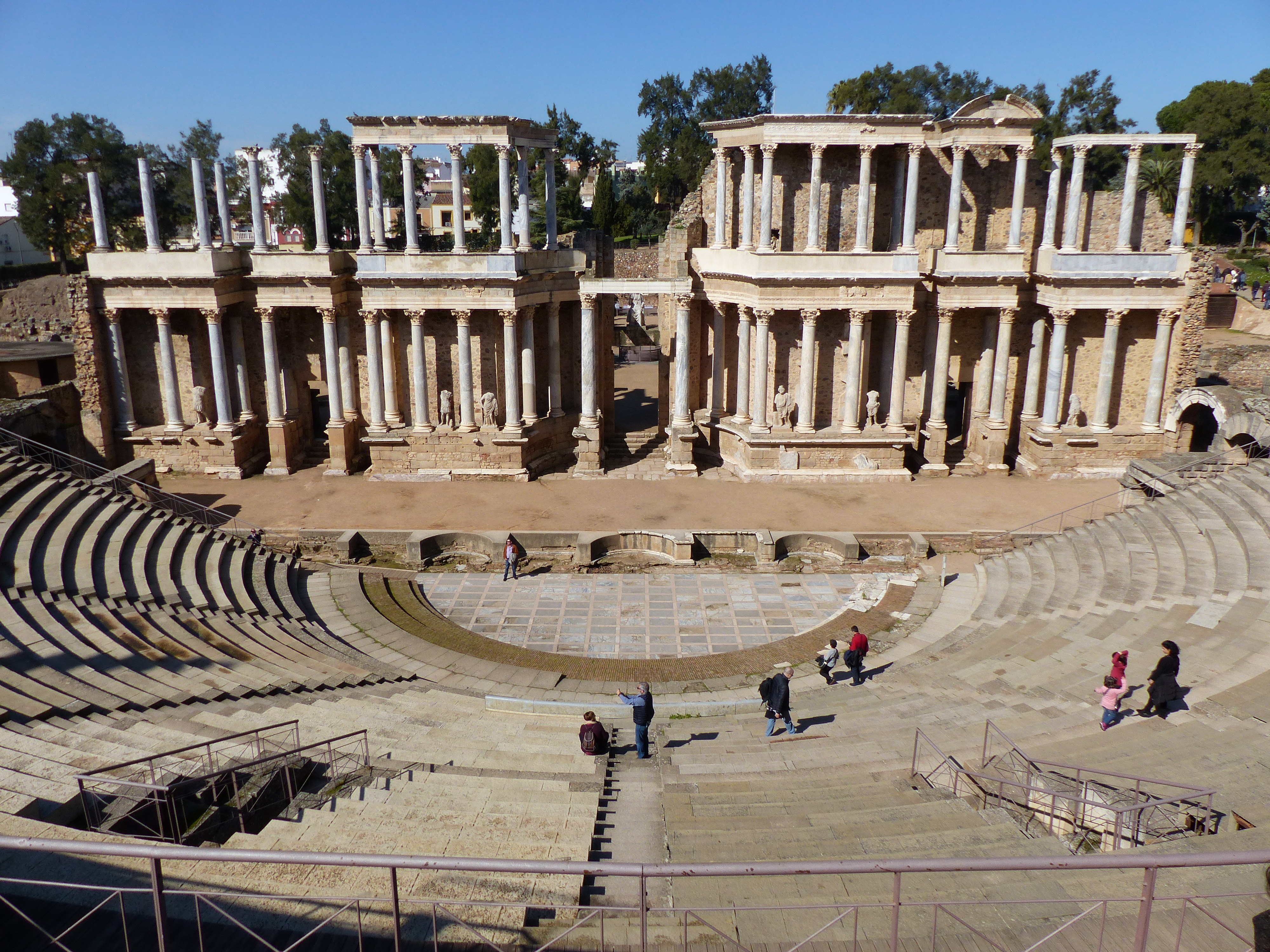
din Mérida

În timpul celui de al Doilea Război Punic, aproximativ între 210 și 205 î.e.n., Republica Romană în expansiune a capturat coloniile comerciale cartagineze aflate de-a lungul coastei mediteraneene. Deși romanii au avut nevoie de aproape două secole pentru a finaliza cucerirea Peninsulei Iberice⁠(d), aceștia și-au păstrat controlul timp de peste șase secole. Dominația romană era susținută de lege, limba latină și drumurile romane.
Culturile populației celtice și iberice au fost treptat romanizate⁠(d) (latinizate) cu viteze diferite, în funcție de partea din Hispania în care trăiau, liderii locali fiind admiși în clasa aristocratică romană. Hispania a servit drept grânar pentru piața romană, iar porturile sale exportau aur, lână, ulei de măsline și vin. Producția agricolă a crescut odată cu introducerea proiectelor de irigații, dintre care unele rămân și astăzi în uz. Împărații Hadrian, Traian, Teodosie I și filosoful Seneca s-au născut în Hispania. Creștinismul a fost introdus în Hispania în secolul I e.n. și a devenit popular în orașe în secolul al II-lea e.n. În cea mai mare parte, limbile și religia actuale ale Spaniei, precum și baza legilor sale, provin din această perioadă.

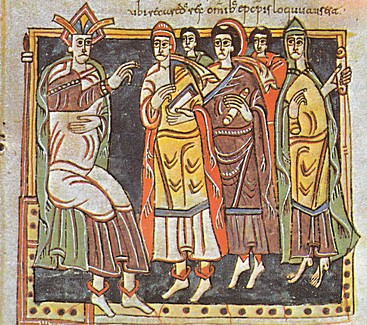
și episcopii în timpul, 589., fol. 145, Biblioteca del Escorial

Slăbirea jurisdicției Imperiului Roman de Apus în Hispania a început în 409, când suebii și vandalii germanici, împreună cu alanii sarmatici, au intrat în peninsulă la invitația unui uzurpator roman. Aceste triburi traversaseră Rinul la începutul anului 407 și devastaseră Galia. Suebii au format un regat în ceea ce este astăzi Galicia modernă și nordul Portugaliei, în timp ce vandalii s-au stabilit în sudul Spaniei până la 420, înainte de a trece în Africa de Nord în 429 și de a cuceri⁠(d) Cartagina în 439. Pe măsură ce Imperiul Roman de Apus s-a dezintegrat, baza socială și economică a devenit mult simplificată: dar chiar și într-o formă modificată, regimurile succesoare au menținut multe dintre instituțiile și legile imperiului târziu, inclusiv creștinismul și asimilarea la cultura romană aflată în evoluție.

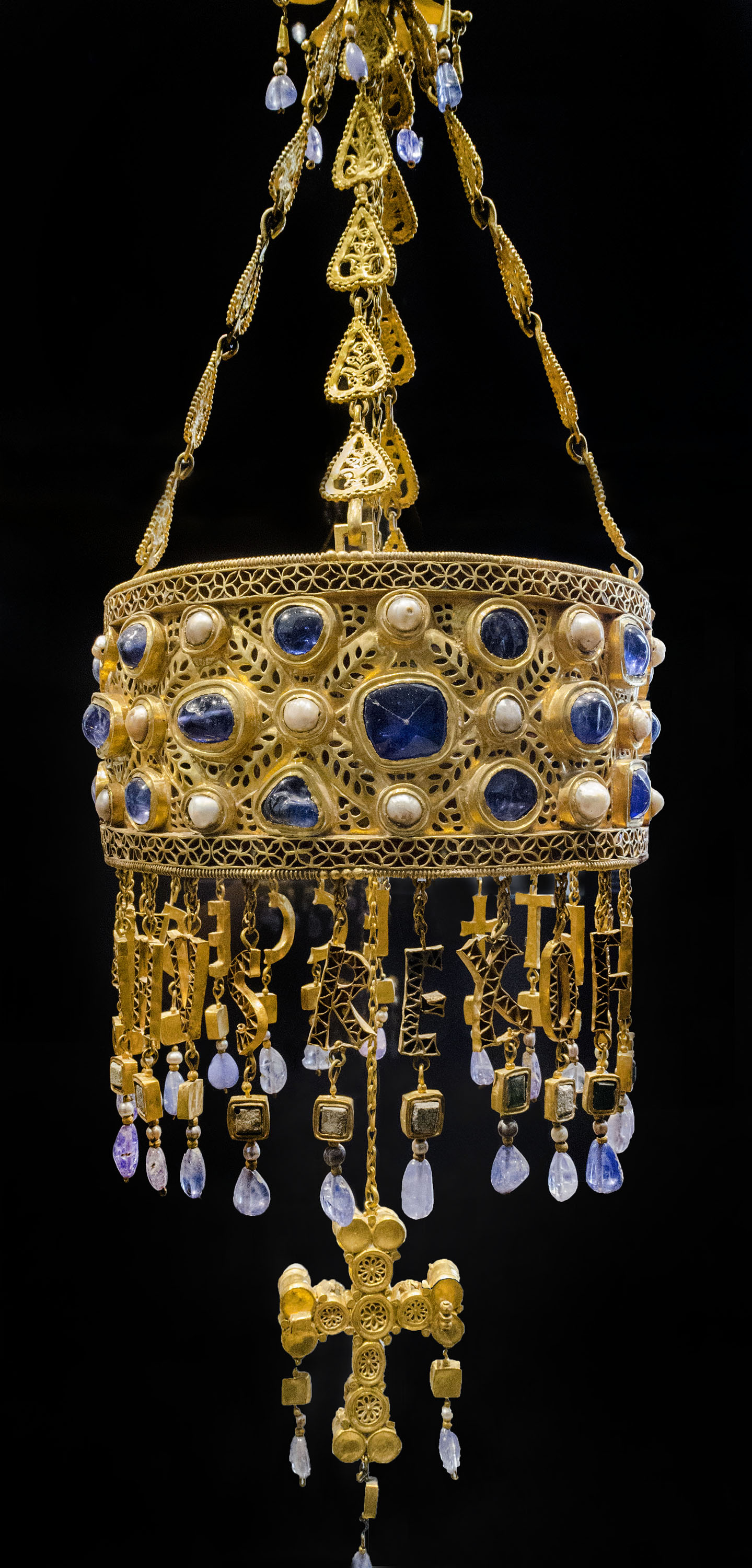
a lui din Tezaurul de la Guarrazar

Bizantinii au înființat o provincie occidentală, Spania, în sud, cu intenția de a revigora stăpânirea romană în toată Iberia. În cele din urmă, însă, Hispania a fost reunită sub dominație vizigotă. Acești vizigoți sau goți occidentali, după ce au prădat Roma sub conducerea lui Alaric (410), s-au îndreptat spre Peninsula Iberică, în frunte cu Athaulf⁠(d), și au ocupat porțiunea nord-estică. Wallia⁠(d) și-a extins stăpânirea pe cea mai mare parte a peninsulei, ținându-i pe suebi blocați în Galicia. Teodoric I a participat, împreună cu romanii și francii, la bătălia de pe Câmpiile Catalaunice, unde a fost învins Attila. Euric⁠(d) (466), care a pus capăt ultimelor rămășițe ale puterii romane din peninsulă, poate fi considerat primul monarh al Spaniei, deși suebii și-au păstrat independența în Galicia. Euric a fost și primul rege care a dat legi scrise vizigoților. În următoarele domnii, regii catolici ai Franței și-au asumat rolul de protectori ai hispano-romanilor catolici împotriva arianismului vizigoților, iar în războaiele⁠(d) care au urmat, Alaric al II-lea⁠(d) și Amalaric⁠(d) și-au pierdut viețile.
Athanagild⁠(d), răsculat împotriva regelui Agila⁠(d), a chemat bizantinii și, ca răsplată pentru ajutorul pe care i l-au dat, le-a cedat zonele maritime din sud-est (554). Liuvigild⁠(d) a restabilit unitatea politică a peninsulei, supunându-i pe suebi, dar diviziunile religioase ale țării, ajungând chiar și la familia regală, au adus un război civil. Sfântul Hermengild, fiul regelui, punându-se în fruntea catolicilor, a fost învins și luat prizonier, și a suferit martiriul pentru că a respins comuniunea cu arienii. Reccared⁠(d), fiul lui Liuvigild și fratele Sfântului Hermengild, a adăugat unitate religioasă unității politice realizate de tatăl său, acceptând credința catolică în Conciliul III din Toledo⁠(d) (589). Unitatea religioasă stabilită de acest conciliu a stat la baza acelei fuziuni a goților cu hispano-romanii care a dus la formarea poporului spaniol. Sisebut⁠(d) și Suintila⁠(d) au finalizat expulzarea bizantinilor din Spania.
Căsătoriile mixte între vizigoți și hispano-romani au fost interzise, deși în practică nu au putut fi în totalitate împiedicate, și au fost legalizate în cele din urmă de Liuvigild. Savanții gotici spanioli, precum Braulio din Zaragoza⁠(d) și Isidor din Sevilla, au jucat un rol important în conservarea culturii clasice grecești și romane⁠(d). Isidor a fost unul dintre cei mai influenți clerici și filosofi din Evul Mediu din Europa, iar teoriile sale au fost vitale și pentru conversia Regatului Vizigot dintr-o țară ariană într-una catolică în Conciliile de la Toledo⁠(d). Isidor a creat prima enciclopedie occidentală care a avut un impact uriaș în Evul Mediu.

### Epoca musulmană și Reconquista

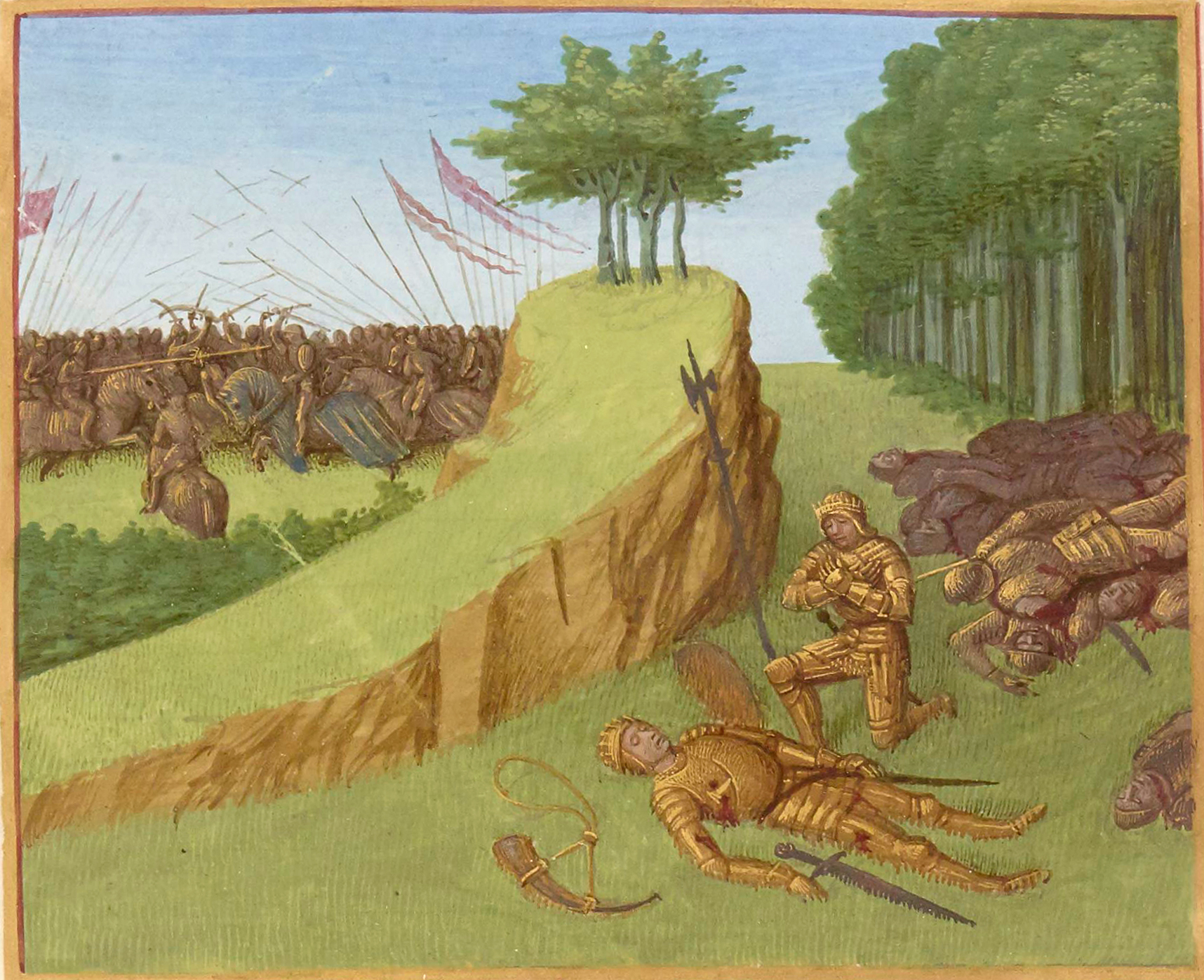
Moartea liderului franc Roland înfrânt de o alianță bască și musulmană-Mulwallad în a dat naștere Regatului Navarrei condus de.

În secolul al VIII-lea, aproape toată Peninsula Iberică a fost cucerită (711–718) de armatele musulmane predominant maure din Africa de Nord. Aceste cuceriri au făcut parte din expansiunea Califatului Umayyad. Doar o mică zonă montană din nord-vestul peninsulei a reușit să reziste invaziei inițiale. Legenda spune că contele Julian⁠(d), guvernatorul Ceutei, ca răzbunare pentru violarea fiicei sale, Florinda⁠(d), de către regele Roderic⁠(d), i-a invitat pe musulmani și le-a deschis porțile peninsulei.
Conform legii islamice, creștinilor și evreilor li s-a acordat statutul inferior de dhimmi⁠(d). Acest statut le permitea creștinilor și evreilor să își practice religiile ca Oameni ai Cărții⁠(d) (credincioși ai unor religii monoteiste avraamice), dar li se impunea plata unui impozit special și aveau drepturi legale și sociale inferioare celor ale musulmanilor.
Conversia la Islam a decurs într-un ritm din ce în ce mai alert. Se crede că muladíes⁠(d) (musulmanii de origine etnică iberică) ajunseseră să formeze majoritatea populației din Al-Andalus pe la sfârșitul secolului al X-lea.
Comunitatea musulmană din Peninsula Iberică era ea însăși diversă și frământată de tensiuni sociale. Berberii din Africa de Nord, care furnizaseră cea mai mare parte a armatelor invadatoare, au intrat în conflict cu elitele arabe⁠(d) originare din Orientul Mijlociu. Cu timpul, s-au stabilit mari populații maure, în special în valea râului Guadalquivir, în câmpia de coastă a Valenciei, pe valea râului Ebru și (spre sfârșitul acestei perioade) în regiunea montană Granada.

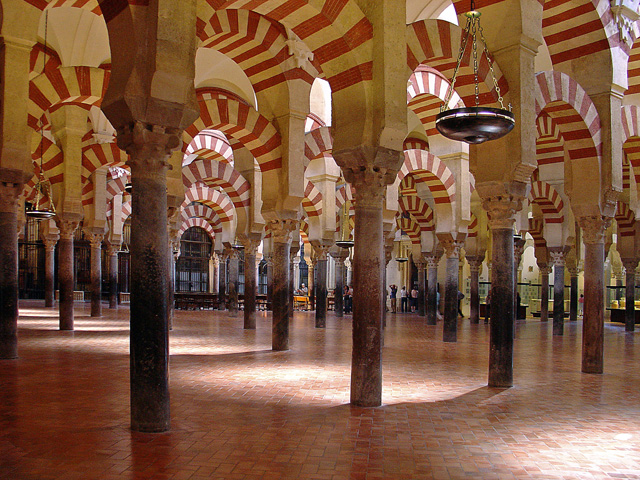
Marea Moschee din Córdoba se numără printre cele

Córdoba, capitala califatului începând cu domnia lui Abd-ar-Rahman al III-lea, era cel mai mare, mai bogat și mai sofisticat oraș din vestul Europei. Comerțul mediteranean și schimburile culturale au înflorit. Musulmanii au importat o bogată tradiție intelectuală din Orientul Mijlociu și Africa de Nord. Unii filosofi importanți de la acea vreme au fost Averroes, Ibn Arabi și Maimonide. Culturile romanizate din Peninsula Iberică au interacționat cu culturile musulmane și evreiești în moduri complexe, oferind regiunii o cultură distinctă. În afara orașelor, unde locuia marea majoritate a populației, sistemul de proprietate funciară din epoca romană a rămas în mare parte intact, deoarece liderii musulmani rareori i-au deposedat pe proprietarii de terenuri, iar introducerea de noi culturi și tehnici a dus la o extindere a agriculturii, introducând noi produse care proveneau din Asia sau din fostele teritorii ale Imperiului Roman.
În secolul al XI-lea, teritoriile musulmane s-au fărâmițat în statele rivale Taifa⁠(d) (arab, berber și slav), dând micilor state creștine ocazia de a-și lărgi teritoriile. Sosirea din Africa de Nord a sectelor islamice conducătoare ale Almoravizilor și Almohazilor a restabilit unitatea teritoriilor musulmane, cu o aplicare mai strictă și mai puțin tolerantă a islamului, și a adus o revigorare a situației musulmanilor. Acest stat islamic reunit a cunoscut mai mult de un secol de succese care au anulat parțial câștigurile creștinilor.

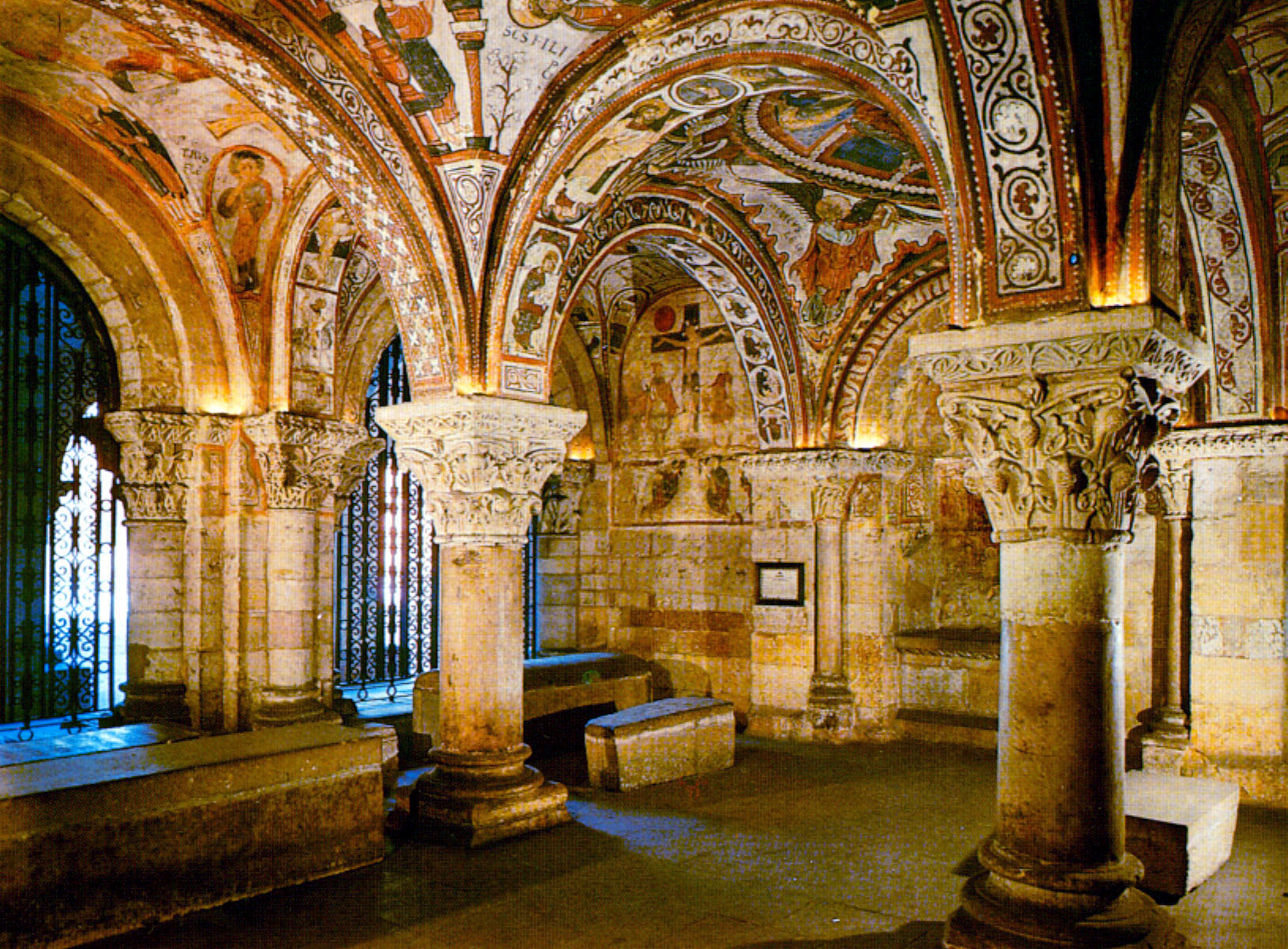
, León

Reconquista (Recucerirea) a fost perioada de câteva secole în care stăpânirea creștină a fost restabilită în Peninsula Iberică. Reconquista este considerată a fi început cu bătălia de la Covadonga, câștigată de Don Pelayo⁠(d) în 722 și a fost concurentă cu perioada stăpânirii musulmane din Peninsula Iberică. Victoria armatei creștine asupra forțelor musulmane a dus la crearea Regatului creștin al Asturiei de-a lungul munților de pe coasta de nord-vest. La scurt timp, în 739, forțele musulmane au fost alungate din Galicia, care avea să găzduiască în cele din urmă unul dintre cele mai sfinte locuri din Europa medievală, Santiago de Compostela, și a fost încorporat în noul regat creștin.

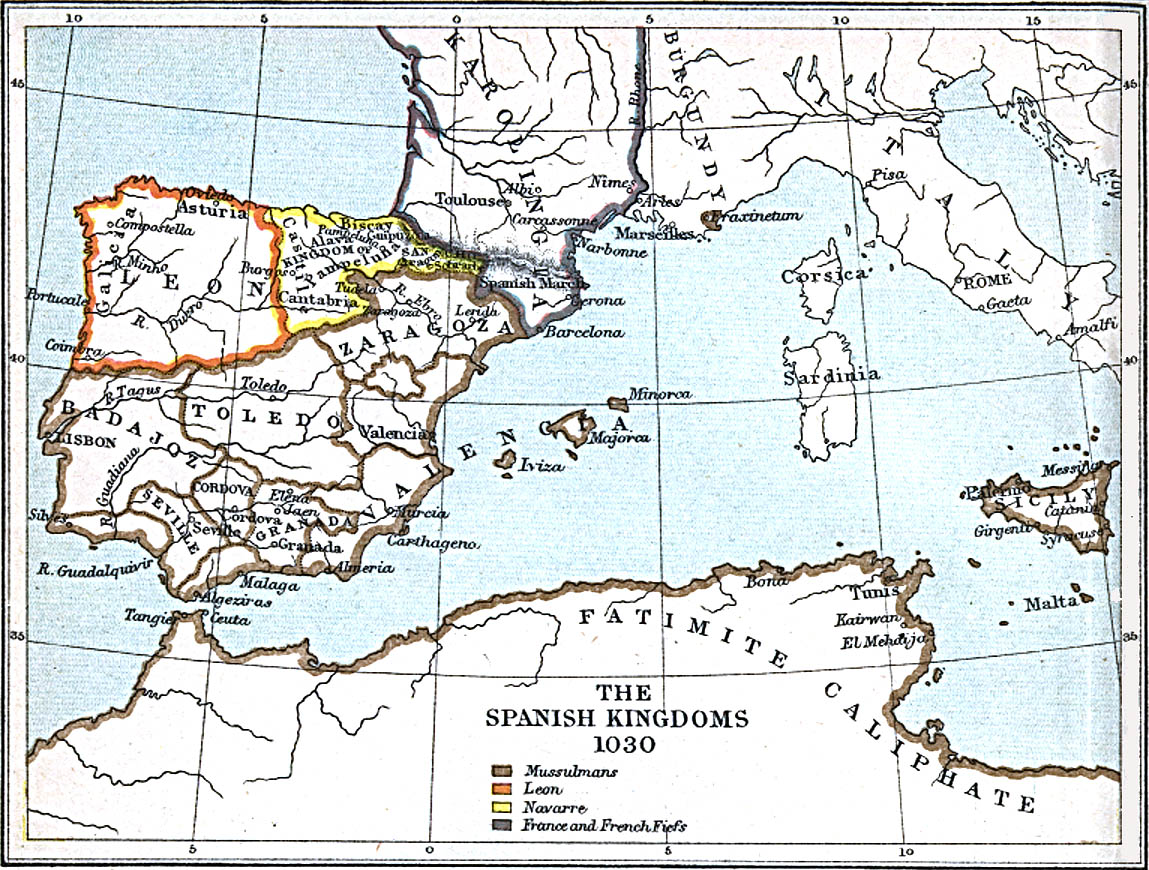
În 1030, Regatul Navarrei controla și, care mai târziu au devenit mari regate ale vremii.

Vikingii au invadat Galicia în 844, dar au fost învinși de Ramiro I al Asturiei⁠(d) la A Coruña. Multe dintre victimele din rândul vikingilor au fost produse de balistele galicienilor — arme puternice cu proiectil cu torsiune, care arătau mai degrabă ca arbalete gigantice. 70 de nave vikinge au fost capturate și arse. Vikingii au atacat Galicia din nou în 859, în timpul domniei lui Ordoño I al Asturiilor. Ordoño era angajat în acest moment împotriva dușmanilor săi constanți, maurii; dar un conte al provinciei, Don Pedro, i-a atacat pe vikingi și i-a învins.
Regatul Leónului a fost cel mai puternic regat creștin timp de secole. În 1188 a avut loc prima sesiune parlamentară modernă din Europa la León (Cortesul din León⁠(d)). Regatul Castiliei, format din teritoriul leonez, a fost succesorul său ca cel mai puternic regat. Regii și nobilimea au luptat pentru putere și influență în această perioadă. Exemplul împăraților romani a influențat obiectivul politic al Coroanei, în timp ce nobilii au beneficiat de feudalism.

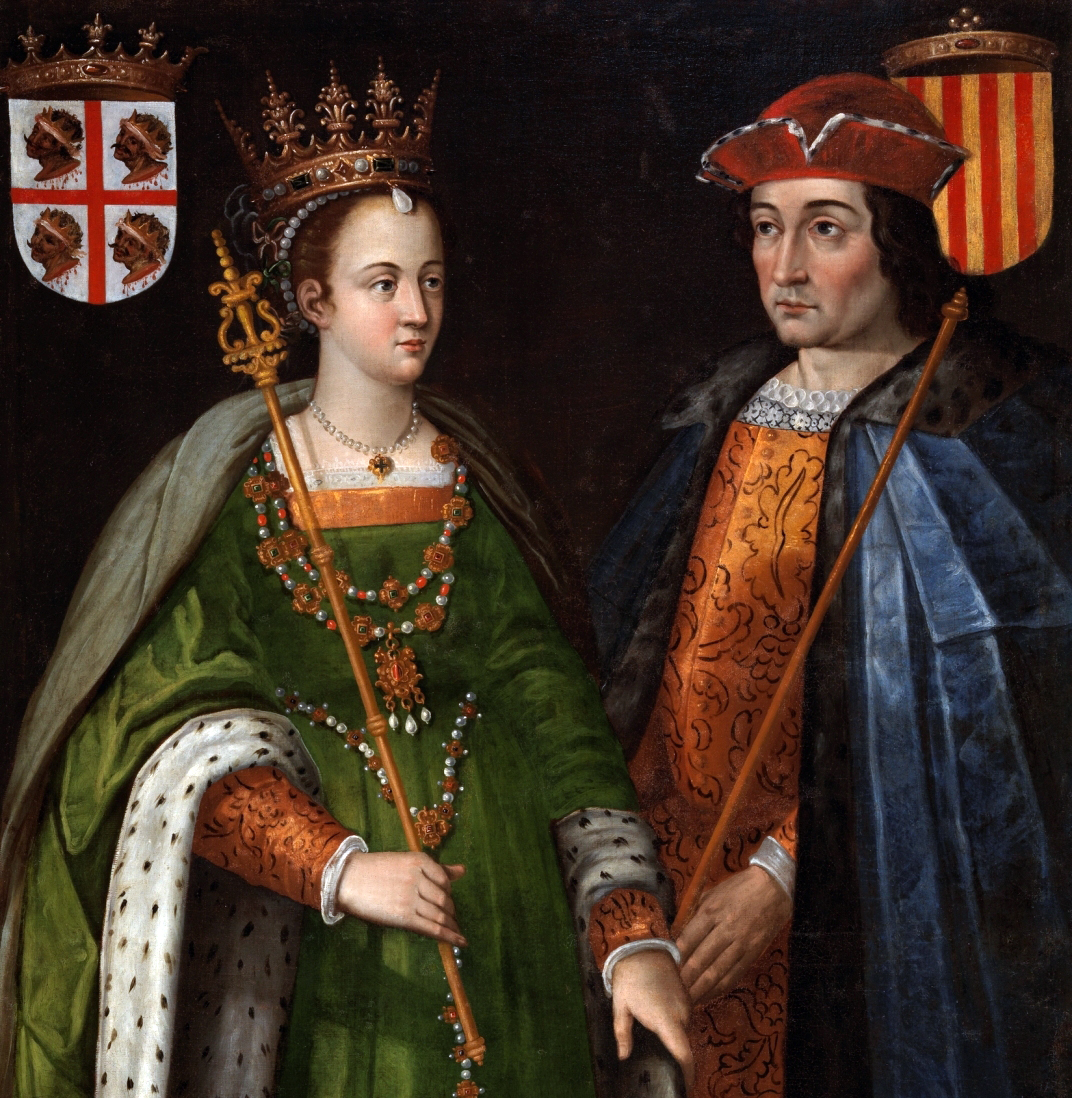
Petronilla de Aragon și.

Armatele musulmane au avansat și la nord de Pirinei, dar au fost înfrânte de forțele francilor în bătălia de la Poitiers, Francia și împinse din cea mai sudică regiune a Franței actuale, de-a lungul coastei, până în anii 760. Mai târziu, forțele francilor au înființat comitate creștine⁠(d) la sud de Pirinei. Aceste mărci aveau să crească în regatele Navarrei și Aragonului. Timp de câteva secole, frontiera fluctuantă dintre zonele controlate de musulmani și cele creștine din Iberia a fost de-a lungul râurilor Ebru și Duero.
Transmiterea islamică a clasicilor⁠(d) este principala contribuție musulmană la Europa Medievală⁠(d). Limba castiliană — mai frecvent cunoscută (mai ales în istorie și în prezent) ca „spaniolă” după ce a devenit limba națională și lingua franca a Spaniei — a evoluat din latina vulgară, la fel ca și alte limbi romanice ale Spaniei, precum catalana, asturiana⁠(d) și galiciana⁠(d), precum și alte limbi romanice din Europa latină. Basca, singura limbă neromanică din Spania, a continuat să evolueze de la basca timpurie la cea medievală. Glosas Emilianenses⁠(d) (găsite la Mănăstirile din San Millán de la Cogolla⁠(d) și scrise în latină, bască și romanică) au o mare valoare, ca unul dintre primele exemple scrise ale unor limbi romanice iberice.
Destrămarea Al-Andalusului în regatele taifa concurente a ajutat regatele creștine iberice îndelung încercate să câștige inițiativa. Capturarea orașului strategic Toledo în 1085 a marcat o schimbare semnificativă a echilibrului puterii în favoarea regatelor creștine. După o mare resurgență musulmană în secolul al XII-lea, marile cetăți maure din sud au căzut în mâinile Castiliei în secolul al XIII-lea — Córdoba în 1236 și Sevilla în 1248. Comitatul Barcelona⁠(d) și Regatul Aragonului au intrat într-o uniune dinastică și au câștigat teritoriu și putere la Marea Mediterană. În 1229, a fost cucerită Mallorca, apoi a urmat Valencia în 1238. În secolele al XIII-lea și al XIV-lea, dinastia Marinizilor⁠(d) din Maroc a invadat și și-a stabilit unele capete de pod pe coasta de sud, dar a eșuat în încercarea de a restabili stăpânirea nord-africană asupra Peninsulei Iberice și au fost în curând alungați.

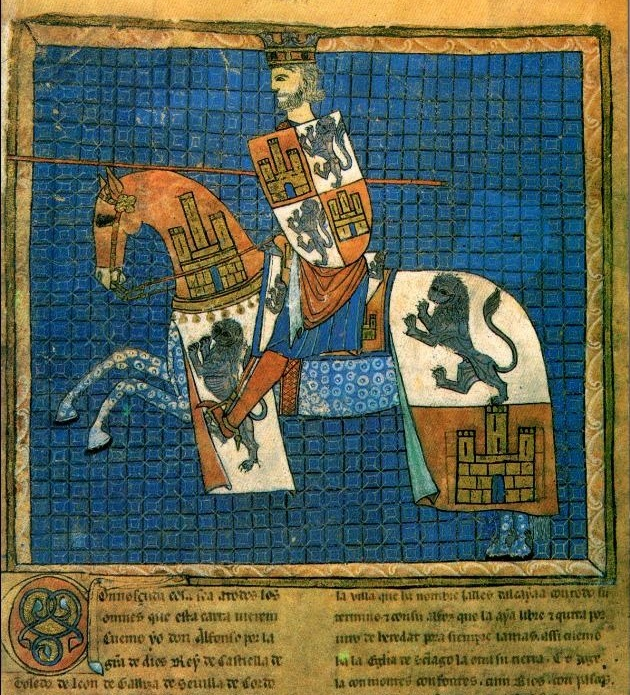
Portretul lui Alfonso al X-lea al Castiliei și Leonului din codexul Tumbo "A" din Santiago (datat între 1229 și 1255)

După 781 de ani de prezență musulmană în Spania, ultimul sultanat nasrid⁠(d) din Granada, un stat tributar, a capitulat în sfârșit în 1492 monarhilor catolici regina Isabella I a Castiliei și regele Ferdinand al II-lea al Aragonului.

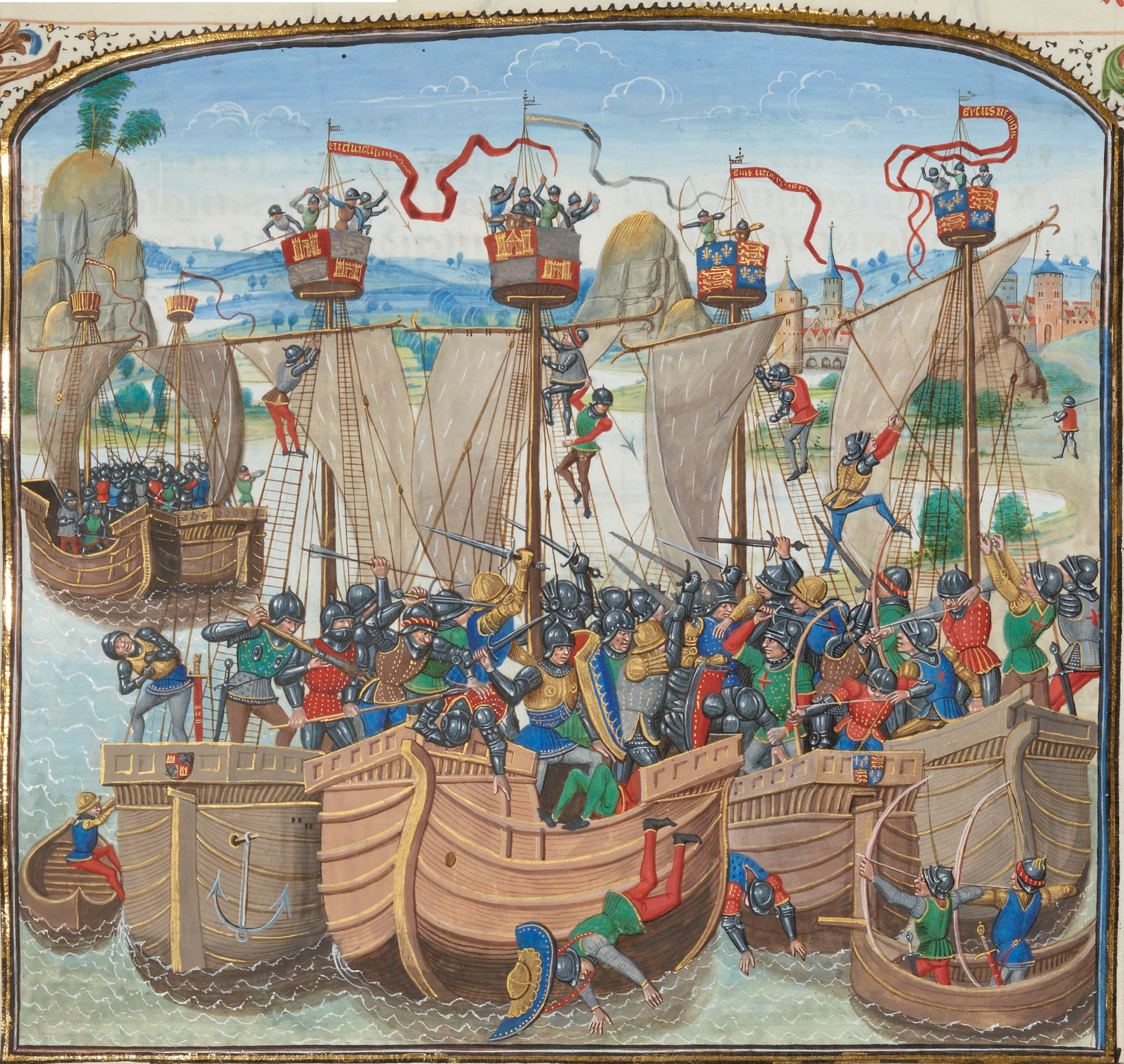
, 1372

De la mijlocul secolului al XIII-lea, literatura și filozofia au început să înflorească din nou în regatele creștine peninsulare, pe baza tradițiilor romane și gotice. Un filosof important din acest timp este Ramon Llull. Abraham Cresques⁠(d) a fost un important cartograf evreu. Dreptul roman și instituțiile sale au fost modelul legiuitorilor. Regele Alfonso al X-lea al Castiliei s-a concentrat pe întărirea acestui trecut roman și gotic și, de asemenea, pe conectarea regatelor creștine iberice cu restul creștinătății europene medievale. Alfonso a lucrat pentru a fi ales împărat al Sfântului Imperiu Roman și a publicat codul Siete Partidas.⁠(d) Școala de traducători din Toledo⁠(d) este numele care descrie în mod obișnuit grupul de cărturari care au lucrat împreună în orașul Toledo în secolele al XII-lea și al XIII-lea, pentru a traduce multe dintre lucrările filosofice și științifice din araba clasică, greaca vece și ebraica veche.
Secolul al XIII-lea a fost martor și la expansiunea Coroanei Aragonului, centrată în nord-estul Spaniei, asupra insulelor din Marea Mediterană, până la Sicilia și Neapole. În această perioadă au fost înființate universitățile din Palencia⁠(d) (1212/1263) și Salamanca (1218/1254). Moartea Neagră din 1348 și 1349 a devastat Spania.
Catalanii și aragonienii s-au oferit împăratului bizantin Andronic al II-lea Paleologul pentru a lupta cu turcii. După ce au cucerit teritorii din Asia Mică, ei și-au întors armele împotriva bizantinilor, care le-au ucis conducătorii; dar pentru această trădare, spaniolii, sub conducerea lui Bernard de Rocafort și Berenguer de Entenca, au cerut pedeapsa cumplită celebrată în istorie drept „Răzbunarea Catalană” și au luat⁠(d) ducatul franc de Atena⁠(d) (1311). Linia regală a Aragonului a dispărut odată cu Martin Umanistul⁠(d), iar Compromisul de la Caspe⁠(d) a dat coroana Casei de Trastámara, care domnea deja în Castilia.
Ca și în restul Europei din Evul Mediu târziu, antisemitismul⁠(d) a crescut foarte mult în secolul al XIV-lea în regatele creștine (un eveniment cheie în acest sens a fost Moartea Neagră, deoarece evreii erau acuzați că otrăveau apele). La mijlocul secolului al XIV-lea au existat ucideri în masă în Aragon și 12.000 de evrei au fost uciși la Toledo. În 1391, mulțimile creștine au mers din oraș în oraș în toată Castilia și Aragonul, ucigând aproximativ 50.000 de evrei. Femeile și copiii au fost vânduți ca sclavi musulmanilor, iar multe sinagogi au fost transformate în biserici. Potrivit lui Hasdai Crescas⁠(d), aproximativ 70 de comunități evreiești au fost distruse. Sfântul Vincent Ferrer a convertit nenumărați evrei, printre care pe rabinul Josuah Halorqui, care a luat numele de Jerónimo de Santa Fe⁠(d) și în orașul său i-a convertit pe mulți dintre foștii săi coreligionari în faimosul Disputatio din Tortosa⁠(d) (1413–1414).

### Imperiul Spaniol

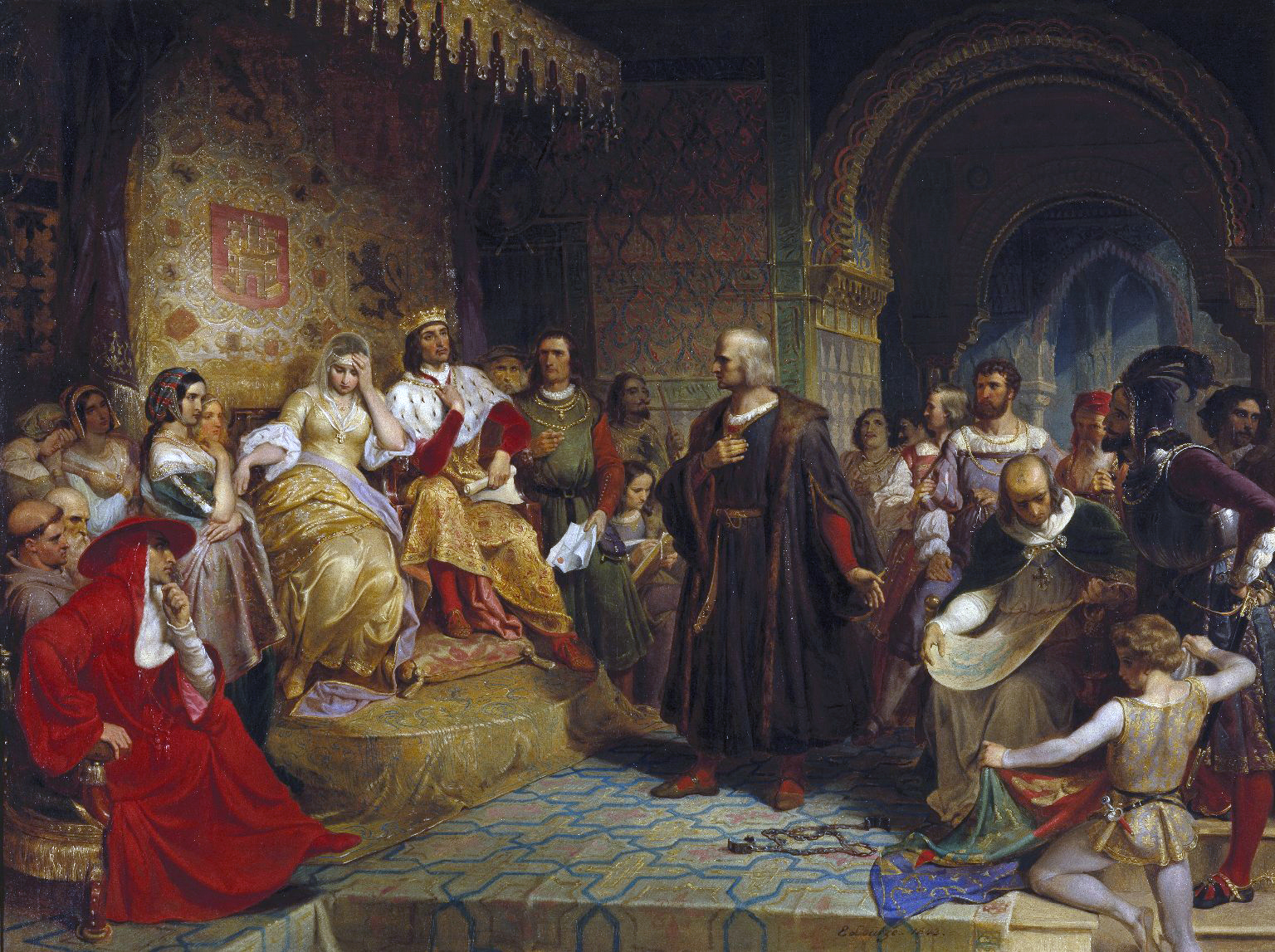
Cristofor Columb se întâlnește cu Isabela I a Castiliei și cu Ferdinand al II-lea al Aragonului în

În 1469, coroanele regatelor creștine Castilia și Aragon au fost unite prin căsătoria Isabelei I de Castilia cu Ferdinand al II-lea de Aragon. Anul 1478 a început finalizarea cuceririi Insulelor Canare și în 1492, forțele combinate ale Castiliei și Aragonului au capturat Emiratul Granadei de la ultimul său conducător, Muhammad al XII-lea⁠(d), punând capăt ultimei rămășițe a unei prezențe islamice de 781 de ani în Peninsula Iberică. În același an, evreilor din Spania⁠(d) li s-a ordonat să se convertească⁠(d) la catolicism sub amenințarea că altfel vor fi expulzați din teritoriile spaniole în timpul Inchiziției spaniole. Până la 200.000 de evrei au fost expulzați din Spania⁠(d). Au urmat expulzările din 1493 din Sicilia aragoneză⁠(d) și din Portugalia în 1497⁠(d). Tratatul de la Granada⁠(d) garanta toleranța religioasă față de musulmani, dar a funcționat doar câțiva ani, înainte ca Islamul să fie scos în afara legii în 1502 în Regatul Castiliei și în 1527 în Regatul Aragon, ceea ce a făcut ca mare parte a minorității musulmane a Spaniei să devină oficial moriscos⁠(d) creștini. La câteva decenii după rebeliunea moriscoșilor din Granada cunoscută sub numele de Războiul Alpujarras⁠(d), o proporție semnificativă din populația fostă musulmană a Spaniei a fost expulzată, stabilindu-se în principal în Africa de Nord. Între 1609 și 1614, peste 300.000 de moriscos au fost trimiși pe nave în Africa de Nord și în alte locații și, din această cifră, aproximativ 50.000 au murit opunându-se expulzării⁠(d) și 60.000 au murit pe drum.
Anul 1492 a marcat și sosirea lui Cristofor Columb în Lumea Nouă, în timpul unei călătorii finanțate de Isabella. Prima călătorie a lui Columb a traversat Atlanticul și a ajuns în Insulele Caraibe, începând explorarea și cucerirea europeană a Americii, deși Columb a rămas convins că ajunsese în Orient. Un număr mare de indigeni americani au murit în lupta împotriva spaniolilor în timpul cuceririi, iar alții au murit din diferite alte cauze. Unii cercetători consideră perioada inițială a cuceririi spaniole — de la prima debarcare a lui Columb în Bahamas până la mijlocul secolului al XVI-lea — ca fiind cea mai evidentă situație de genocid din istoria omenirii. Numărul morților ar fi putut ajunge la aproximativ 70 de milioane de indigeni (din 80 de milioane) în această perioadă, deoarece bolile precum variola, rujeola, gripa și tifosul, aduse în America de cuceritori, au decimat populația pre-columbiană.

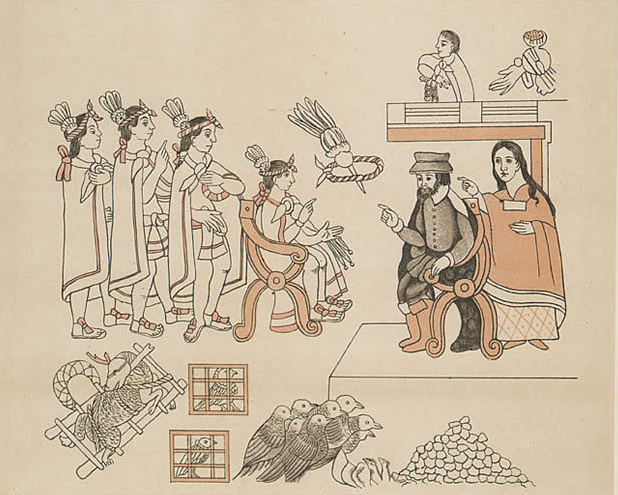
care arată întâlnirea din 1519 a conquistadorului Hernán Cortés și a consilierului său cu împăratul aztec Moctezuma al II-lea la Tenochtitlan. Malinche a jucat un rol cheie în facila cucerire a Mexicului.

Colonizarea spaniolă a Americii a început cu colonizarea Caraibelor. A fost urmată de cucerirea unor puternice formațiuni statele precolumbiene din Mexicul central și de pe coasta Pacificului din America de Sud. Amestecul rasial dintre culturile și oamenii băștinași pe dee o parte și spanioli pe de altă parte a devenit norma. O expediție sponsorizată de coroana spaniolă a finalizat prima călătorie în jurul lumii din istoria omenirii, circumnavigația Magellan-Elcano⁠(d). Tornaviaje⁠(d) sau ruta de întoarcere din Filipine către Mexic a făcut posibilă ruta comercială a galionului Manila.⁠(d) Spaniolii s-au întâlnit din nou cu Islamul în Asia de Sud-Est și, pentru a încorpora Filipinele, expedițiile spaniole organizate din Mexicul recent creștinat au invadat⁠(d) teritoriile filipineze ale Sultanatului din Brunei⁠(d). Spaniolii s-au folosit de conflictul dintre regatele filipineze păgâne și musulmane pentru a le opune unele celorlalți, folosind astfel principiul „dezbină și cucerește”. Spaniolii au văzut în războiul cu musulmanii din Brunei și Filipine⁠(d) o repetare a Reconquistei.
În perioada modernă timpurie, a urmat o centralizare a puterii regale în detrimentul nobilimii locale, iar cuvântul España, a cărui rădăcină este numele antic Hispania, a început să fie folosit în mod obișnuit pentru a desemna întregul celor două regate, Castilia și Aragon. Prin reformele lor politice, juridice, religioase și militare pe scară largă, monarhia hispanică a devenit o putere mondială⁠(d).
Unirea coroanelor Aragonului și Castiliei prin căsătoria suveranilor lor a pus baza Spaniei moderne și a Imperiului Spaniol, deși fiecare regat al Spaniei rămânea, din punct de vedere social, politic, legal, monetar și lingvistic, o țară separată.
Două mari răscoale au izbucnit pe la începutul domniei împăratului habsburgic, Carol al V-lea: Răscoala Comuneros⁠(d) din Coroana Castiliei și Răscoala Frățiilor⁠(d) din Coroana Aragonului.
Spania Habsburgică a fost una dintre principalele puteri mondiale de-a lungul secolului al XVI-lea și în cea mai mare parte a secolului al XVII-lea, o poziție consolidată de comerț și bogăție provenită din posesiunile coloniale. Regatul a devenit prima putere maritimă⁠(d) a lumii. A atins apogeul în timpul domniei primilor doi monarhi Habsburgi spanioli — Carol I (1516–1556) și Filip al II-lea (1556–1598). În această perioadă au avut loc Războaiele Italiene, Războiul Schmalkaldic⁠(d), Revolta Olandeză, Războiul Succesiunii Portugheze⁠(d), ciocniri cu otomanii, intervenția în Războaiele Religioase Franceze⁠(d) și Războiul Anglo-Spaniol⁠(d) 

Harta anacronică a Imperiului spaniol

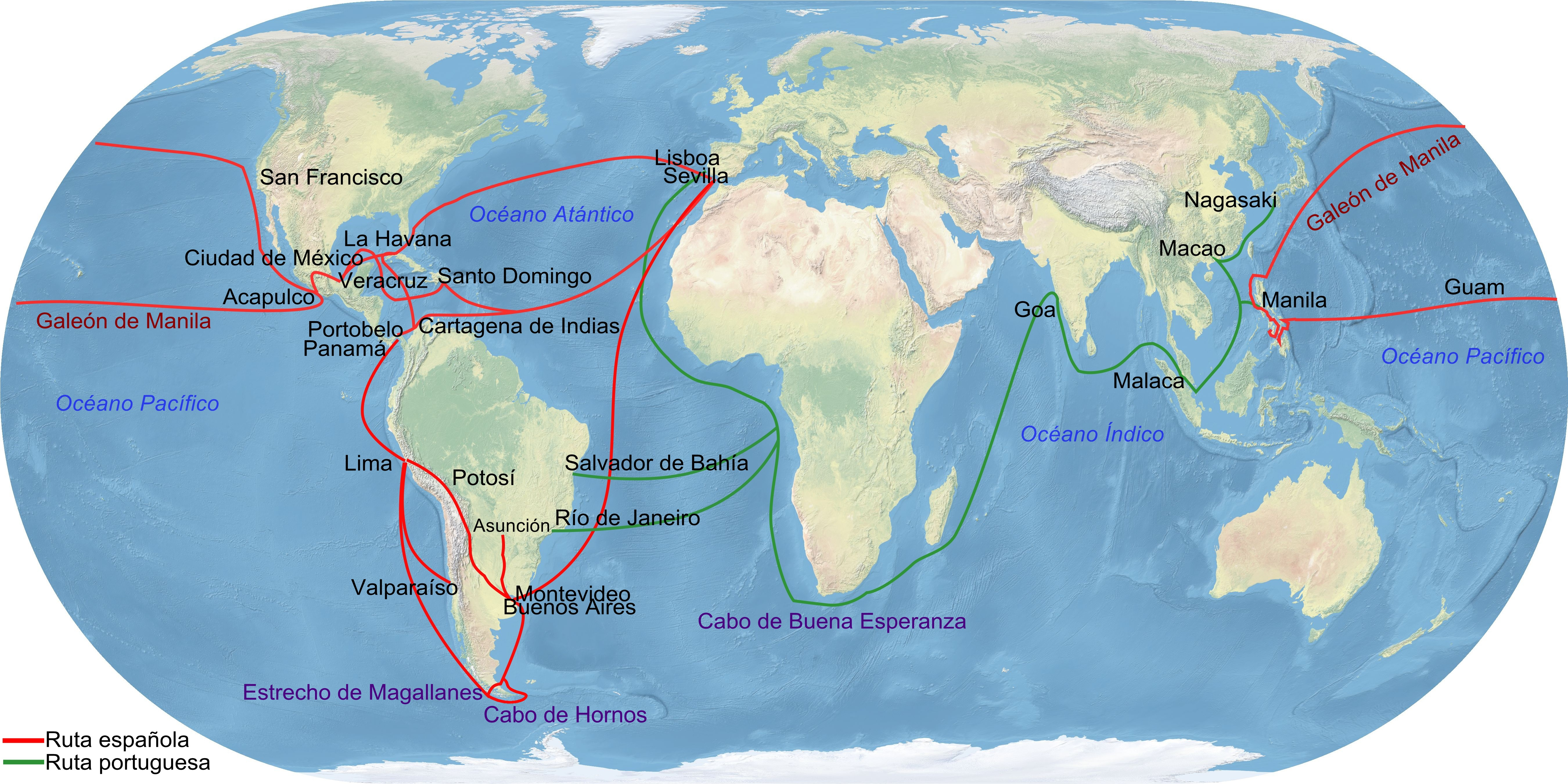
Principalele căi comerciale ale Imperiului spaniol

Prin explorarea și cucerirea sau alianțele și moștenirea căsătoriei regale, Imperiul Spaniol s-a extins pentru a include vaste zone din America, insule din zona Asia-Pacific, zone din Italia, orașe din Africa de Nord, precum și părți din ceea ce este acum Franța, Germania, Belgia, Luxemburg și Țările de Jos. Prima circumnavigație⁠(d) a lumii a fost efectuată în 1519–1521. A fost primul imperiu peste care se spunea că soarele nu apune niciodată⁠(d). Aceasta a fost o epocă a descoperirilor, cu explorări îndrăznețe pe mare și pe uscat, deschiderea de noi rute comerciale⁠(d) peste oceane, cuceriri și începuturile colonialismului european. Exploratorii spanioli au adus înapoi metale prețioase, mirodenii, obiecte de lux și plante necunoscute până atunci, și au jucat un rol important în transformarea felului cum înțelegeau europenii lumea. Eflorescența culturală observată în această perioadă este acum denumită Epoca de Aur Spaniolă. Extinderea imperiului a provocat o imense frământări în America, pe măsură ce prăbușirea societăților și imperiilor și bolile noi din Europa au devastat populațiile indigene americane. Apariția umanismului, Contrareforma și noile descoperiri și cuceriri geografice au ridicat probleme care au fost abordate de mișcarea intelectuală cunoscută acum sub numele de Școala din Salamanca⁠(d), care a dezvoltat primele teorii moderne despre ceea ce acum se numește dreptul internațional și drepturile omului. Juan Luis Vives⁠(d) a fost un alt umanist proeminent în această perioadă.
Supremația maritimă a Spaniei din secolul al XVI-lea a fost demonstrată de victoria asupra otomanilor la Lepanto în 1571 și apoi, după dezastrul Invincibilei Armade în 1588, într-o serie de victorii împotriva Angliei în Războiul Anglo-Spaniol din 1585–1604⁠(d). Cu toate acestea, în deceniile mijlocii ale secolului al XVII-lea, puterea maritimă a Spaniei a intrat într-un declin îndelungat, cu din ce în ce mai multe înfrângeri împotriva Provinciilor Unite și apoi a Angliei; astfel că, prin anii 1660, îi era greu să-și mai apere posesiunile de peste mări de pirați și corsari.
Reforma Protestantă a atras regatul din ce în ce mai adânc în mocirla războaielor încărcate de religie. Rezultatul a fost o țară forțată să-și extindă permanent eforturile militare în Europa și în Marea Mediterană. Până în deceniile de mijloc ale unui secol al XVII-lea marcat în Europa de războaie și epidemii⁠(d), Habsburgii spanioli implicaseră țara în conflicte politico-religioase la nivelul întregului continent. Aceste conflicte i-au secătuit resursele și i-au subminat economia în general. Spania a reușit să păstreze controlul asupra celei mai mari părți a împrăștiatului Imperiu Habsburgic și să ajute forțele imperiale ale Sfântului Imperiu Roman să inverseze o mare parte din progresele făcute de forțele protestante, dar a fost în cele din urmă obligată să recunoască separarea Portugaliei⁠(d) și a Provinciilor Unite și, în cele din urmă, a suferit unele înfrângeri militare serioase în fața Franței în ultimele etape ale Războiului de Treizeci de Ani. În a doua jumătate a secolului al XVII-lea, Spania a intrat într-un declin treptat, timp în care a cedat mai multe mici teritorii Franței și Angliei; cu toate acestea, și-a menținut și și-a lărgit vastul imperiu de peste mări, care a rămas intact până la începutul secolului al XIX-lea.

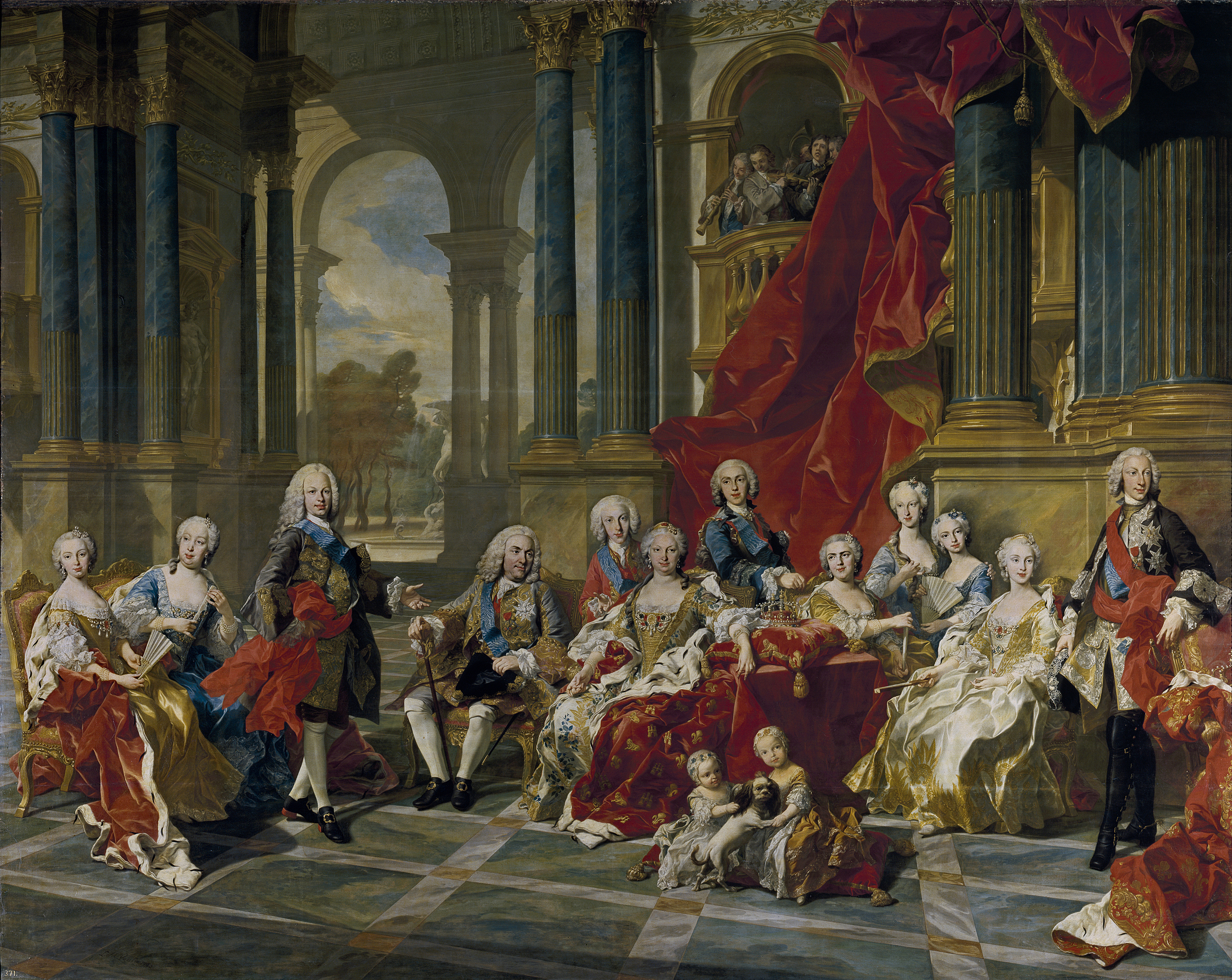
. În timpul a domnit o nouă familie regală, Casa de Bourbon.

Declinul a culminat cu o controversă privind succesiunea la tron care a consumat primii ani ai secolului al XVIII-lea. Războiul de Succesiune Spaniolă a fost un amplu conflict internațional combinat cu un război civil și avea să se soldeze cu pierderea posesiunilor europene și a poziției de mare putere continentală. În timpul acestui război, a fost instalată o nouă dinastie originară din Franța, Bourbonii. Demult unite doar prin Coroană, regatele spaniole s-au unificat într-un singur adevărat stat spaniol atunci când primul rege Bourbon, Filip al V-lea, a unit coroanele Castiliei și Aragonului într-una singură, abolind multe dintre vechile privilegii și legi regionale. 
Secolul al XVIII-lea a adus o recuperare treptată și o creștere a prosperității în mare parte a imperiului. Noua monarhie de Bourbon s-a inspirat din sistemul francez de modernizare a administrației și a economiei. Ideile iluministe⁠(d) au început să câștige teren în rândul unora dintre elite și membri ai familiei regale. Reformatorii Bourboni⁠(d) au creat miliții disciplinate în toată zona Atlanticului. Spania avea nevoie de orice sursă de forță umană de care putea beneficia în timpul războaielor aparent nesfârșite din secolul al XVIII-lea — Războiul de Succesiune Spaniolă sau Războiul Reginei Anne⁠(d) (1702–1713), Războiul pentru urechea lui Jenkins (1739–1742) care a devenit Războiul de Succesiune Austriacă (1740–1748), Războiul de Șapte Ani (1756–1763) și Războiul Anglo-Spaniol⁠(d) (1779–1783) — și noile sale miliții disciplinate au luptat în jurul Atlanticului, după cum era nevoie.

### Liberalismul și statul național

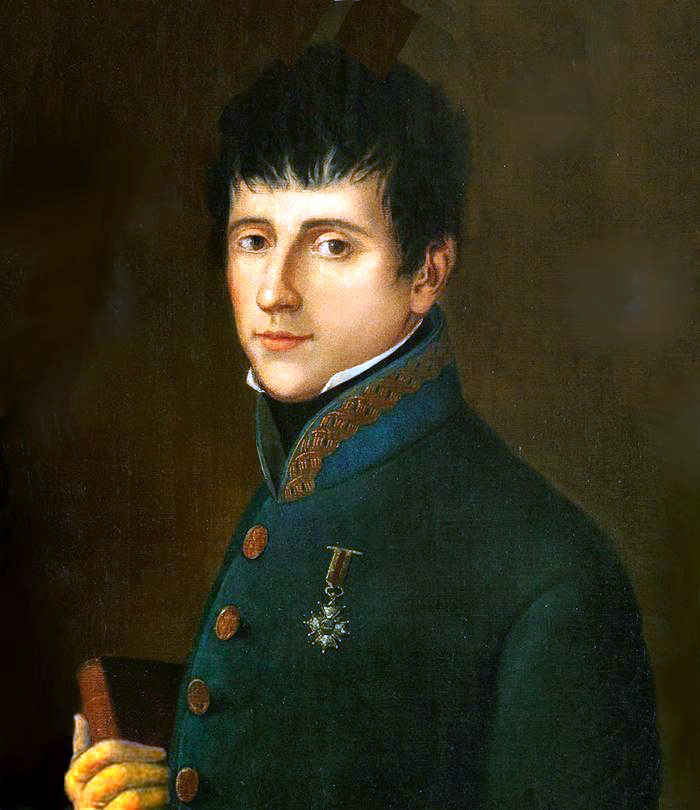
Rafael del Riego a condus răscoala anti-absolutistă care a declanșat, parte a din Europa. Când absolutiștii au preluat din nou puterea, el a fost executat.

În 1793, Spania a intrat în război împotriva noii Republici Franceze revoluționare ca membră a primei coaliții. A urmat Războiul Pirineilor⁠(d), care a polarizat țara într-o reacție împotriva elitelor galicizate⁠(d) și în urma înfrângerii pe câmpul de luptă, s-a încheiat pacea cu Franța în 1795 prin tratatul de la Basel⁠(d) prin care Spania pierdea controlul asupra a două treimi din insula Hispaniola. Primul ministru, Manuel Godoy, s-a asigurat apoi că Spania se aliază cu Franța în scurtul Război al celei de a Treia Coaliții, care s-a încheiat cu victoria maritimă britanică în bătălia de la Trafalgar din 1805. În 1807, un tratat secret între Napoleon și nepopularul prim-ministru spaniol a dus la o nouă declarație de război împotriva Marii Britanii și Portugaliei. Trupele lui Napoleon au intrat în țară pentru a invada Portugalia, dar au ocupat în schimb cetățile majore ale Spaniei. Regele spaniol a abdicat în favoarea fratelui Napoleon, Joseph Bonaparte.
Joseph Bonaparte a fost văzut ca un monarh-marionetă⁠(d) și a fost privit cu dispreț de către spanioli. Răscoala din 2 mai 1808⁠(d) a fost una dintre numeroasele răscoale naționaliste din toată țara împotriva regimului bonapartist. Aceste revolte au marcat începutul unui devastator război de independență împotriva regimului napoleonian. Cele mai celebrate bătălii ale acestui război au fost cele de la Bruch⁠(d), în zonele înalte din Montserrat, în care țărănimea catalană a pus pe fugă o armată franceză; Bailén, unde Castaños⁠(d), în fruntea armatei Andaluziei, l-a învins pe Dupont⁠(d); și asediile Zaragozei și Gironei⁠(d), demne de vechii spanioli din Saguntum⁠(d) și Numantia⁠(d).
Napoleon a fost nevoit să intervină personal, învingând mai multe armate spaniole și forțând o armată britanică să se retragă. Cu toate acestea, acțiunea militară suplimentară a armatelor spaniole, a gherilelor și a forțelor britanico-portugheze ale lui Wellington, combinată cu dezastruoasa invazie a Rusiei de către Napoleon, a condus la izgonirea armatelor imperiale franceze din Spania în 1814 și la întoarcerea regelui Ferdinand al VII-lea.
În timpul războiului, în 1810, un corp revoluționar, Cortesul din Cádiz⁠(d), a fost reunit pentru a coordona efortul împotriva regimului bonapartist și pentru a pregăti o constituție. S-a întrunit ca un unic organism, iar membrii săi reprezentau întregul Imperiu Spaniol. În 1812, a fost proclamată o constituție⁠(d) pentru reprezentarea universală sub o monarhie constituțională, dar după căderea regimului bonapartist, Ferdinand al VII-lea a dizolvat Cortesul General și era hotărât să conducă ca monarh absolut⁠(d). Aceste evenimente au prefigurat conflictul dintre conservatori și liberali din secolul al XIX-lea și de la începutul secolului al XX-lea.
Cucerirea Spaniei de către Franța a fost în folosul de anticolonialiștilor din America Latină, cărora nu le conveneau politicile guvernului imperial spaniol care a favoriza cetățenii spanioli (peninsularii⁠(d)) față de cei născuți peste mări (Criollos⁠(d)) și au cerut retroversia suveranității poporului⁠(d). Începând din 1809, coloniile americane ale Spaniei au început o serie de revoluții și și-au declarat independența, ducând la războaiele de independență hispano-americane, care au pus capăt controlului spaniol asupra coloniilor sale continentale din America. Încercarea regelui Ferdinand al VII-lea de a reafirma controlul asupra coloniilor⁠(d) s-a dovedit inutilă, deoarece s-a confruntat cu opoziție nu numai în colonii, ci și în Spania, și au urmat revolte ale armatei, conduse de ofițeri liberali. La sfârșitul anului 1826, singurele colonii americane deținute de Spania mai erau Cuba și Puerto Rico.
Războiul napoleonian a lăsat Spania ruinată economic, profund divizată și instabilă din punct de vedere politic. În deceniile anilor 1830 și 1840, carlismul⁠(d) (o mișcare reacționară legitimistă care susținea ramura urmașilor lui Carlos María Isidro de Bourbon, fratele mai mic al lui Ferdinand al VII-lea), a luptat împotriva cristinos⁠(d) sau isabelinos (care o susțineau pe regina Isabella a II-a, fiica lui Ferdinand al VII-lea) în războaiele carliste. Forțele isabeline au izbândit, dar conflictul dintre progresiști⁠(d) și moderați⁠(d) s-a încheiat cu o slabă perioadă constituțională timpurie. După Revoluția Glorioasă⁠(d) din 1868 și scurta perioadă a Primei Republici Spaniole, aceasta din urmă a cedat unei perioade monarhice stabile, Restaurația, un regim bipartizan rigid alimentat de turnismo (rotația prestabilită a controlului guvernamental între liberali și conservatori) și forma de reprezentare politică în mediul rural (bazată pe clientelism), cunoscută sub numele de caciquismo⁠(es)[traduceți].

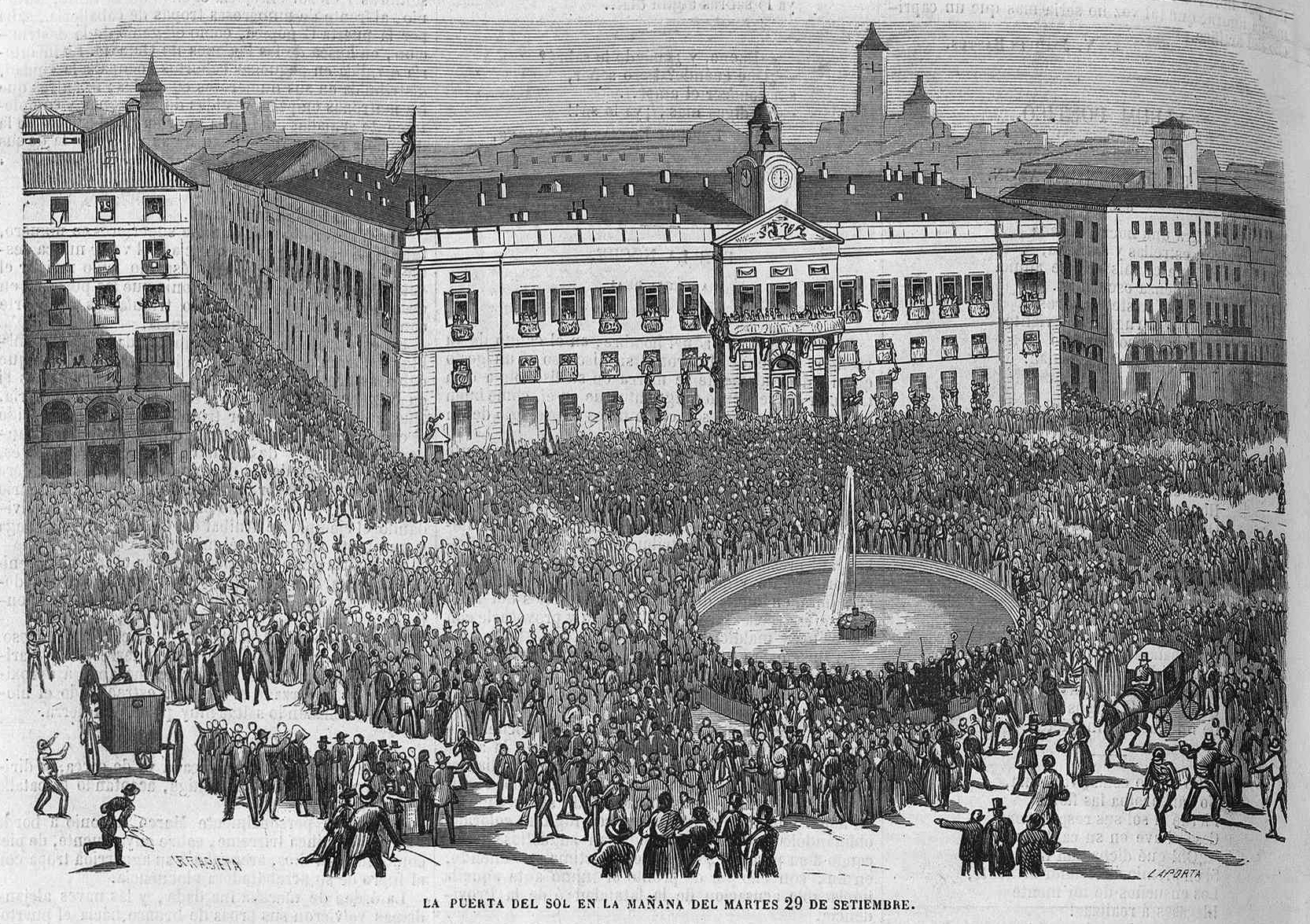
Puerta del Sol, Madrid, după

La sfârșitul secolului al XIX-lea au apărut mișcări naționaliste în Filipine și Cuba. În 1895 și 1896 a izbucnit războiul de independență cubanez și revoluția filipineză⁠(d) și în cele din urmă s-au implicat Statele Unite. Războiul hispano-american s-a desfășurat în primăvara anului 1898 și a dus la pierderea ultimelor părți din ce odinioară fusese vastul imperiu colonial spaniol, din afara Africii de Nord. El Desastre (dezastrul), după cum a fost denumit războiul în Spania, a dat un impuls suplimentar generației lui '98 care analiza țara.
Deși perioada de la începutul secolului al XX-lea a fost una de prosperitate în creștere, secolul a adus puțină pace socială; Spania a jucat un rol minor în lupta pentru Africa, odată cu colonizarea Saharei Occidentale, a Marocului spaniol⁠(d) și Guineei Ecuatoriale. A rămas neutră în timpul Primului Război Mondial (vezi Spania în Primul Război Mondial⁠(d)). Pierderile grele suferite în timpul războiului Rif⁠(d) din Maroc au adus discreditarea guvernului și au subminat monarhia.
Industrializarea, dezvoltarea căilor ferate și capitalismul incipient s-au dezvoltat în mai multe zone ale țării, în special în Barcelona, și au adus și apariția mișcării muncitorești⁠(d) și a ideilor socialiste și anarhiste. Expoziția universală de la Barcelona din 1888⁠(d) și Congresul Muncitoresc de la Barcelona din 1870 sunt exemple bune în acest sens. În 1879, se înființează Partidul Socialist Muncitoresc Spaniol. Sindicatul legat de acest partid, Unión General de Trabajadores, a fost fondat în 1888. În tendința anarho-sindicalistă a mișcării muncitoare din Spania, Confederación Nacional del Trabajo⁠(d) fost fondată în 1910, iar Federación Anarquista Ibérica⁠(d) în 1927.
Catalanismul și baschismul, alături de alte naționalisme și regionalisme din Spania, au apărut în acea perioadă. Partidul Naționalist Basc⁠(d) s-a format în 1895 și Liga Regionalistă a Cataloniei⁠(d) în 1901.
Corupția politică și represiunea au slăbit sistemul democratic cu două mari partide al monarhiei constituționale. Evenimentele și represiunea din Săptămâna Tragică⁠(d) exemplifică instabilitatea socială a vremii.
Greva La Canadiense⁠(d) din 1919 a dus la prima lege care limitează ziua de lucru la opt ore.

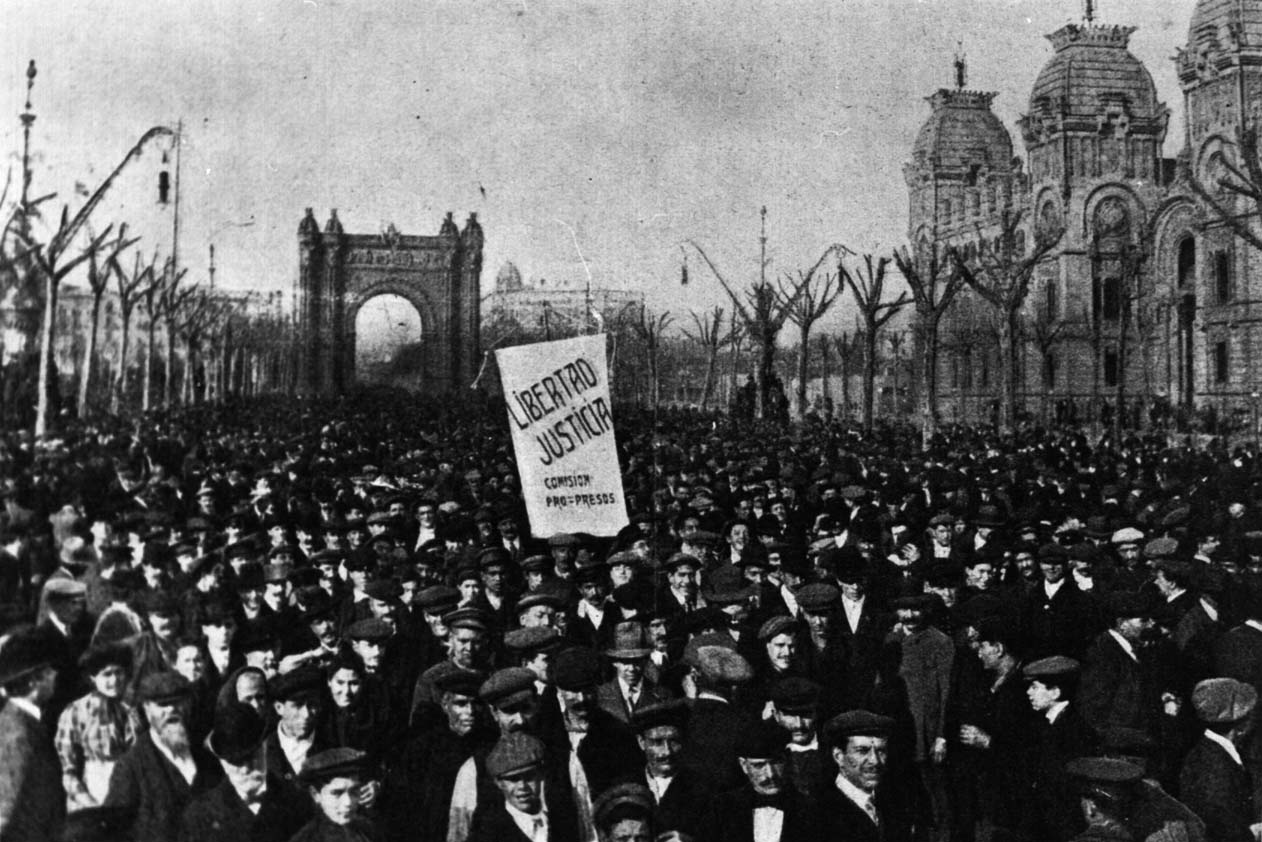
Demonstrație la Barcelona în timpul evenimentelor

După o perioadă de dictatură în timpul guvernelor generalilor Miguel Primo de Rivera și Dámaso Berenguer⁠(d) și amiralului Aznar-Cabañas⁠(d) (1923-1931), au avut loc primele alegeri de după 1923, în mare măsură înțelese ca un plebiscit asupra monarhiei: alegerile locale din 12 aprilie 1931⁠(d). Acestea au adus o răsunătoare victorie a candidaților republicano-socialiști în marile orașe și în capitalele provinciale, cu o majoritate de consilieri monarhiști în zonele rurale. Regele a părăsit țara și a urmat proclamarea Republicii la 14 aprilie, odată cu formarea unui guvern provizoriu.
O constituție⁠(d) pentru țară a fost adoptată în octombrie 1931 după alegerile generale constituante⁠(d) din iunie 1931 și au urmat o serie de cabinete prezidate de Manuel Azaña, susținute de partidele republicane și de PSOE. La alegerile din 1933, dreapta a triumfat și în 1936 stânga. În timpul celei de a Doua Republici, a existat mari frământări politice și sociale, marcate de o radicalizare accentuată a stângii și a dreptei. Printre actele de violență din această perioadă s-au numărat arderi de biserici, lovitura de stat eșuată din 1932 condusă de José Sanjurjo⁠(d), Revoluția din 1934⁠(d) și numeroase atacuri împotriva liderilor politici rivali. Pe de altă parte, tot în timpul celei de a Doua Republici, au fost inițiate reforme importante pentru modernizarea țării: o constituție democratică, reformă agrară, restructurare a armatei, descentralizare politică și dreptul femeilor la vot⁠(d).

### Războiul Civil și dictatura franchistă
Războiul civil spaniol a izbucnit în 1936: în 17 și 18 iulie, o parte a armatei a efectuat o lovitură de stat⁠(d) care a triumfat în doar o parte a țării. Situația a dus la un război civil, în care teritoriul a fost împărțit în două zone: una sub autoritatea guvernului republican, care se baza pe sprijinul extern din partea Uniunii Sovietice și a Mexicului (și a Brigăzilor Internaționale⁠(d)), iar cealaltă controlată de puciști (facțiunea naționalistă sau rebelă), susținută în mod critic de Germania Nazistă și Italia Fascistă. Republica nu a fost susținută de puterile occidentale din cauza politicii de neintervenție condusă de britanici. Generalul Francisco Franco a depus jurământul ca lider suprem al rebelilor la 1 octombrie 1936. A urmat o relație tensionată între guvernul republican și anarhiștii din popor care inițiaseră o revoluție socială parțială.⁠(d)
Războiul civil a fost dus cu brutalitate și au existat multe atrocități comise de toate părțile. Războiul a luat viața a peste 500.000 de oameni și a provocat fuga a până la jumătate de milion de cetățeni din țară. La 1 aprilie 1939, cu cinci luni înainte de începerea celui de al Doilea Război Mondial, partea rebelă condusă de Franco a ieșit învingătoare, impunând o dictatură asupra întregii țări.

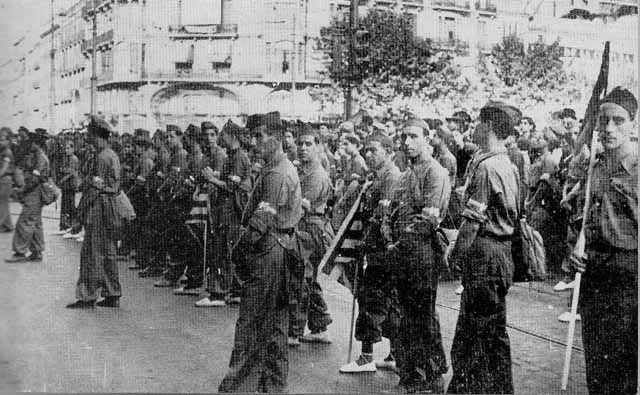
Voluntari republicani la Teruel, 1936

Regimul a rămas în principal „neutru” din punct de vedere nominal în cel de al Doilea Război Mondial (și-a schimbat pentru scurt timp poziția în „non-beligerant”), deși simpatiza cu Axa și a oferit Wehrmachtului nazist voluntari spanioli pentru frontul de est. Singurul partid legal aflat sub dictatura lui Franco a fost Falange Española Tradicionalista y de las JONS (FET y de las JONS), format în 1937 prin fuziunea între Falange Española de las JONS⁠(d) și tradiționaliștii carliști, și la care s-au adăugat restul de grupări de dreapta care sprijineau rebelii. Denumirea de „Movimiento Nacional⁠(d)”, uneori înțeleasă ca o structură mai largă decât FET y de las JONS propriu-zisă, s-a impus în mare măsură peste numele acesteia din urmă în documentele oficiale de-a lungul anilor 1950.
După cel de al Doilea Război Mondial, Spania a rămas izolată politic și economic, și a fost ținută în afara Organizației Națiunilor Unite. Acest lucru s-a schimbat în 1955, în perioada Războiului Rece, când a devenit important din punct de vedere strategic pentru SUA să stabilească o prezență militară în Peninsula Iberică pentru a contracara orice posibilă manevră a Uniunii Sovietice în bazinul mediteranean. În anii 1960, Spania a înregistrat o rată de creștere economică fără precedent⁠(d) care a fost propulsată de industrializare, o migrație internă masivă din zonele rurale către Madrid, Barcelona și Țara Bascilor, și crearea unei industrii a turismului de masă. Conducerea lui Franco a fost caracterizată și de autoritarism, promovarea unei identități naționale unitare, național-catolicism⁠(d) și politici lingvistice discriminatorii⁠(d).
La 17 ianuarie 1966, a avut loc o coliziune fatală între un B-52G și un KC-135 Stratotanker la Palomares. Explozibilii convenționali din două dintre bombele cu hidrogen⁠(d) de tip Mk28⁠(d) au detonat la impactul cu solul, dispersând plutoniu pe fermele din apropiere.

### Restaurarea democrației
În 1962, un grup de politicieni implicați în opoziția față de regimul Franco în interiorul țării și în exil s-au întâlnit în congresul Mișcării Europene la München, unde au adoptat o rezoluție în favoarea democrației.
Odată cu moartea lui Franco în noiembrie 1975, Juan Carlos a venit pe tron ca rege al Spaniei⁠(d) și șef de stat în conformitate cu legea franchistă. Odată cu aprobarea noii Constituții spaniole din 1978 și cu restabilirea democrației, statul a cedat multă autoritate regiunilor și a creat o organizație internă bazată pe comunități autonome. Legea amnistiei din 1977⁠(d) a permis oamenilor din regimul lui Franco să continue să activeze în instituții fără consecințe, chiar și autorii unor crime din timpul tranziției către democrație, cum ar fi masacrul din 3 martie 1976 de la Vitoria⁠(d) sau masacrul din Atocha din 1977⁠(d).

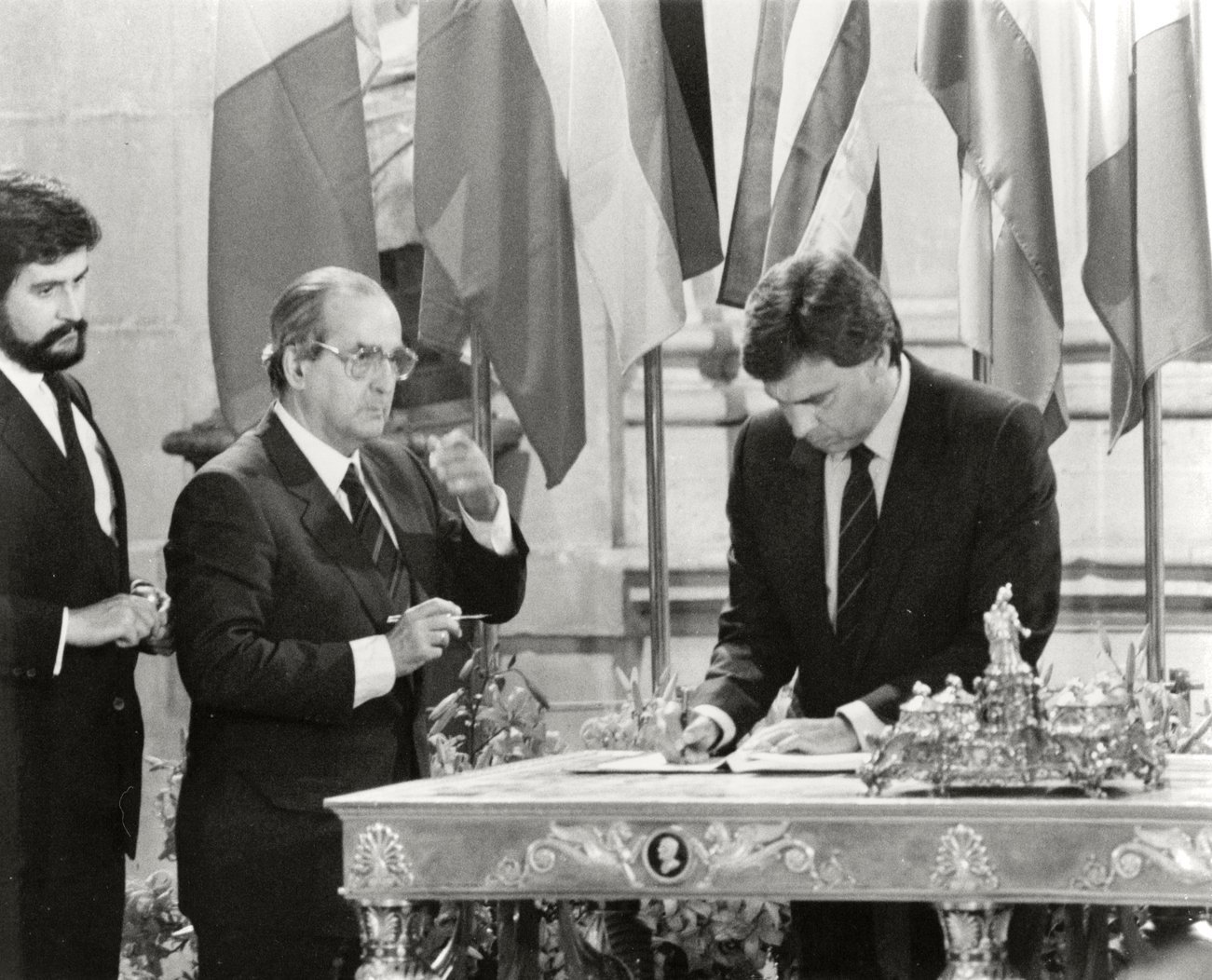
Felipe González semnând tratatul de aderare la Comunitatea Economică Europeană la

În Țara Bascilor, naționalismul basc⁠(d) moderat a coexistat cu o mișcare naționalistă radicală condusă de organizația armată ETA până la dizolvarea acesteia în mai 2018. Grupul fusese format în 1959 în timpul guvernării lui Franco, dar a continuat să-și desfășoare campania violentă chiar și după restabilirea democrației și primirea unei mari măsuri de autonomie regională.
La 23 februarie 1981, elementele rebele din forțele de securitate au ocupat Cortesul în încercarea de a impune un guvern susținut de militari⁠(d). Regele Juan Carlos a preluat personal comanda armatei și a ordonat cu succes conspiratorilor, prin intermediul televiziunii naționale, să se predea.
În anii 1980, restaurarea democrației a făcut posibilă o societate deschisă în creștere. Au apărut noi mișcări culturale bazate pe libertate, precum La Movida Madrileña și a apărut o cultură a drepturilor omului cu Gregorio Peces-Barba⁠(d). La 30 mai 1982, Spania a aderat la NATO, acțiune confirmată printr-un referendum după o puternică opoziție socială. În acel an a venit la putere Partidul Socialist Muncitoresc Spaniol (PSOE), primul guvern de stânga de 43 de ani. În 1986, Spania s-a alăturat Comunității Economice Europene, care a devenit ulterior Uniunea Europeană. PSOE a fost înlocuit la guvernare de Partido Popular (PP) în 1996, după scandaluri legate de participarea guvernului lui Felipe González la războiul murdar împotriva ETA⁠(d); în acel moment, PSOE fusese aproape 14 ani consecutiv la putere.

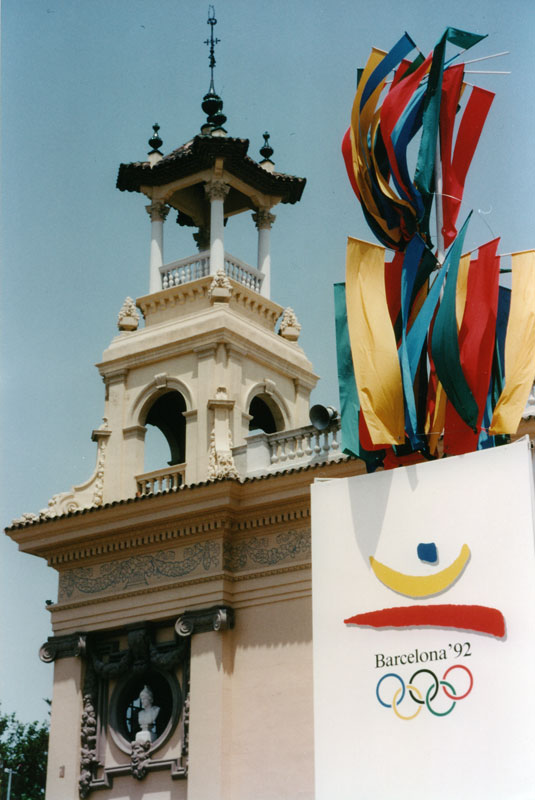
Jocurile Olimpice de vară din 1992 de la Barcelona

La 1 ianuarie 2002, Spania a adoptat pe deplin euro, iar Spania a cunoscut o creștere economică puternică, cu mult peste media UE la începutul anilor 2000. Cu toate acestea, îngrijorările mult mediatizate emise de mulți comentatori economici la vârful boomului avertizau că prețurile extraordinare ale proprietăților imobiliare și un deficit comercial ridicat vor duce probabil la un colaps economic dureros.
În 2002 s-a produs deversarea de petrol Prestige⁠(d) cu mari consecințe ecologice de-a lungul coastei atlantice a Spaniei. În 2003, José María Aznar l-a sprijinit pe președintele american George W. Bush în războiul din Irak, iar în societatea spaniolă a avut loc o mișcare puternică împotriva războiului. La 11 martie 2004, o grupare teroristă islamistă locală, inspirată de Al-Qaeda a efectuat cel mai mare atac terorist din istoria spaniolă, când au ucis 191 de oameni și a rănit alte peste 1.800 bombardând trenuri de navetiști în Madrid. Deși suspiciunile inițiale s-au concentrat asupra grupării teroriste basce ETA, în curând au apărut dovezi care să indice implicarea islamistă. Datorită apropierii alegerilor din 2004, problema responsabilității a devenit rapid o controversă politică, principalele partide concurente PP și PSOE făcând schimb de acuzații cu privire la gestionarea incidentului. Alegerile din 14 martie 2004 au fost câștigate de PSOE, în frunte cu José Luis Rodríguez Zapatero.
Proporția de populație spaniolă născută în străinătate a crescut rapid în perioada de boom economic la începutul anilor 2000, dar a scăzut din cauza crizei financiare de la sfârșitul deceniului. În 2005, guvernul spaniol a legalizat căsătoria între persoane de același sex. Descentralizarea a fost susținută împotriva unei aprigi rezistențe a Curții Constituționale și a opoziției conservatoare, la fel și politica de gen, cum ar fi cotele de gen sau legea împotriva violenței de gen. Au avut loc discuții guvernamentale cu ETA, iar gruparea a anunțat încetarea permanentă a violențelor în 2010.
Spargerea bulei imobiliare spaniole⁠(d) în 2008 a dus la criza financiară spaniolă din 2008–2016⁠(d). Nivelurile ridicate ale șomajului, reducerile cheltuielilor guvernamentale și corupția în familia regală și în Partidul Popular au servit drept fundal la protestele spaniole⁠(d) din 2011–2012. A crescut și separatismul catalan. În 2011, partidul conservator al lui Mariano Rajoy a câștigat alegerile cu 44,6% din voturi. În calitate de prim-ministru, el a continuat să pună în aplicare măsurile de austeritate impuse de Pactul de stabilitate și creștere al UE. La 19 iunie 2014, monarhul, Juan Carlos, a abdicat în favoarea fiului său, care a devenit Felipe al VI-lea.

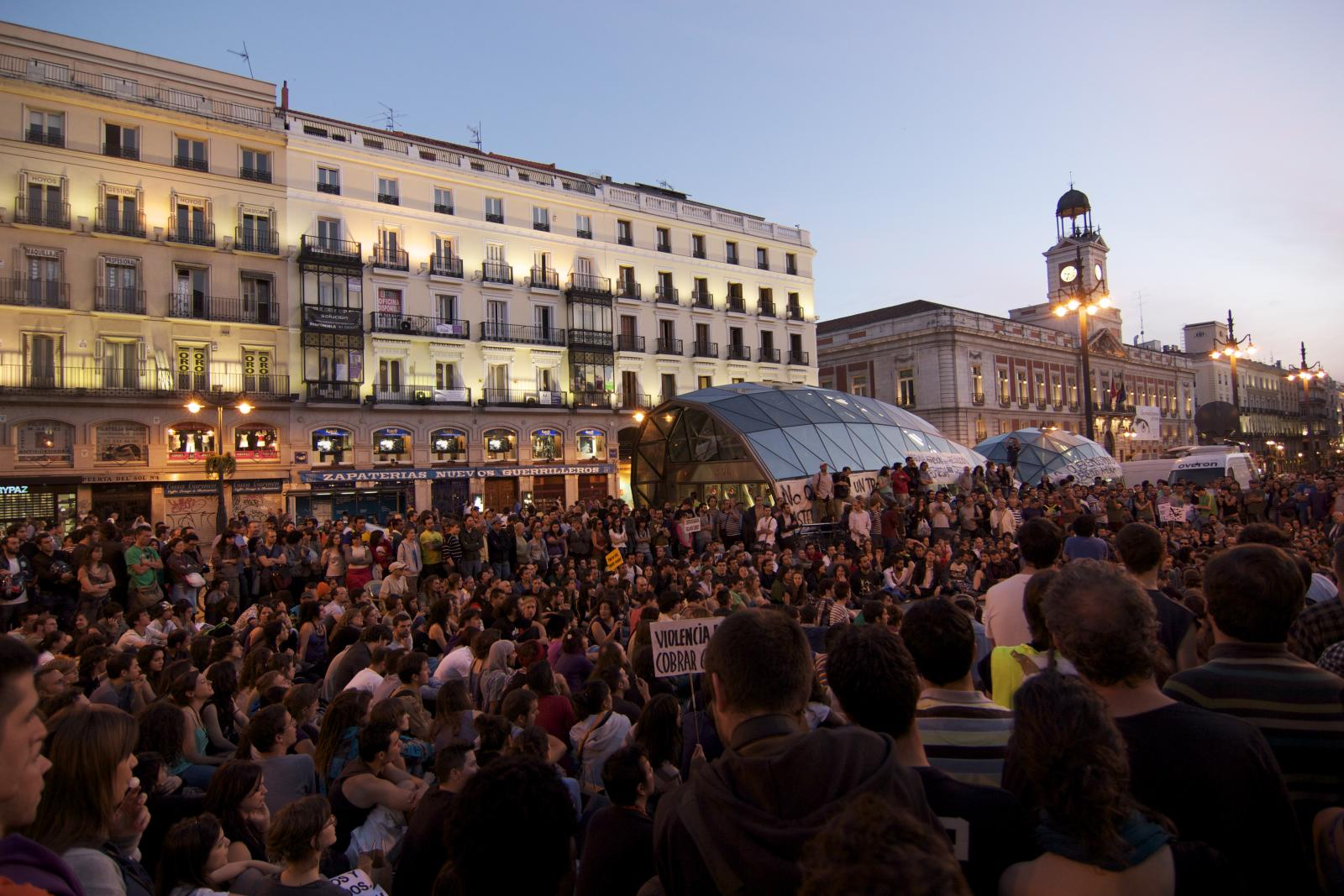
Demonstrații împotriva crizei și a șomajului ridicat în rândul tinerilor la Madrid,

La 1 octombrie 2017 a avut loc un referendum pentru independența Cataloniei⁠(d), și apoi, la 27 octombrie, parlamentul catalan a votat să declare unilateral independența față de Spania⁠(d) pentru a forma o Republică Catalană. în aceeași zi în care Senatul spaniol discuta despre aprobarea guvernării directe asupra Cataloniei, așa cum ceruse premierul spaniol. Mai târziu, în acea zi, Senatul a acordat puterea de a impune o guvernare directă, iar prim-ministrul Rajoy a dizolvat parlamentul catalan și a convocat noi alegeri. Nicio țară nu a recunoscut Catalonia ca stat separat.
La 1 iunie 2018, Congresul Deputaților a adoptat o moțiune de neîncredere împotriva lui Rajoy și l-a înlocuit cu liderul PSOE, Pedro Sánchez.
La 31 ianuarie 2020, s-at confirmat răspândirea în Spania a virusului ce cauzează COVID-19, Spania fiind din martie 2021 este țara cu al optulea cel mai mare număr de cazuri.
La 18 martie 2021, Spania a devenit a șasea națiune din lume care a legalizat eutanasierea activă⁠(d).

## Geografie

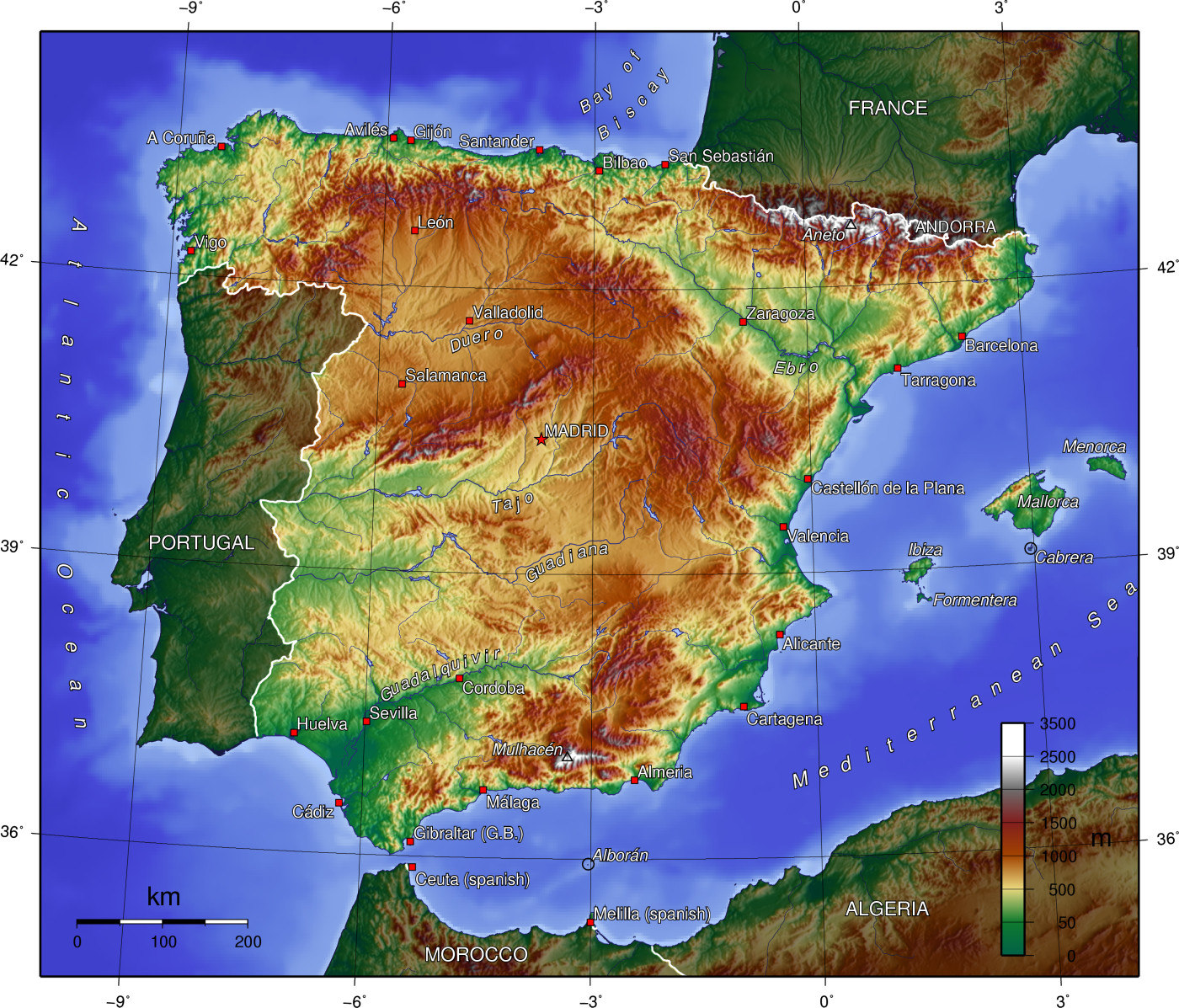
Harta fizică a Spaniei

Cu 505.992 kilometri pătrați (195.365 mi2), Spania este a cincizeci și a doua țară ca întindere din lume și a patra din Europa⁠(d). Este cu circa 47.000 kilometri pătrați (18.000 mi2) mai mică decât Franța și cu 81.000 kilometri pătrați (31.000 mi2) mai mare decât statul american California. Muntele Teide (Tenerife) este cel mai înalt punct din Spania și este al treilea vulcan ca mărime din lume de la baza sa. Spania este o țară transcontinentală⁠(d), având teritoriu atât în Europa, cât și în Africa.
Spania se află între paralelele de 27 °⁠(d) și 44° latitudine nordică⁠(d) și meridianele de 19° longitudine vestică⁠(d) și 5° longitudine estică⁠(d).
La vest, Spania se învecinează cu Portugalia; la sud, se învecinează cu Gibraltarul (un teritoriu britanic de peste mări) și cu Marocul, prin exclavele⁠(d) sale din Africa de Nord (Ceuta și Melilla și prin peninsula Vélez de la Gomera). La nord-est, de-a lungul lanțului muntos Pirinei, se învecinează cu Franța și cu Andorra. De-a lungul Pirineilor în Girona, există o mică exclavă, numită Llívia, complet înconjurată de Franța.
Cu o lungime de 1.214 kilometri (754 mi), frontiera între Portugalia și Spania⁠(d) este cea mai lungă frontieră neîntreruptă din Uniunea Europeană . 

### Insulele
Spania cuprinde și Insulele Baleare din Marea Mediterană, Insulele Canare din Oceanul Atlantic și o serie de insule nelocuite pe partea mediteraneană a strâmtorii Gibraltar, cunoscute sub numele de plazas de soberanía („locuri de suveranitate”, sau teritorii aflate sub suveranitate spaniolă), precum Insulele Chafarinas și Alhucemas⁠(d). Peninsula Vélez de la Gomera este, de asemenea, considerată o plaza de soberanía. Insula Alborán, situată în Marea Mediterană între Spania și Africa de Nord, este administrată și de Spania, în special de comuna Almería, Andaluzia. Micuța Insulă a Fazanilor⁠(d) din râul Bidasoa⁠(d) este condominiu hispano-francez.
Există 11 insule majore în Spania, toate având propriile organe de conducere (Cabildos insulares⁠(d) în Canare, Consells insulars în Baleare). Aceste insule sunt menționate în mod specific de Constituția spaniolă, la stabilirea reprezentării lor senatoriale (Ibiza și Formentera sunt grupate, deoarece formează împreună insulele Pityusice⁠(d), parte a arhipelagului Balearelor). Aceste insule sunt:

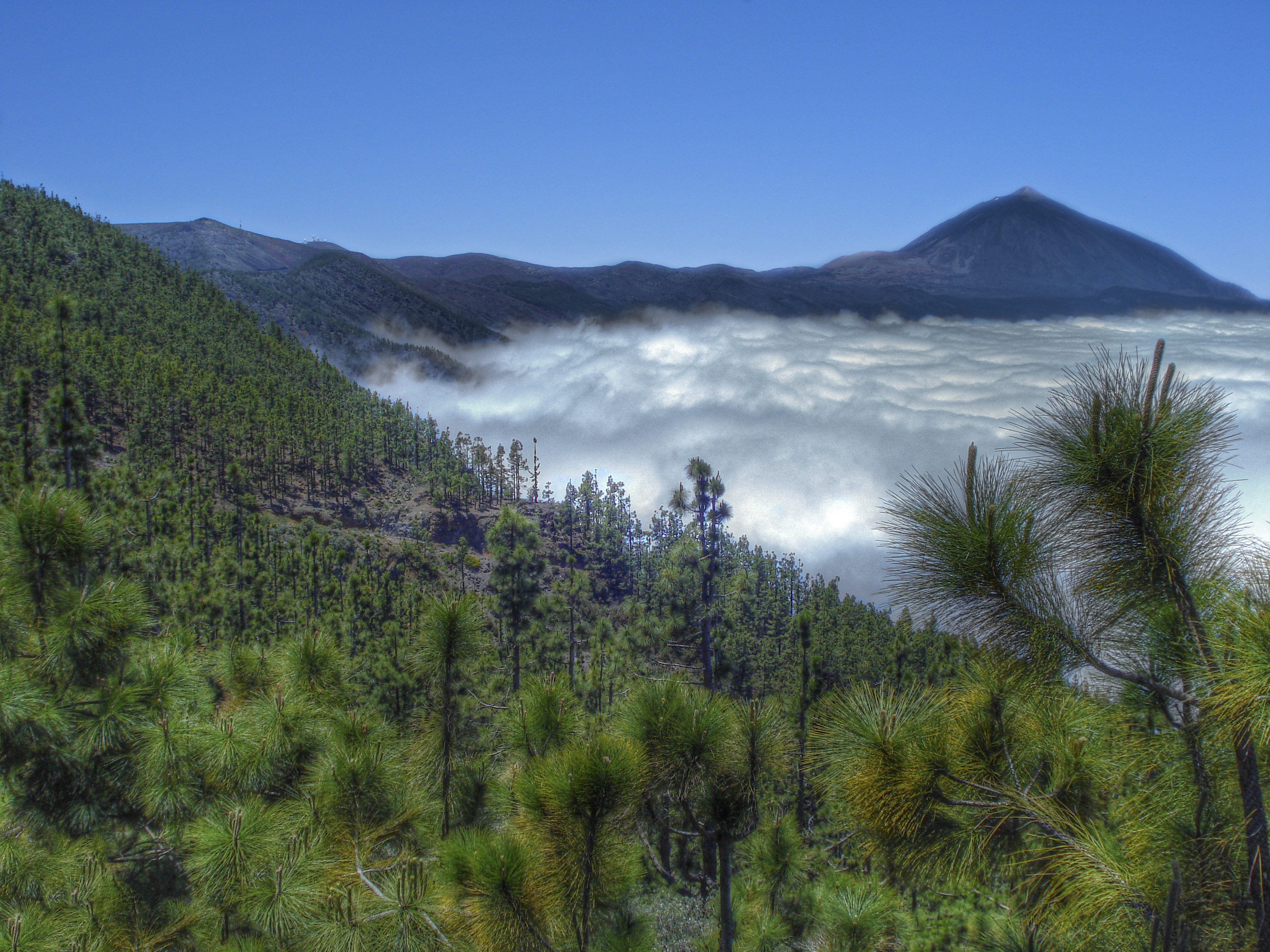
Muntele Teide, Tenerife, Insulele Canare

| Insulă          | Populație (2020) | Capitală                                                   | Provincie              | Arhipelag / comunitate autonomă |
| --------------- | ---------------- | ---------------------------------------------------------- | ---------------------- | ------------------------------- |
| Tenerife        | 928.604          | Santa Cruz de Tenerife                                     | Santa Cruz de Tenerife | Insulele Canare                 |
| Mallorca        | 912.171          | Palma                                                      | Baleare (Balears)      | Insulele Baleare                |
| Gran Canaria    | 855,521          | Las Palmas de Gran Canaria                                 | Las Palmas             | Insulele Canare                 |
| Lanzarote       | 155.812          | Arrecife                                                   | Las Palmas             | Insulele Canare                 |
| Ibiza (Eivissa) | 151,827          | Ibiza (Eivissa, oraș)                                      | Baleare (Balears)      | Insulele Baleare                |
| Fuerteventura   | 119.732          | Puerto del Rosario                                         | Las Palmas             | Insulele Canare                 |
| Menorca         | 95.641           | Mahón⁠(d) (Maó)                                             | Baleare (Balears)      | Insulele Baleare                |
| La Palma        | 83.458           | Santa Cruz de La Palma                                     | Santa Cruz de Tenerife | Insulele Canare                 |
| La Gomera       | 21.678           | San Sebastián de La Gomera                                 | Santa Cruz de Tenerife | Insulele Canare                 |
| Formentera      | 11.904           | Formentera (San Francisco Javier⁠(d), Sant Francesc Xavier) | Baleare (Balears)      | Insulele Baleare                |
| El Hierro       | 11.147           | Valverde                                                   | Santa Cruz de Tenerife | Insulele Canare                 |

### Munți și râuri

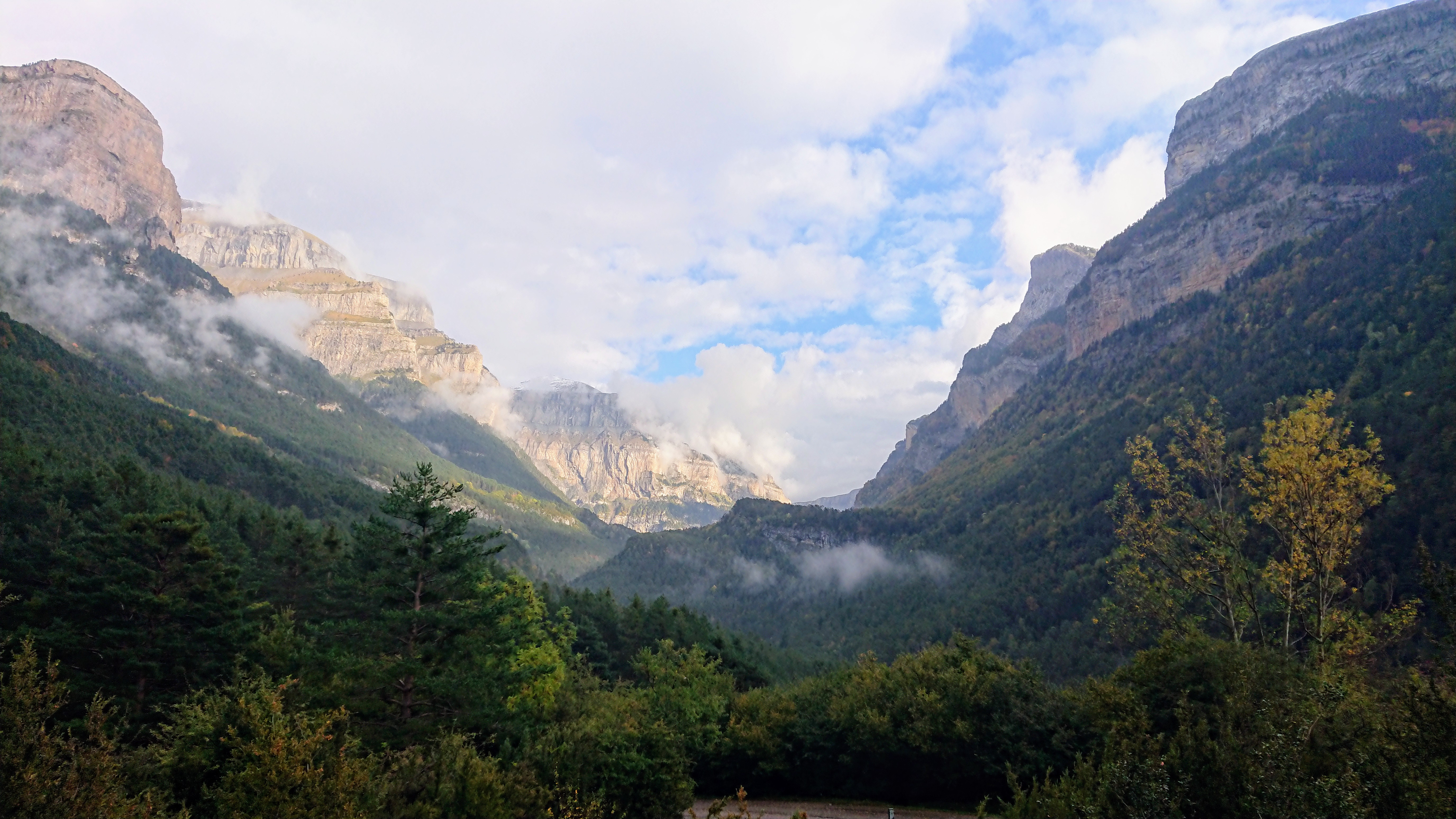
Parcul Național Ordesa y Monte Perdido din Pirinei, un sit în Patrimoniul Mondial UNESCO

Spania continentală este o țară muntoasă, dominată de platouri înalte și lanțuri montane. După Pirinei, principalele lanțuri montane sunt Cordillera Cantábrica (Munții Cantabrici), Sistema Ibérico⁠(d) (Sistemul Iberic), Sistema Central⁠(d) (Sistemul Central), Montes de Toledo⁠(d), Sierra Morena⁠(d) și Sistema Bético⁠(d) (Sistemul Baetic) al cărui vârf cel mai înalt, Mulhacén⁠(d), de 3.478 metri (11.411 ft), situat în Sierra Nevada, este cea mai înaltă altitudine din Peninsula Iberică. Cel mai înalt punct din Spania este Teide, un vulcan activ de 3.718 m din Insulele Canare. Meseta Central⁠(d) (adesea tradus ca „Podișul Interior”) este un vast platou în inima Spaniei peninsulare.
Există mai multe râuri importante în Spania, cum ar fi Tajo, Ebru, Guadiana, Douro (Duero), Guadalquivir, Júcar, Segura⁠(d), Turia și Minho (Miño). De-a lungul coastei se găsesc câmpii aluvionare, dintre care cea mai mare este cea a Guadalquivirului, din Andaluzia.

### Clima

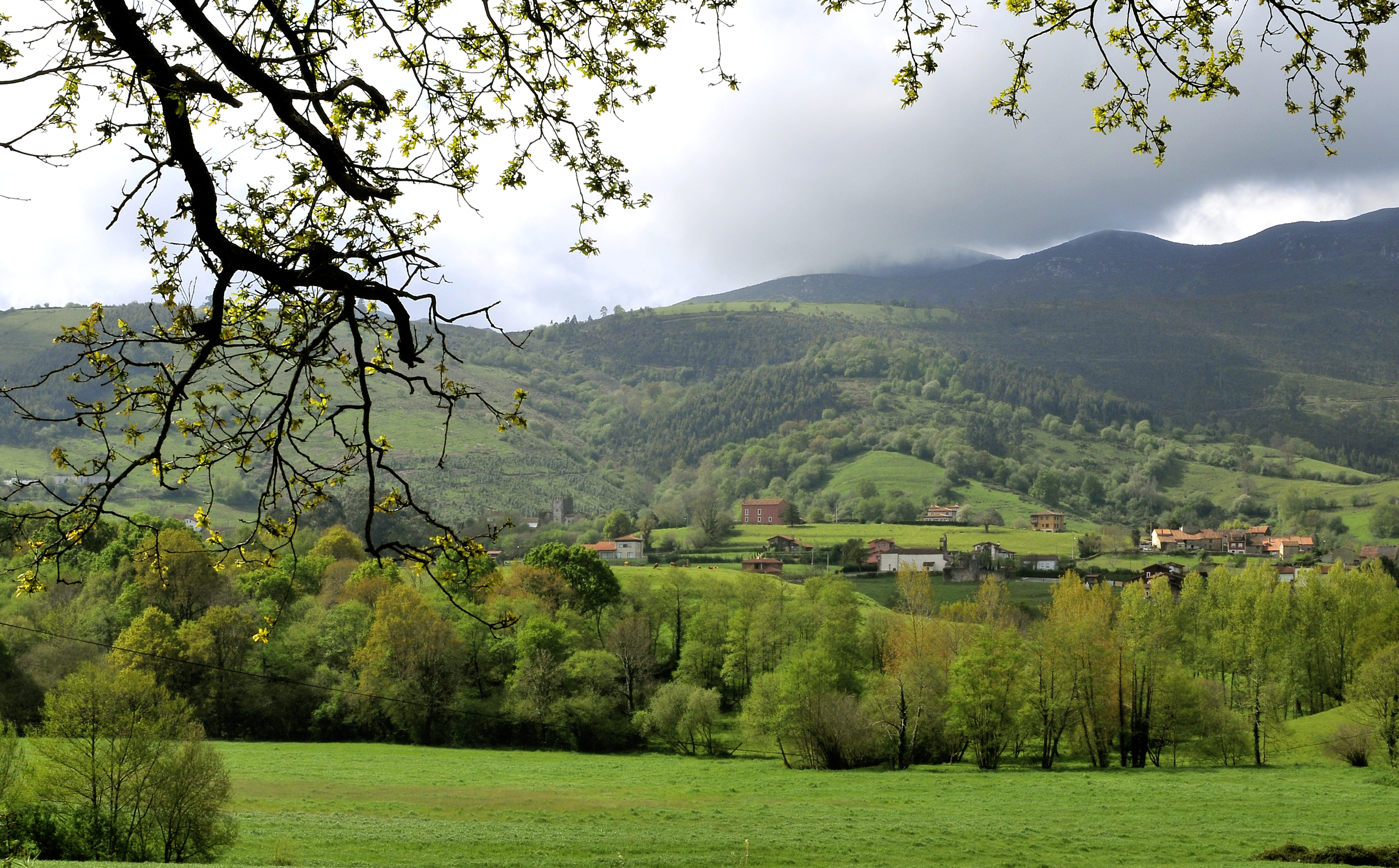
Coasta de la nord de Munții Cantabrici prezintă un climat oceanic umed

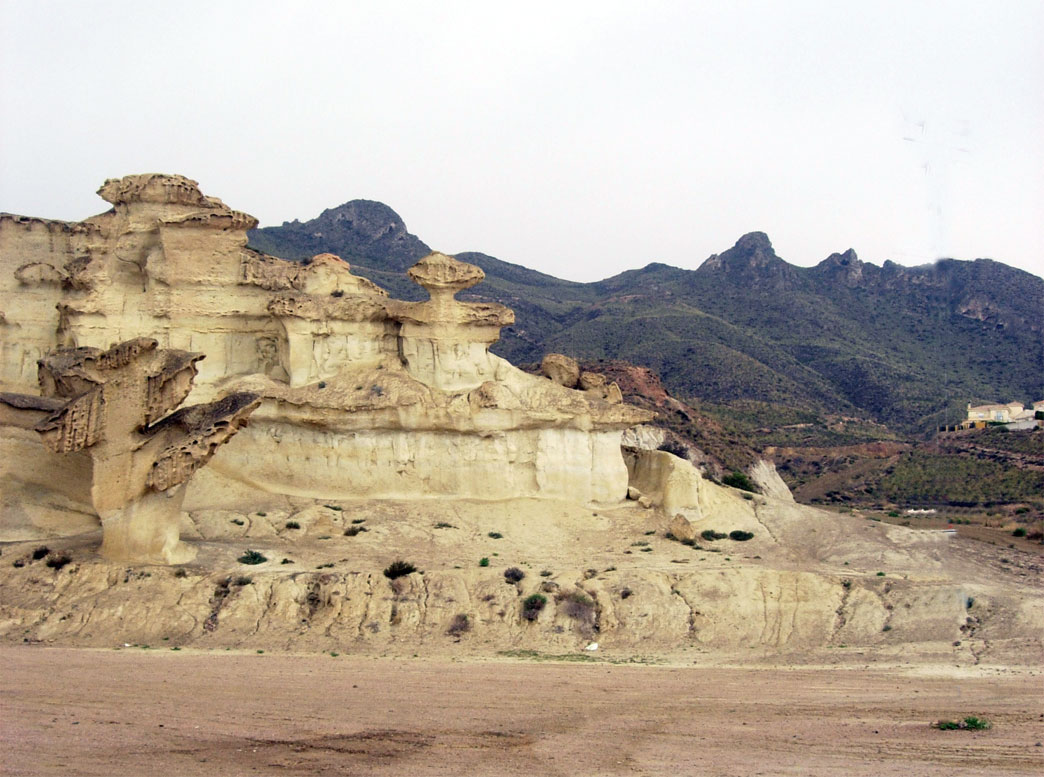
Capătul cel mai sud-estic al peninsulei iberice are un climat arid.

Pot fi identificate trei zone climatice principale, în funcție de situația geografică și condițiile orografice:
- Clima mediteraneană, caracterizată prin veri calde/călduroase și uscate, este dominantă în peninsulă. Are două variații: Csa și Csb conform clasificării climatice Köppen.
  - Zona Csa este asociată zonelor cu veri călduroase. Este predominantă pe coasta mediteraneană și sudică a Atlanticului și în interiorul Andaluziei, Extremadura și în mare parte, dacă nu chiar în cea mai mare parte a centrului țării. Zona Csa acoperă zonele climatice atât cu ierni relativ calde, cât și cu ierni reci, care sunt considerate extrem de diferite între ele la nivel local, motiv pentru care clasificarea Köppen este adesea evitată în Spania. Hărțile climatice locale împart în general zona mediteraneană (care acoperă cea mai mare parte a țării) între zonele cu ierni blânde și cele cu ierni reci, mai degrabă decât în funcție de temperaturile de vară.
  - Zona Csb are veri calde, dar nu chiar călduroase, și se extinde în zone suplimentare cu ierni reci, care nu sunt asociate de obicei cu clima mediteraneană, cum ar fi o mare parte din centrul și nord-centrul Spaniei (de exemplu, vestul Castilei-Leónului, nord-estul Castiliei-La Mancha și nordul Madridului) și în zone mult mai ploioase (în special Galicia). Zonele cu precipitații relativ ridicate, cum ar fi Galicia, nu sunt considerate mediteraneene în cadrul clasificărilor locale, ci sunt clasificate ca oceanice.
- Clima semi-aridă (BSk, BSh), este predominantă în sfertul sud-estic al țării, dar este răspândită și în alte zone ale Spaniei. Acoperă cea mai mare parte a regiunii Murcia, sudul Valenciei și estul Andaluziei, unde există și adevărate climate călduroase deșertice. Mai la nord, este predominantă în partea superioară și mijlocie a văii Ebrului, care traversează sudul Navarrei, centrul Aragonului și vestul Cataluniei. De asemenea, se găsește în Madrid, Extremadura, Castilla-La Mancha și în unele locații din vestul Andaluziei. Sezonul uscat se extinde și dincolo de limitele calendaristice ale verii, iar temperatura medie depinde de altitudine și latitudine.
- Clima oceanică (Cfb), situată în sfertul nordic al țării, în special în regiunea atlantică (Țara Bascilor, Cantabria, Asturia și parțial Galicia și Castilia-León). În plus, se găsește și în nordul Navarrei, în majoritatea zonelor de munte de-a lungul Sistemului Iberic⁠(d) și pe văile Pirineilor, unde apare și o variantă subtropicală umedă (Cfa). Temperaturile de iarnă și de vară sunt influențate de oceane și nu au secetă sezonieră.

În afară de aceste tipuri principale, pot fi găsite și alte subtipuri, cum ar fi clima alpină în zone cu altitudine foarte mare, clima subtropicală umedă în zonele din nord-estul Spaniei și climatele continentale (Dfc, Dfb/Dsc, Dsb) din Pirinei precum și în părți din lanțul Cantabric, Sistemul Central⁠(d), Sierra Nevada și Sistemul Iberic⁠(d) și o climă deșertica⁠(d) tipică (BWk, BWh) în zona Almería, Murcia și în estul Insulelor Canare. Zonele joase din Insulele Canare au o medie peste 18,0 °C (64,4 °F) în luna lor cea mai rece, având astfel un climat tropical.

### Fauna și flora

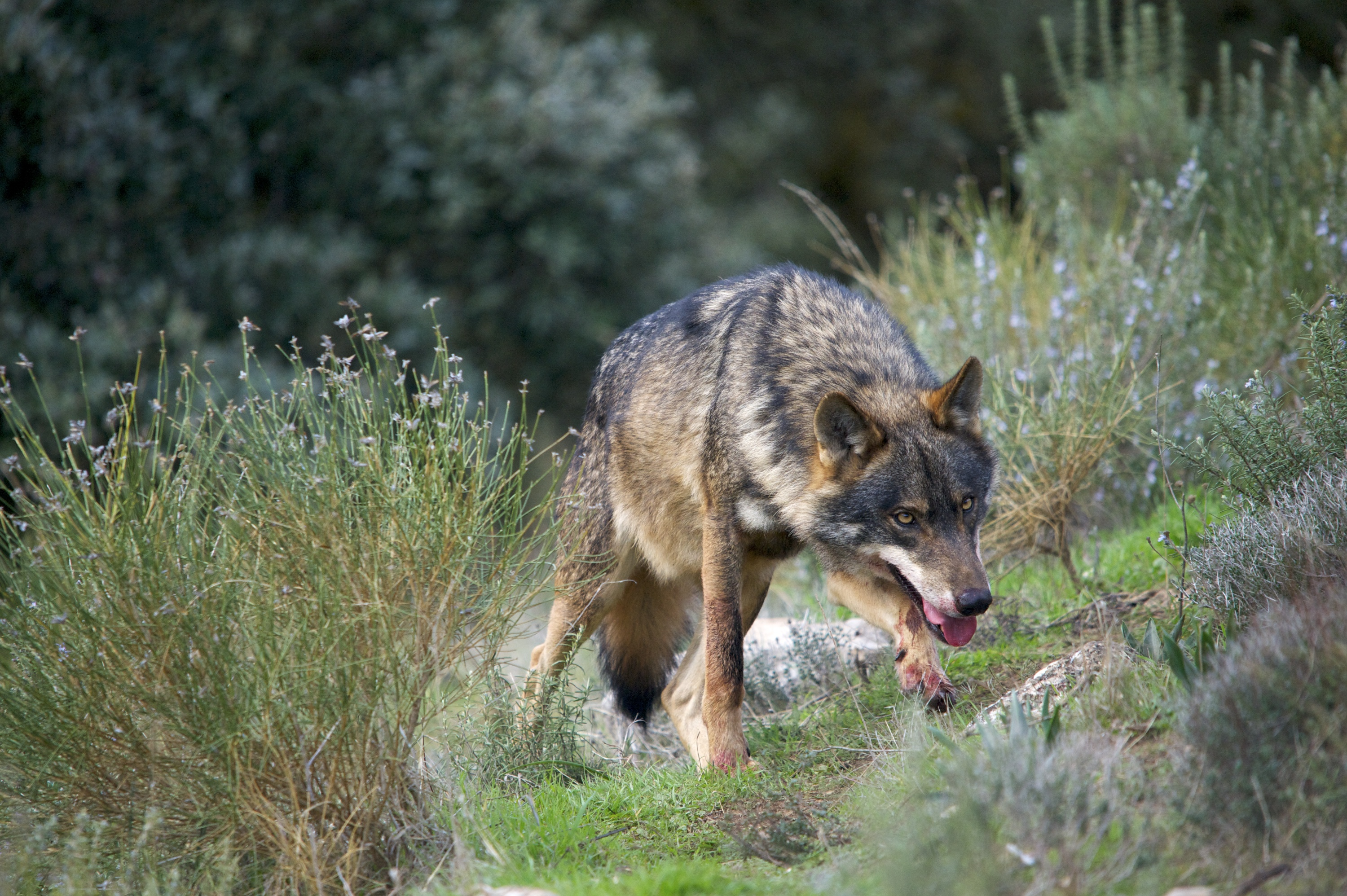
în Castilia și Leon. Regiunea deține 25% din suprafața acoperită de spațiile naturale protejate Natura 2000.

Fauna prezintă o mare diversitate care se datorează în mare parte poziției geografice a Peninsulei Iberice între Atlantic și Marea Mediterană și între Africa și Eurasia, precum și marea diversitate de habitate și biotopuri, rezultatul unei varietăți considerabile de climat și regiuni bine diferențiate.
Vegetația din Spania este variată din cauza mai multor factori, inclusiv diversitatea terenului, clima și latitudinea. Spania include diferite regiuni fitogeografice⁠(d), fiecare cu propriile sale caracteristici florale care rezultă în mare parte din interacțiunea dintre climă, topografie, tipul de sol și foc și factori biotici⁠(d). Țara a avut un scor mediu de 4,23/19 la indicele integrității peisajului forestier⁠(d) în 2019, clasându-se pe locul 130 la nivel global din 172 de țări.

## Politică
Istoria constituțională a Spaniei datează de la constituția din 1812. În iunie 1976, noul rege al Spaniei Juan Carlos l-a demis pe Carlos Arias Navarro⁠(d) și l-a numit pe reformatorul Adolfo Suárez în funcția de prim-ministru. Alegerile generale din 1977 care au rezultat au convocat Cortesul Constituant⁠(d) (Parlamentul spaniol, în calitatea sa de adunare constituțională) în scopul redactării și aprobării constituției din 1978. După un referendum național din 6 decembrie 1978, 88% dintre alegători au aprobat noua constituție — punctul culminant al tranziției Spaniei spre democrație.
Drept urmare, Spania este acum alcătuită din 17 comunități autonome și două orașe autonome cu diferite grade de autonomie datorită Constituției sale, care afirmă totuși în mod explicit unitatea indivizibilă a națiunii spaniole. Constituția specifică, de asemenea, că Spania nu are religie de stat și că toți sunt liberi să practice și să aibă orice credință doresc.
Administrația spaniolă a aprobat în 2007 Legea privind egalitatea de gen, care vizează promovarea egalității între sexe⁠(d) în viața politică și economică spaniolă. Conform datelor Uniunii Interparlamentare de la 1 septembrie 2018, 137 din cei 350 de membri ai Congresului erau femei (39,1%), în timp ce în Senat erau 101 femei din 266 (39,9%), Spania fiind astfel pe locul 16 în lista țărilor clasificate în funcție de proporția femeilor din camera inferioară (sau camera unică). Indicele de participare a femeilor⁠(d) în Raportul Națiunilor Unite privind dezvoltarea umană este de 0,794 pentru Spania, a 12-a țară în lume.

### Guvernarea

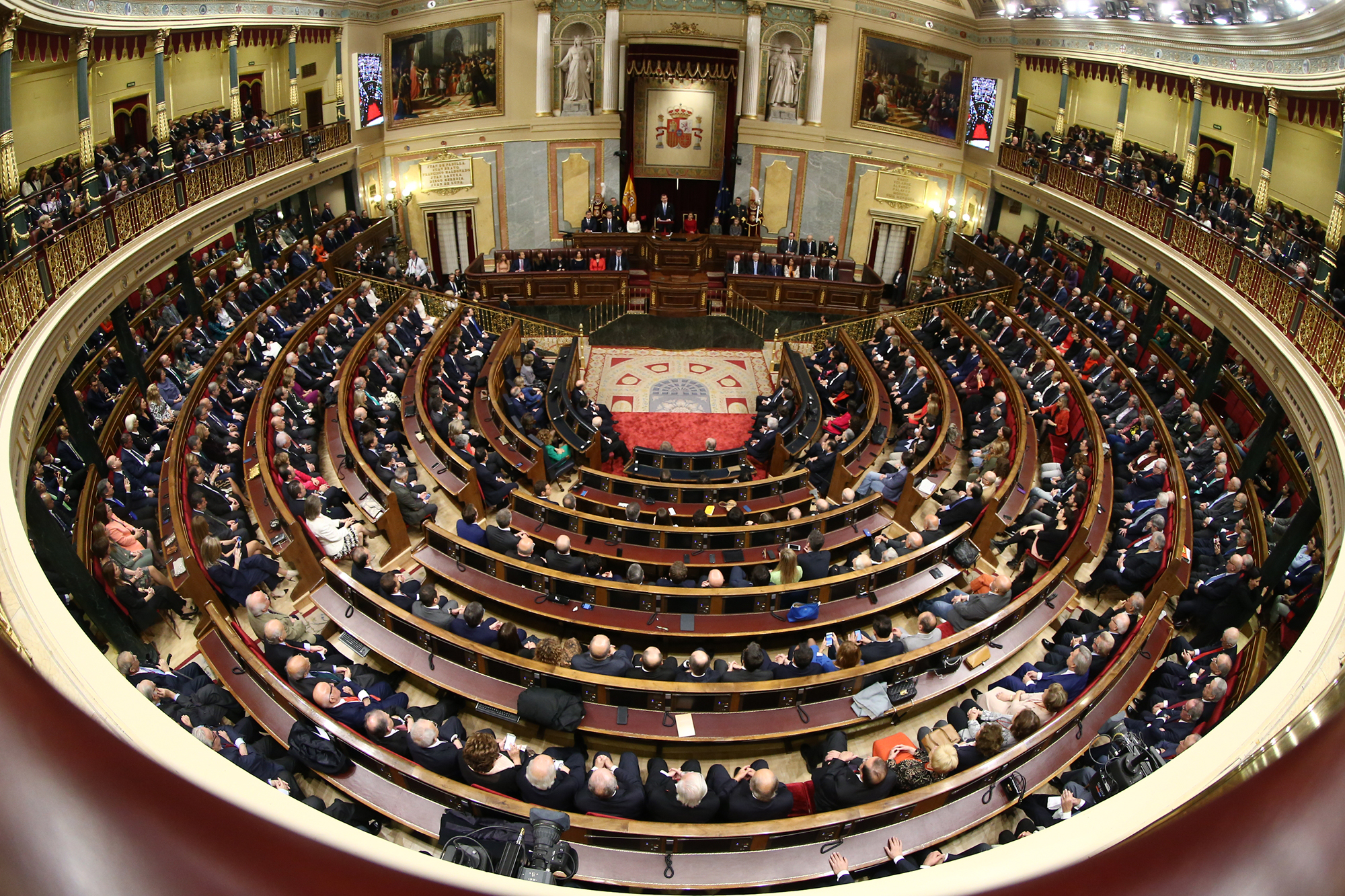
Congresul Deputaților

Spania este o monarhie constituțională, cu un monarh ereditar și un parlament bicameral, Cortes Generales (Curțile generale).
Ramura legislativă este alcătuită din Congresul Deputaților (Congreso de los Diputados), o cameră inferioară cu 350 de membri, aleși prin vot popular pe liste de alianțe sau partide, prin reprezentare proporțională pentru a îndeplini mandate de patru ani, și Senatul (Senado), o cameră superioară cu 259 de locuri din care 208 sunt aleși direct prin vot popular, folosind metoda votului limitat⁠(d), iar ceilați 51 sunt numiți de legislativele regionale pentru a îndeplini mandate tot de patru ani.
Ramura executivă este formată dintr-un Consiliu de Miniștri⁠(d) prezidat de prim-ministru, care este nominalizat drept candidat de către monarh⁠(d) după consultări cu reprezentanți ai diferitelor grupuri parlamentare, votat de membrii camerei inferioare în timpul unei sesiuni de învestitură și apoi numit formal de monarh.
- Șef de stat (rege)
  - Felipe VI, din 19 iunie 2014
- Guvern

Prim-ministrul, viceprim-miniștrii și restul miniștrilor se reunesc în Consiliul de Miniștri⁠(d).
Spania este organizată administrativ ca un așa-numit Estado de las Autonomías („statul autonomiilor”); este una dintre cele mai descentralizate țări din Europa, alături de Elveția, Germania și Belgia; de exemplu, toate comunitățile autonome au propriile parlamentele alese, propriile guverne, administrații publice⁠(d), bugete și resurse. Sistemele de sănătate și educație, printre altele, sunt gestionate de comunitățile spaniole individuale și, în plus, Țara Bascilor și Navarra își gestionează și propriile finanțe publice pe baza dispozițiilor forale.⁠(d) În Catalonia, Țara Bascilor, Navarra și Insulele Canare, un corp de poliție autonom cu drepturi depline înlocuiește unele dintre funcțiile poliției de stat.

### Relațiile externe

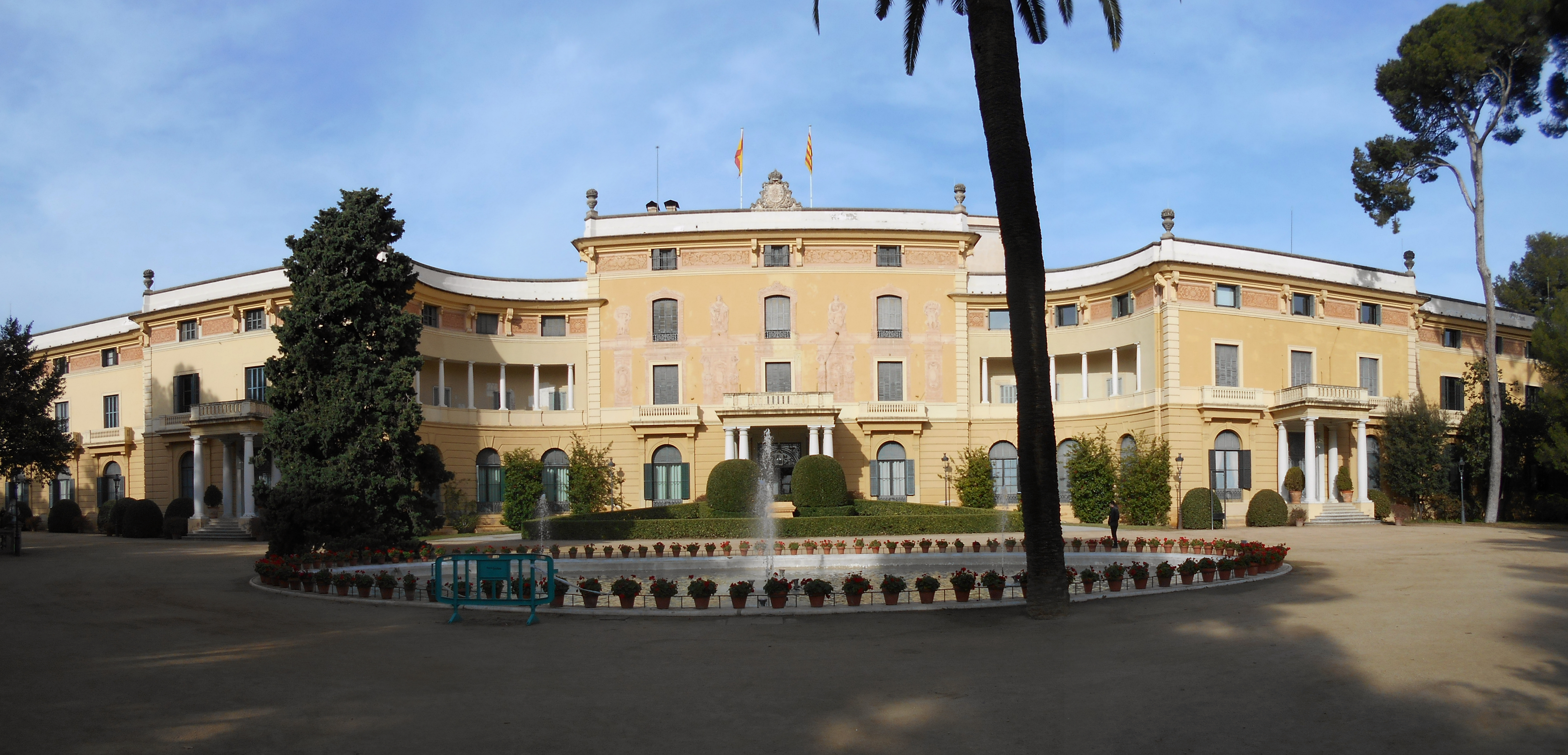
din Barcelona, sediul Uniunii Mediteraneene.

În urma revenirii la democrație după moartea lui Franco în 1975, prioritățile politicii externe ale Spaniei erau ieșirea din izolarea diplomatică a perioadei franchiste și extinderea relațiilor diplomatice, intrarea în Comunitatea Europeană și definirea relațiilor de securitate cu Occidentul.
Ca membră a NATO din 1982, Spania s-a impus ca participantă la activități internaționale multilaterale de securitate. Aderarea Spaniei la UE reprezintă o parte importantă a politicii sale externe. Chiar și în multe probleme internaționale dincolo de Europa de Vest, Spania preferă să își coordoneze eforturile cu partenerii săi din UE prin mecanismele de cooperare politică europeană. 
Spania și-a menținut relațiile speciale cu America hispanică⁠(d) și cu Filipinele. Politica sa subliniază conceptul de comunitate ibero-americană, în esență reînnoirea conceptului de „Hispanidad” sau „Hispanismo⁠(d)”, așa cum este adesea menționat, care încearcă să lege Peninsula Iberică de America Hispanică prin limbă, comerț, istorie și cultură. Este fundamental „bazat pe valori comune și pe recuperarea democrației”.
Dispute teritoriale
Spania revendică Gibraltar⁠(d), un teritoriul de peste mări al Regatului Unit, având 6 kilometri pătrați și aflat în partea de sud a Peninsulei Iberice. Pe atunci oraș spaniol, a fost cucerit de o forță anglo-olandeză în 1704 în timpul Războiului de Succesiune Spaniolă în numele arhiducelui Carol, pretendent la tronul spaniol.
Situația juridică a Gibraltarului a fost soluționată în 1713 prin Tratatul de la Utrecht, în care Spania a cedat teritoriul pentru totdeauna coroanei britanice, cu stipularea că, în cazul în care britanicii ar abandona acest post, el trebuie să fie oferit mai întâi Spaniei. Din anii 1940, Spania a revendicat retrocedarea Gibraltarului. Majoritatea covârșitoare a gibraltarienilor⁠(d) se opune cu tărie acestui lucru, împreună cu orice propunere de suveranitate comună. Rezoluțiile ONU solicită Regatului Unit și Spaniei să ajungă la un acord cu privire la statutul Gibraltarului.

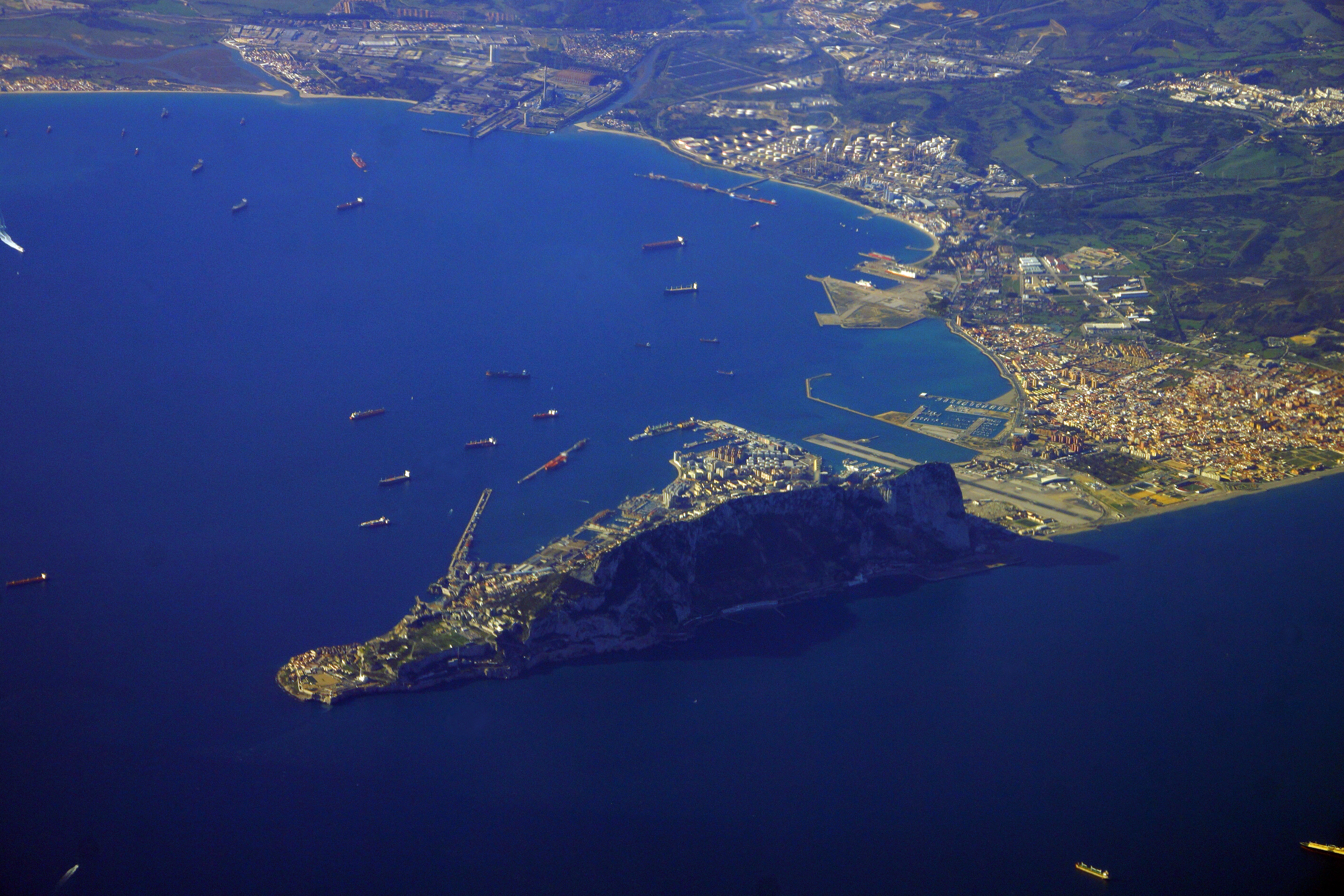
Vedere aeriană care prezintă, și.

Revendicarea Spaniei face o distincție între istmul⁠(d) care leagă stânca de zona continentală spaniolă, pe de o parte, și stânca și orașul Gibraltar, pe de altă parte. În timp ce stânca și orașul au fost cedate prin Tratatul de la Utrecht, Spania afirmă că „ocupația istmului este ilegală și contra principiilor dreptului internațional”. Regatul Unit se bazează pe argumente de facto ale posesiuni prin prescripție⁠(d) în legătură cu istmul, întrucât a existat „posesiune continuă [a istmului] pe o perioadă îndelungată de timp”.
O altă revendicare a Spaniei este despre Insulele Savage⁠(d), deținute de Portugalia. Spre deosebire de poziția portugheză, Spania susține ele sunt mai degrabă stânci decât insule și, prin urmare, Spania nu acceptă nicio extindere a Zonei Economice Exclusive portugheze (200 de mile marine) generată de insule, recunoscând în același timp că Selvagens au ape teritoriale (12 mile marine). La 5 iulie 2013, Spania a trimis ONU o scrisoare exprimând aceste opinii.
Spania revendică suveranitatea asupra insulei Perejil, o insuliță mică, stâncoasă și nelocuită situat pe malul sudic al Strâmtorii Gibraltar. Insula se află la 250 metri (820 ft) în largul coastei Marocului, la 8 kilometri (5,0 mi) de Ceuta și 13,5 kilometri (8,4 mi) de Spania continentală. Suveranitatea este disputată între Spania și Maroc. A fost subiectul unui incident armat între cele două țări în 2002. Incidentul s-a încheiat atunci când ambele țări au fost de acord să revină la status quo ante dinainte de ocuparea insulei de către marocani. Insula este acum pustie și fără niciun semn de suveranitate.
Pe lângă Insula Perejil, teritoriile deținute de Spania revendicate de alte țări sunt două: Marocul revendică orașele spaniole Ceuta și Melilla și insulițele plazas de soberanía de pe coasta de nord a Africii. Portugalia nu recunoaște suveranitatea Spaniei asupra teritoriului Olivenza care a fost anexat de Spania în 1801 după războiul portocalelor⁠(d). Poziția Portugaliei a fost că teritoriul este de iure portughez și de facto spaniol.

### Armata

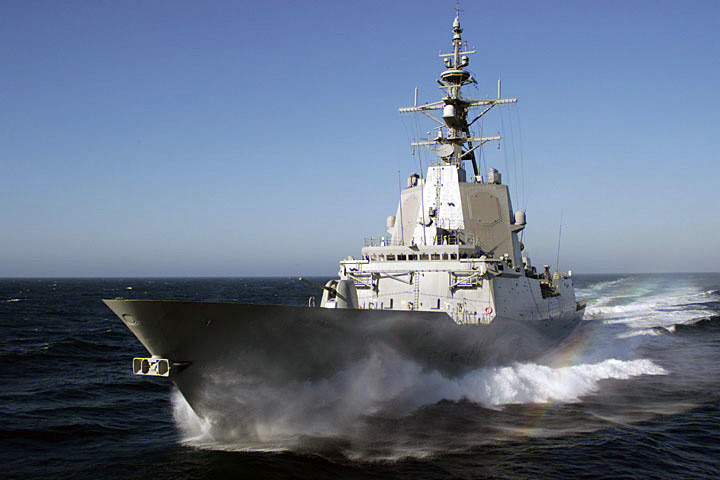
, o fregată de clasa F100 a Marinei Spaniole care încorporează sistemul de luptă Aegis.

Forțele armate ale Spaniei sunt cunoscute sub numele de Forțele Armate Spaniole (Fuerzas Armadas Españolas). Comandantul suprem al acestora⁠(d) este regele Spaniei⁠(d), Felipe al VI-lea. Următoarele autorități militare în linie sunt prim-ministrul și ministrul apărării. A patra autoritate militară a statului este șeful Statului Major al Apărării⁠(d) (JEMAD). Statul Major al Apărării⁠(d) (Estado Mayor de la Defensa) îl asistă pe JEMAD ca organism auxiliar.
Forțele armate spaniole sunt împărțite în trei ramuri:
- Armata de Uscat (Ejército de Tierra)⁠(d)
- Marina (Armada)⁠(d)
- Armata Aeriană (Ejército del Aire)⁠(d)

Serviciul militar obligatoriu a fost eliminat în 2001.

### Drepturile omului

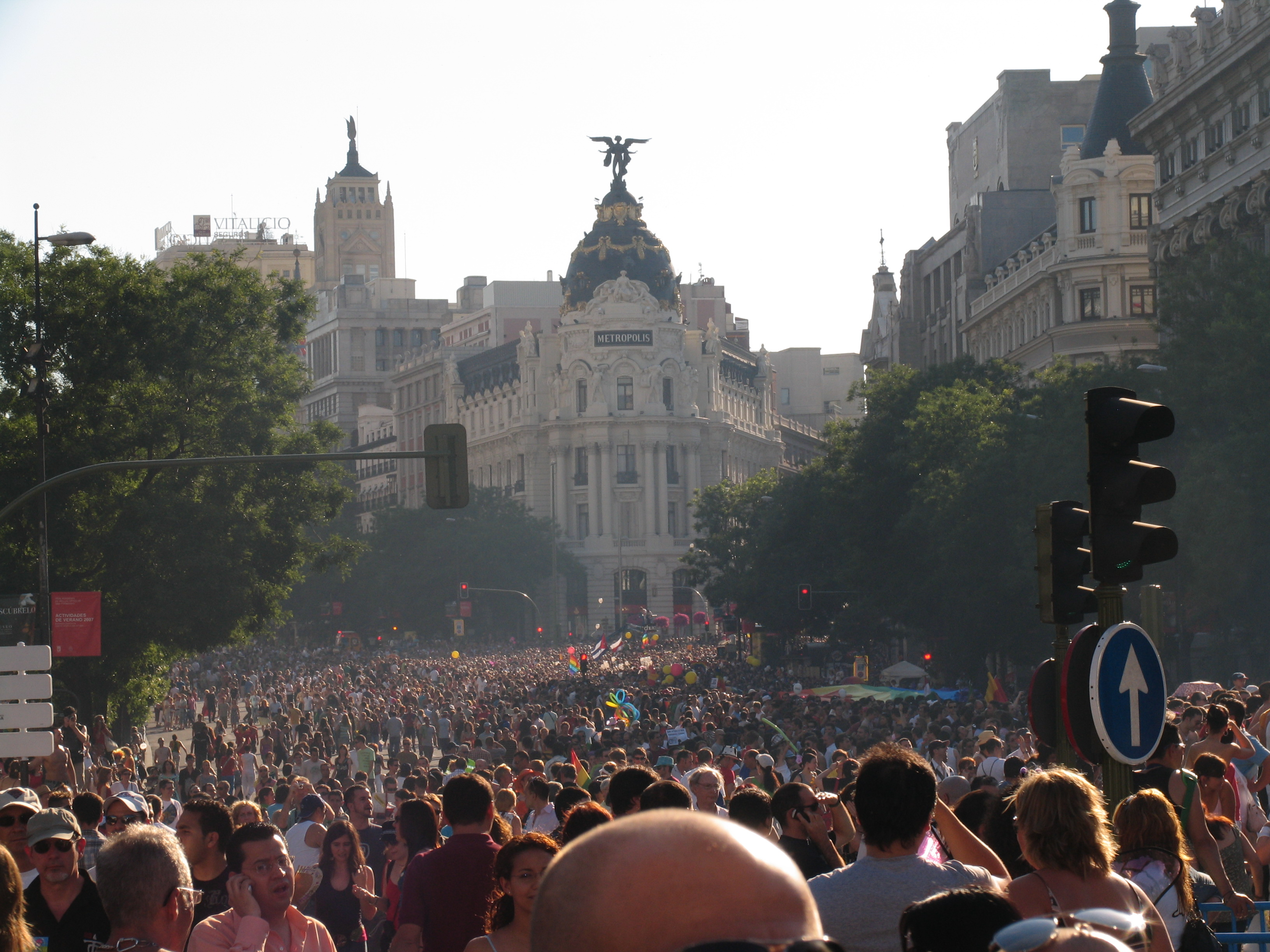
Europride la Madrid. În 2017 a avut loc un summit cu privire la drepturile LGBTI în același timp cu sărbătorile World Pride.

Constituția spaniolă din 1978 „protejează toți spaniolii și toate popoarele Spaniei în exercitarea drepturilor omului, a culturilor și tradițiilor, a limbilor și a instituțiilor lor”.
Potrivit Amnesty International (AI), anchetarea de către autorități privind presupusele abuzuri ale poliției durează adesea excesiv de mult, iar pedepsele aplicate celor vinovați sunt prea ușoare. Violența împotriva femeilor este o problemă, pe care Guvernul a luat măsuri pentru a o aborda.
Spania oferă unul dintre cele mai înalte grade de libertate din lume pentru comunitatea LGBT. Printre țările studiate de Pew Research Center⁠(d) în 2013, Spania este clasată pe primul loc în ceea ce privește acceptarea homosexualității, 88% dintre cei chestionați spunând că homosexualitatea ar trebui acceptată.

### Împărțire administrativă
Statul spaniol este împărțit în 17 comunități autonome și 2 orașe autonome, ambele grupuri fiind cea mai înaltă sau prima divizie administrativă a țării. Comunitățile autonome sunt împărțite în provincii, 50 în total, iar la rândul lor, provinciile sunt împărțite în comune. În Catalonia, există două divizii suplimentare, comarques (sing. comarca) și vegueries (sing. vegueria), ambele având puteri administrative; comarques fiind comuniuni de comune, iar vegueries fiind agregări de comarques. Conceptul de comarca există în toate comunitățile autonome, dar, spre deosebire de Catalonia, acestea sunt doar subdiviziuni istorice sau geografice.

#### Comunitățile autonome
Comunitățile autonome din Spania sunt diviziunile administrative de primul nivel ale țării. Ele au fost create după intrarea în vigoare a actualei constituții (în 1978) ca recunoaștere a dreptului la autoguvernare al „naționalităților și regiunilor Spaniei⁠(d)”. Comunitățile autonome trebuia să cuprindă provincii adiacente cu trăsături istorice, culturale și economice comune. Această organizare teritorială, bazată pe devoluție, este cunoscută în Spania drept „statul autonomiilor”.
Legea instituțională de bază a fiecărei comunități autonome este Statutul de autonomie⁠(d). Statutele de autonomie stabilesc numele comunității în funcție de identitatea lor istorică și contemporană, limitele teritoriilor sale, numele și organizarea instituțiilor de guvernare și drepturile de care se bucură conform constituției.
Guvernele tuturor comunităților autonome trebuie să se bazeze pe o împărțire a puterilor și să cuprindă
- o adunare legislativă ai cărei membri trebuie să fie aleși prin vot universal conform sistemului de reprezentare proporțională și în care toate zonele care integrează teritoriul sunt reprezentate în mod echitabil;
- un consiliu guvernamental, cu funcții executive și administrative condus de un președinte, ales de Adunarea Legislativă și desemnat de regele Spaniei⁠(d);
- o instanță supremă, aflată sub instanța supremă a Spaniei, care conduce sistemul judiciar din comunitatea autonomă.

Cataloniei, Galiciei și Țării Bascilor, care s-au identificat ca naționalități, li s-a acordat autoguvernarea printr-un proces rapid. Andaluzia a preluat această denumire și în primul său statut de autonomie, chiar dacă a urmat procesul mai lung stipulat în constituție pentru restul țării. În mod progresiv, alte comunități în revizuirea Statutelor lor de autonomie au luat și ele această denumire în conformitate cu identitățile lor istorice și moderne, cum ar fi Comunitatea Valenciană, Insulele Canare, Insulele Baleare, și Aragonul.
Comunitățile autonome au o largă autonomie legislativă și executivă, cu propriile lor parlamente și guverne regionale. Distribuția puterilor poate fi diferită pentru fiecare comunitate, în conformitate cu Statutele lor de autonomie, deoarece intenția descentralizării a fost să fie asimetrică. Doar două comunități — Țara Bascilor și Navarra — au autonomie fiscală deplină. Dincolo de autonomia fiscală, naționalitățile — Andaluzia, Țara Bascilor, Catalonia și Galicia — au preluat mai multe puteri decât restul comunităților, printre care și capacitatea președintelui regional de a dizolva parlamentul și de a convoca alegeri în orice moment. În plus, Țara Bascilor, Catalonia și Navarra au corpuri de poliție proprie: Ertzaintza⁠(d), Mossos d'Esquadra⁠(d) și, respectiv, Policía Foral⁠(d). Alte comunități au forțe mai limitate sau deloc, cum ar fi Policía Autónoma Andaluza din Andaluzia sau BESCAM⁠(d) din Madrid.
Cu toate acestea, modificările recente aduse Statutelor de Autonomie existente sau promulgarea de noi Statute în totalitate au redus asimetria dintre puterile acordate inițial naționalităților și cele ale restului regiunilor.
În cele din urmă, alături de cele 17 comunități autonome, două orașe autonome fac parte, de asemenea, din statul autonomiilor și sunt diviziuni teritoriale de prim ordin: Ceuta și Melilla. Acestea sunt două exclave situate în coasta nordică a Africii.

#### Provincii și comune
Comunitățile autonome sunt împărțite în provincii, care au servit drept elemente teritoriale constitutive ale primelor. La rândul lor, provinciile sunt împărțite în comune. Existența atât a provinciilor, cât și a comunelor este garantată și protejată de constituție, nu neapărat de Statutele de autonomie în sine. Comunelor li se acordă autonomie pentru a-și gestiona afacerile interne, iar provinciile sunt unități teritoriale menite să desfășoare activitățile statului.
Structura actuală a diviziunii provinciale se bazează — cu modificări minore — pe împărțirea teritorială⁠(d) din 1833 realizată de către Javier de Burgos⁠(d) și, în total, teritoriul spaniol este împărțit în 50 de provincii. Comunitățile din Asturias, Cantabria, La Rioja, Insulele Baleare, Madrid, Murcia și Navarra sunt singurele comunități care cuprind o singură provincie, care este coextensivă cu comunitatea însăși. În aceste cazuri, rolul instituțiilor administrative ale provinciei este jucat și de instituțiile guvernamentale ale comunității.

## Economia

Spania este membră a spațiului Schengen, a zonei euro și a pieței unice europene.

Economia mixtă capitalistă a Spaniei este a 14-a ca mărime la nivel mondial și a 5-a ca mărime⁠(d) din Uniunea Europeană, precum și a 4-a ca mărime din zona euro.
Guvernul de centru-dreapta al fostului prim-ministru José María Aznar a reușit să obțină admiterea în grupul de țări care au lansat moneda euro în 1999. Șomajul s-a situat la 17,1% în iunie 2017,  sub rata șomajului de la începutul anilor 1990 din Spania, de peste 20%. Rata șomajului în rândul tinerilor⁠(d) (35% în martie 2018) este extrem de ridicată în comparație cu media UE. Punctele slabe perene ale economiei Spaniei includ o economie informală amplă, și un sistem de educație despre care OECD raportează că este printre cele mai slabe din țările dezvoltate, împreună cu Statele Unite și Regatul Unit.
La mijlocul anilor 1990, economia reluat creșterea întreruptă de recesiunea globală de la începutul anilor 1990. Creșterea economică puternică a ajutat guvernul să reducă datoria guvernamentală ca procent din PIB, iar rata ridicată a șomajului din Spania a început să scadă constant. Cu bugetul guvernamental echilibrat și inflația sub control, Spania a fost admisă în zona euro în 1999.
Din anii 1990, unele companii spaniole au câștigat statutul de multinațională, extinzându-și deseori activitățile în America Latină, apropiată din punct de vedere cultural. Spania este al doilea cel mai mare investitor străin de acolo, după Statele Unite. Companiile spaniole s-au extins și în Asia, în special în China și India. Această expansiune globală timpurie este un avantaj competitiv față de concurenții și vecinii săi europeni. Motivul acestei expansiuni timpurii este interesul în plină expansiune față de limba și cultura spaniolă în Asia și Africa și o cultură corporativă care a învățat să își asume riscuri pe piețe instabile.

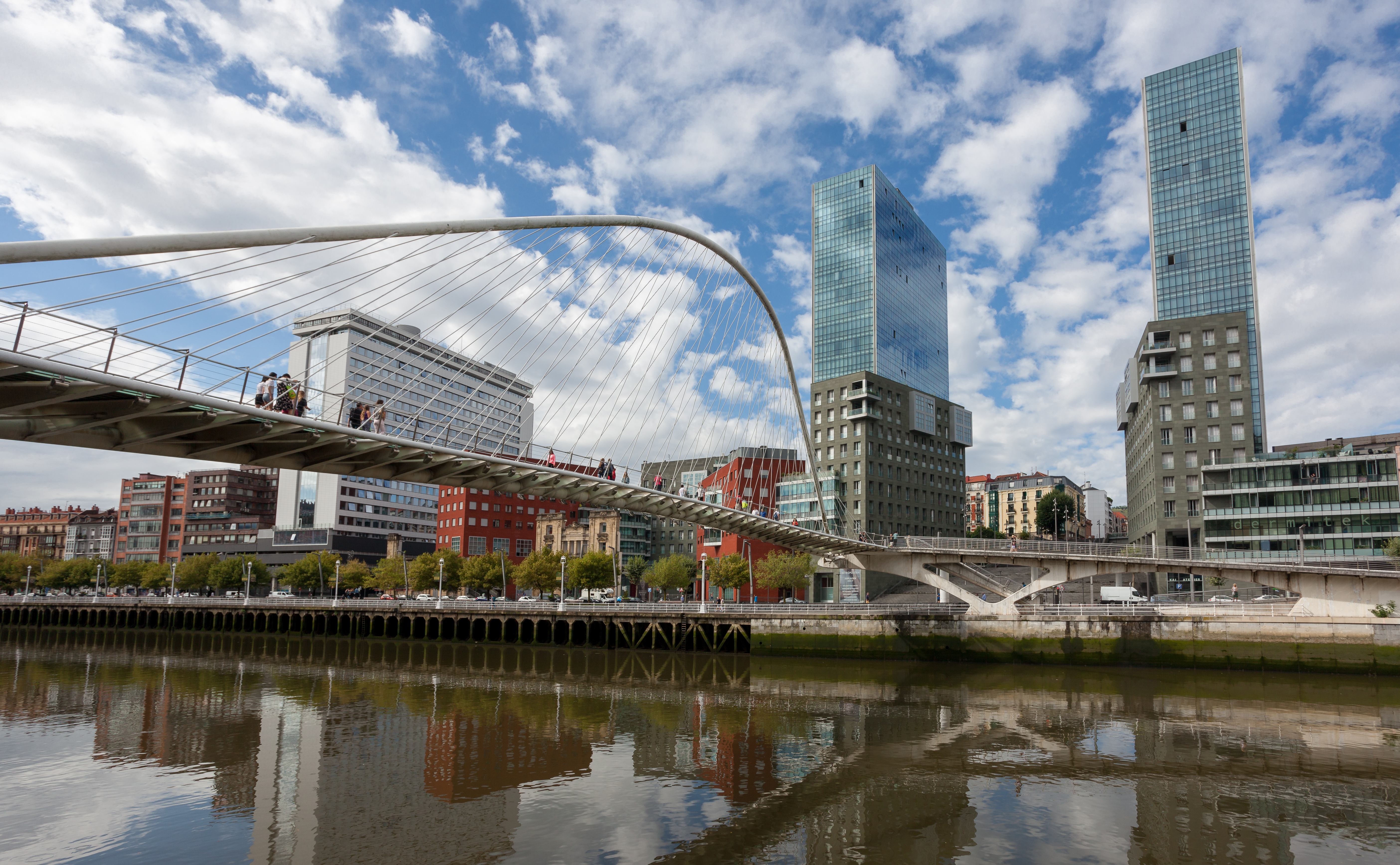
Cartierul, Bilbao

Companiile spaniole au investit în domenii precum comercializarea energiei regenerabile⁠(d) (Iberdrola a fost cel mai mare operator de energie regenerabilă din lume), companii de tehnologie precum Telefónica, Abengoa⁠(d), Mondragon Corporation⁠(d) (care este cea mai mare cooperativă muncitorească din lume⁠(d)), Movistar, Hisdesat⁠(d), Indra⁠(d), producătorii de trenuri precum CAF⁠(d), Talgo, corporații globale precum firma de textile Inditex, companii petroliere precum Repsol sau Cepsa⁠(d) și infrastructură, șase dintre cele mai mari zece firme internaționale de construcții specializate în transport fiind spaniole, precum Ferrovial⁠(d), Acciona⁠(d), ACS⁠(d), OHL⁠(d) și FCC.
În 2005, sondajul privind calitatea vieții⁠(d) derulat de Economist Intelligence Unit⁠(d) a plasat Spania printre primele 10 din lume. În 2013, același sondaj (numit acum „indicele Unde să te naști”), a clasat Spania pe locul 28 în lume.
În 2010, orașul basc Bilbao a fost distins cu premiul Lee Kuan Yew World City⁠(d), iar primarul său la acea vreme, Iñaki Azkuna⁠(d), a primit premiul World Mayor⁠(d) în 2012. Capitala bască Vitoria-Gasteiz a primit premiul Capitala Verde Europeană în 2012.

### Industria auto

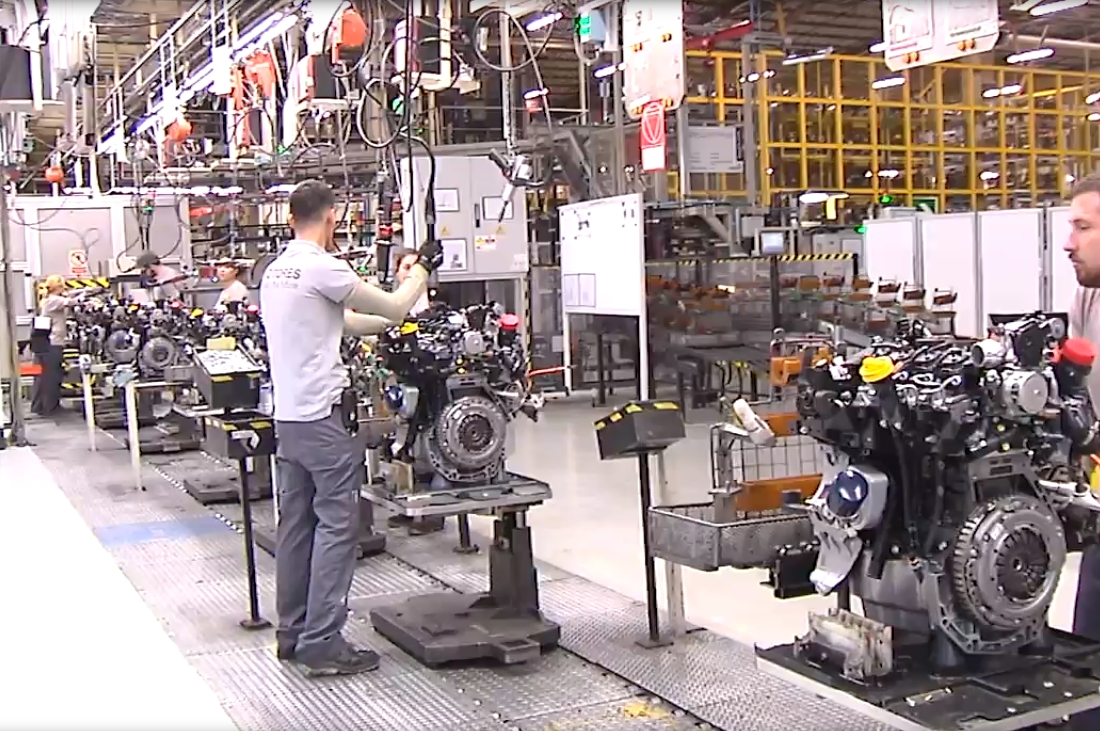
Fabrica Renault din Valladolid

Industria auto este unul dintre cei mai mari angajatori din țară. În 2015, Spania era a opta țară producătoare de automobile din lume și al doua din Europa după Germania.
Până în 2016, industria auto a generat 8,7 la sută din produsul intern brut al Spaniei, angajând aproximativ nouă la sută din industria prelucrătoare. Până în 2008, industria automobilelor era a doua cea mai exportată industrie, în timp ce în 2015, aproximativ 80% din producția totală era destinată exportului. 
Companiile germane au investit 4,8 miliarde de euro în Spania în 2015, făcând din această țară cea a doua cea mai mare destinație pentru investiții străine directe⁠(d) germane, după SUA. Cea mai mare parte a acestei investiții — 4 miliarde de euro — a revenit industriei auto a țării.

### Agricultură
Suprafețele de cultură au fost cultivate în două moduri extrem de diverse. Suprafețele care se bazează pe cultivarea neirigată (secano), care reprezentau 85% din întreaga suprafață de cultură, depindeau numai de precipitații ca sursă de apă. Acestea includeau regiunile umede din nord și nord-vest, precum și vaste zone aride care nu fuseseră irigate. Regiunile mult mai productive dedicate cultivării irigate (regadío) reprezentau 3 milioane de hectare în 1986, iar guvernul spera că această suprafață se va dubla în cele din urmă, deoarece deja se dublase din 1950. Almería — una dintre cele mai aride și pustii provincii din Spania — s-a dezvoltat puternic, devenind un centru de cultivare a culturilor de iarnă de diverse fructe și legume pentru export către Europa.

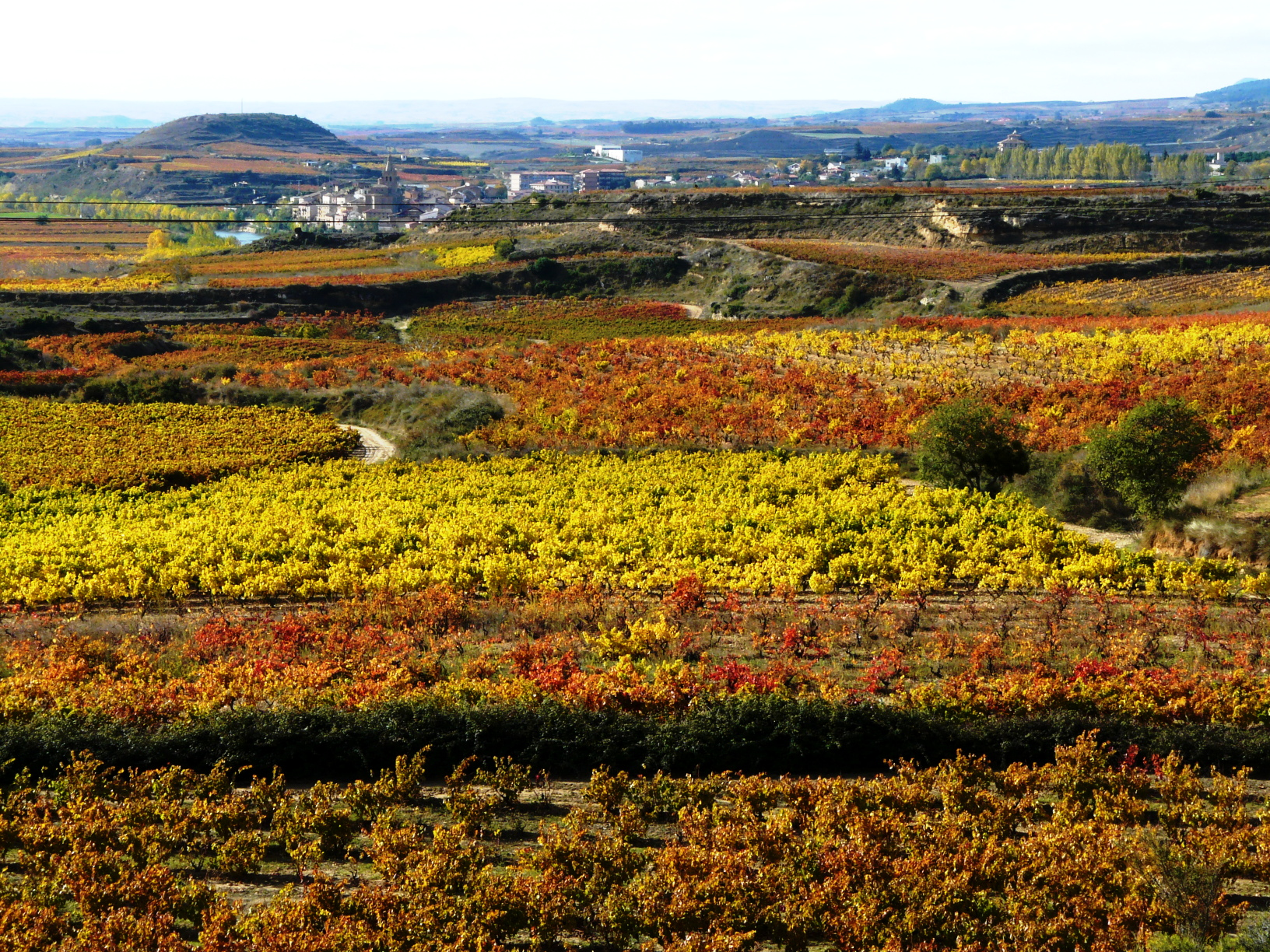
O podgorie în Rioja

Deși doar aproximativ 17% din suprafețele cultivate ale Spaniei au fost irigate, s-a estimat că ele ar fi sursa a între 40 și 45% din valoarea brută a producției vegetale și 50% din valoarea exporturilor agricole. Mai mult de jumătate din suprafața irigată a fost cultivată cu porumb, pomi fructiferi și legume. Printre alte produse agricole care au beneficiat de irigații se numără struguri, bumbac, sfeclă de zahăr, cartofi, leguminoase, măslini, mango, căpșuni⁠(d), roșii și plante furajere. În funcție de natura culturii, a fost posibilă recoltarea a două culturi succesive în același an pe aproximativ 10% din terenul irigat al țării.
Citricele, legumele, cerealele, uleiul de măsline și vinul — produsele agricole tradiționale ale Spaniei‍—‌ au continuat să fie importante în anii 1980. În 1983, acestea reprezentau 12%, 12%, 8%, 6% și respectiv 4% din producția agricolă a țării. Din cauza dietei modificate a unei populații din ce în ce mai bogate, a existat o creștere notabilă a consumului de animale, păsări de curte și produse lactate. Producția de carne destinată consumului intern a devenit cea mai importantă activitate agricolă, reprezentând 30% din toată producția agricolă în 1983. O atenție sporită la animale a fost motivul pentru care Spania a devenit un importator net de cereale. Condițiile ideale de creștere, combinate cu apropierea de piețele importante din nordul Europei, au făcut ca citricele să fie principala marfă de export a Spaniei. Legumele și fructele proaspete produse prin irigare intensivă au devenit, de asemenea, mărfuri importante pentru export, la fel ca și uleiul de floarea soarelui, care a fost produs pentru a concura cu uleiurile de măsline mai scumpe și existente în exces din toate țările mediteraneene ale Comunității Europene.

### Turism

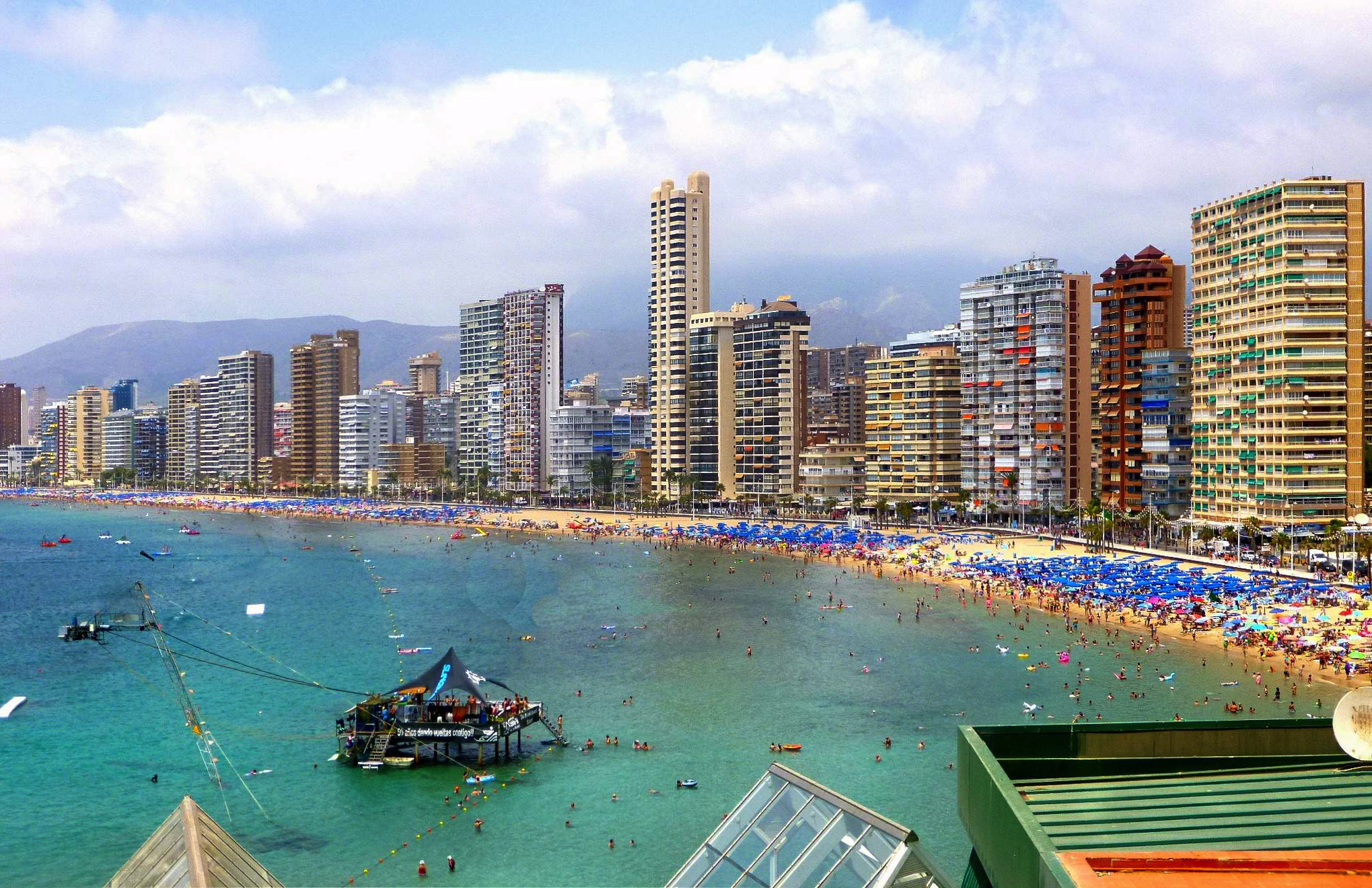
Benidorm, una dintre cele mai mari destinații turistice litorale din Europa

În 2017, Spania a fost a doua cea mai vizitată țară din lume, înregistrând 82 de milioane de turiști, ceea ce a marcat al cincilea an consecutiv de cifre record. Sediul Organizației Mondiale a Turismului este situat la Madrid.
Amplasarea geografică a Spaniei, litoralurile, peisajele diverse, patrimoniul istoric, cultura vibrantă și infrastructura excelentă au făcut din industria turistică internațională a țării una dintre cele mai mari din lume. În ultimele cinci decenii, turismul internațional din Spania a crescut pentru a deveni al doilea ca mărime din lume în ceea ce privește cheltuielile, în valoare de aproximativ 40 miliarde de euro sau aproximativ 5% din PIB în 2006.
Castilia și Leon reprezintă liderul spaniol în turismul rural⁠(d) datorită patrimoniul ecologic și arhitectural.

### Energie

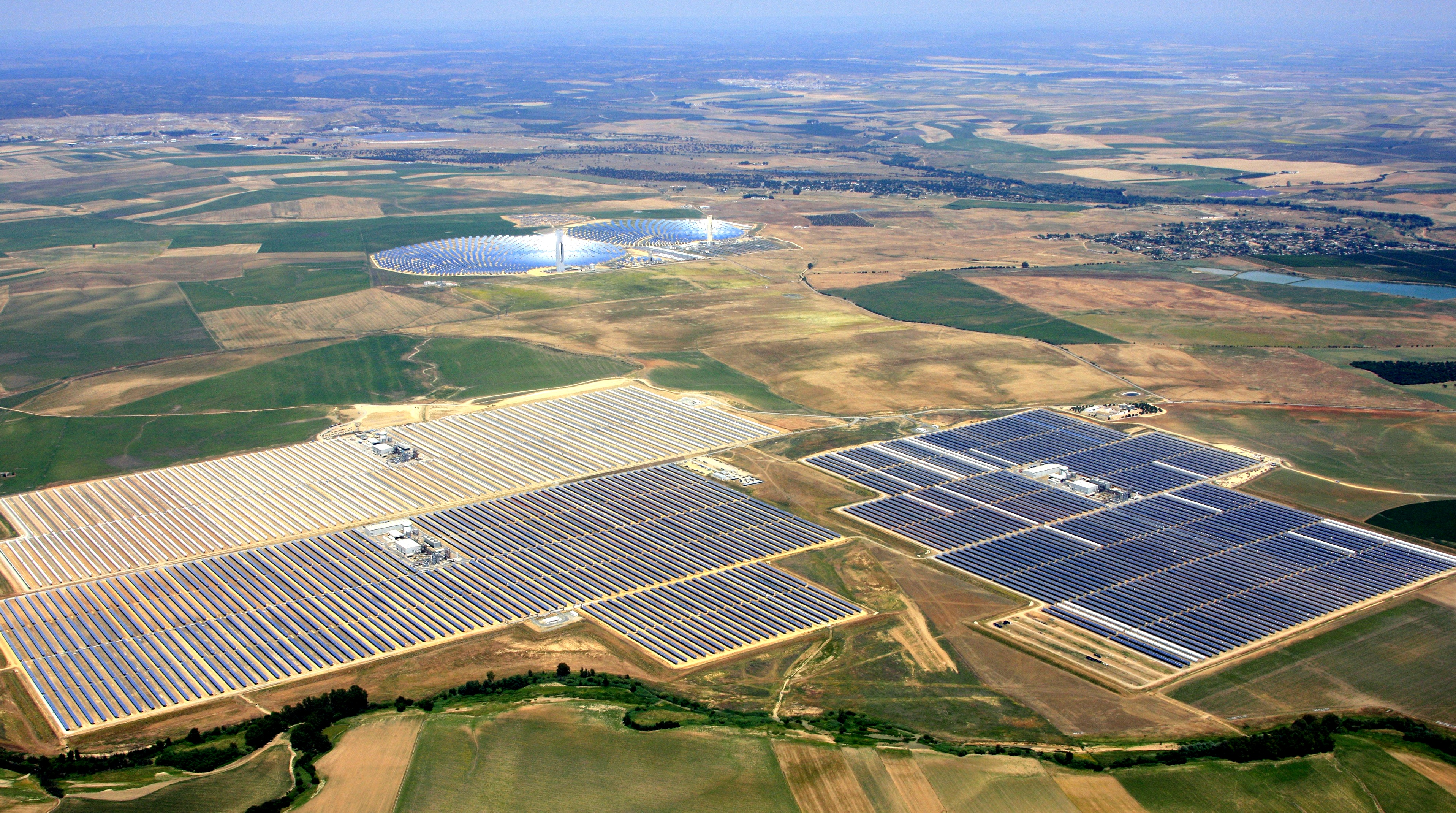
Centrale fotovoltaice (prim-plan) și centrale solare termice (fundal) în provincia Sevilla

În 2010, Spania a devenit liderul mondial al energiei solare⁠(d) când a depășit Statele Unite cu o centrală masivă numită La Florida⁠(d), lângă Alvarado, Badajoz.  Spania este și principalul producător european de energie eoliană. În 2010, turbinele eoliene spaniole au generat 42.976 GWh, ceea ce a reprezentat 16,4% din toată energia electrică produsă în Spania. La 9 noiembrie 2010, energia eoliană instantaneu generată a atins un maxim istoric, acoperind 53% din cererea de electricitate din Spania continentală și generând o cantitate de energie echivalentă cu cea a 14 reactoare nucleare. Alte energii regenerabile utilizate în Spania sunt hidroelectrică, de biomasă⁠(d) și marină⁠(d) (2 centrale electrice în construcție). 
Sursele de energie neregenerabile utilizate în Spania sunt nucleare (8 reactoare operative), pe gaz natural, cărbune și petrol. Combustibilii fosili au generat împreună 58% din energia electrică a Spaniei în 2009, puțin sub media OCDE de 61%. Energia nucleară a reprezentat încă 19%, iar cele eoliană și hidroelectrică aproximativ 12% fiecare.

### Transport

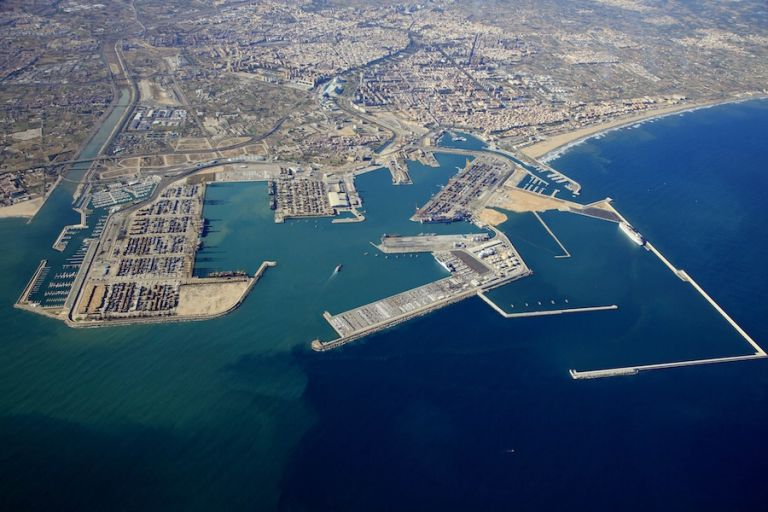
, unul dintre cele mai aglomerate din Banana de Aur

Sistemul rutier spaniol este centralizat, cu șase autostrăzi care leagă Madridul de Țara Bascilor, Catalonia, Valencia, Andaluzia de Vest, Extremadura și Galicia. În plus, există autostrăzi de-a lungul coastelor Atlanticului (Ferrol–Vigo), cantabrică (Oviedo–San Sebastián) și mediteraneană (Girona–Cádiz). Spania își propunea să pună un milion de mașini electrice în circulație până în 2014, ca parte a planului guvernului de a economisi energie și de a spori eficiența energetică⁠(d). Fostul ministru al industriei Miguel Sebastián⁠(d) spunea că „vehiculul electric este viitorul și motorul unei revoluții industriale”.
Spania are cea mai extinsă rețea feroviară de mare viteză din Europa și a doua din lume după China. Începând din 2019, Spania are în total peste 3.400 km de linii de mare viteză care leagă Málaga, Sevilla, Madrid, Barcelona, Valencia și Valladolid, cu trenuri operate la viteze comerciale de până la 310 km/h. În medie, trenurile spaniole de mare viteză sunt cele mai rapid din lume, urmate de shinkansenul japonez și TGV-ul francez. În ceea ce privește punctualitatea, Spania este a doua în lume (98,5% la sosire la timp) după shinkansen (99%). Prin ambițiosul program AVE (trenurile spaniole de mare viteză), Spania își propunea ca până în 2020 să aibă 7.000 km de trenuri de mare viteză care leagă aproape toate orașele de provincie de Madrid în mai puțin de trei ore și Barcelona în patru ore.
Există 47 de aeroporturi publice în Spania. Cel mai aglomerat este aeroportul din Madrid (Barajas), cu 50 de milioane de pasageri în 2011, fiind al 15-lea cel mai aglomerat aeroport din lume, precum și al patrulea cel mai aglomerat aeroport al Uniunii Europene. Aeroportul din Barcelona (El Prat) este un alt aeroport important, cu 35 de milioane de pasageri în 2011, al 31-lea cel mai aglomerat aeroport din lume. Alte aeroporturi principale sunt situate în Mallorca (23 de milioane de pasageri), Málaga (13 milioane de pasageri), Las Palmas (Gran Canaria) (11 milioane de pasageri), Alicante (10 milioane de pasageri), iar altele mai mici, cu numărul de pasageri între 4 și 10 milioane, de exemplu Tenerife (două aeroporturi), Valencia, Sevilla, Bilbao, Ibiza, Lanzarote, Fuerteventura. Sunt și peste 30 de aeroporturi cu un număr de pasageri sub 4 milioane.

### Știință și tehnologie

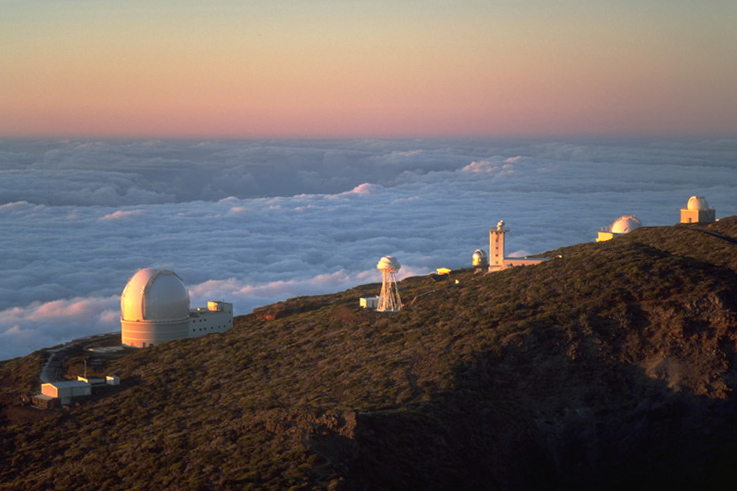
Observatorul Roque de los Muchachos, Instituto de Astrofísica de Canarias

În secolele al XIX-lea și al XX-lea, știința din Spania a rămas înapoiată din cauza gravei instabilități politice și din cauza subdezvoltării economice cronice. În ciuda acestor condiții, au apărut câțiva oameni de știință și ingineri importanți. Cei mai notabili au fost Miguel Servet, Santiago Ramón y Cajal, Narcís Monturiol⁠(d), Celedonio Calatayud⁠(d), Juan de la Cierva⁠(d), Leonardo Torres y Quevedo, Margarita Salas⁠(d) și Severo Ochoa⁠(d) .
Consejo Superior de Investigaciones Científicas (CSIC) este cea mai importantă agenție publică dedicată cercetării științifice din țară. S-a clasat a cincea în topul instituțiilor științifice guvernamentale din lume (și a 32-a în ansamblu) în clasamentul SCImago Institutions 2018.
Din 2006, Mobile World Congress se ține la Barcelona.

## Demografie
În 2019, populația Spaniei a atins oficial 47 de milioane de oameni, după cum este înregistrat de Padrón municipal (Registrul Comunelor Spaniei). Densitatea populației Spaniei, la 91 de locuitori/km2, este mai mică decât cea a majorității țărilor din Europa de Vest, iar distribuția sa în toată țara este foarte inegală. Cu excepția regiunii care înconjoară capitala, Madrid, cele mai populate zone se află în jurul coastei. Populația Spaniei a crescut de 2 ori și jumătate din 1900, când se ridica la 18,6 milioane, în principal datorită spectaculoasei explozii demografice din anii 1960 și de la începutul anilor 1970.

Piramida populației din Spania din 1950 până în 2014

În 2017, rata medie a fertilității totale⁠(d) (TFR) în toată Spania a fost de 1,33 copii născuți pe femeie, una dintre cele mai mici din lume, sub rata de înlocuire de 2,1, rămâne considerabil sub nivelul maxim de 5,11 copii născuți pe femeie înregistrat în 1865. Ca urmare, Spania are una dintre cele mai îmbătrânite populații din lume, cu vârsta medie de 43,1 ani.
Spaniolii localnici reprezintă 88% din populația totală a Spaniei. După ce rata natalității⁠(d) și rata de creștere a populației din Spania au scăzut în anii 1980, populația a revenit din nou pe creștere prin revenirea multor spanioli care emigraseră în alte țări europene în anii 1970 și, mai recent, alimentată de un număr mare de imigranți care alcătuiesc acum 12% din populație. Imigranții provin în principal din America Latină (39%), Africa de Nord (16%), Europa de Est (15%) și Africa Subsahariană (4%). În 2005, Spania a instituit un program de amnistie de trei luni prin care anumitor străini nedocumentați până atunci li s-a acordat rezidență legală.
În 2008, Spania a acordat cetățenie pentru 84.170 de persoane, în principal persoanelor din Ecuador, Columbia și Maroc. O mare parte din rezidenții străini din Spania provin și din alte țări din Europa de Vest și Centrală. Aceștia sunt în mare parte britanici, francezi, germani, olandezi și norvegieni. Ei locuiesc în principal pe coasta mediteraneană și în insulele Baleare, unde mulți aleg să-și trăiască pensionarea sau să lucreze de la distanță.
La 1 ianuarie 2022, populația rezidentă estimată a Spaniei era de 47.432,9 mii locuitori. 
Dintre aceștia, cetățenii spanioli erau 42.025,4 mii de persoane.  Arhivat în 5 ianuarie 2023, la Wayback Machine.
Alte naționalități cu populații importante ca mărime (în mii):
- români: 631,6 
- britanici: 315,8
- italieni: 298,2
- germani: 142,6
- francezi: 127,7
- bulgari: 116,8
- portughezi: 107,2
- polonezi: 65,5
- olandezi: 54,9
- belgieni: 43,2
- suedezi: 26,1
- irlandezi: 20,3
- lituanieni: 18,0
- finlandezi: 12,5
- danezi: 11,6
- alte state U.E.: 64,9
- ucraineni: 105,7
- ruși: 82,9
- moldoveni: 18,7
- elvețieni: 17,0
- norvegieni: 14,4
- alte state europene: 51,4
- marocani: 775,2
- senegalezi: 62,9
- algerieni: 58,2
- nigerieni: 28,0
- malieni: 24,0
- gambieni: 19,2
- ghanezi: 14,2
- guineea ecuatoriala: 10,5
- din alte țări africane: 61,4
- americani: 51,1
- mexicani: 31,5
- cubanezi: 70,3
- hondurani: 125,2
- dominicani: 57,9
- nicaraguani: 56,5
- alte țări nord- și central-americane: 48,5
- columbieni: 315,4
- venezueleni: 220,3
- ecuadorieni: 120,1
- peruvieni: 117,9
- argentinieni: 104,1
- brazilieni: 82,0
- paraguayeni: 67,3
- bolivieni: 50,3
- chilieni: 27,0
- uruguayeni: 26,7
- chinezi: 193,0
- pakistanezi: 64,7
- indieni: 45,9
- filipinezi: 36,4
- bangladeshieni: 15,1
- alte țări din Asia: 71,2
Apatrizii erau 2,4 mii persoane.
Populații substanțiale descendente din coloniști spanioli și imigranți există în alte părți ale lumii, mai ales în America Latină. Începând cu sfârșitul secolului al XV-lea, un număr mare de coloniști iberici s-au stabilit în ceea ce a devenit America Latină și în prezent majoritatea latino-americanilor albi⁠(d) (care reprezintă aproximativ o treime din populația Americii Latine) sunt de origine spaniolă sau portugheză. Aproximativ 240.000 de spanioli au emigrat în secolul al XVI-lea, mai ales în Mexic. Alți 450.000 au pleat în secolul al XVII-lea. Estimarea între anii 1492 și 1832 este de 1,86 milioane de emigranți. Între 1846 și 1932 se estimează că aproape 5 milioane de spanioli au emigrat în America, în special în Argentina și Brazilia. Aproximativ două milioane de spanioli au migrat în alte țări din Europa de Vest între 1960 și 1975. În aceeași perioadă, aproximativ 300.000 au mers în America Latină.

### Urbanizarea
Zone metropolitane

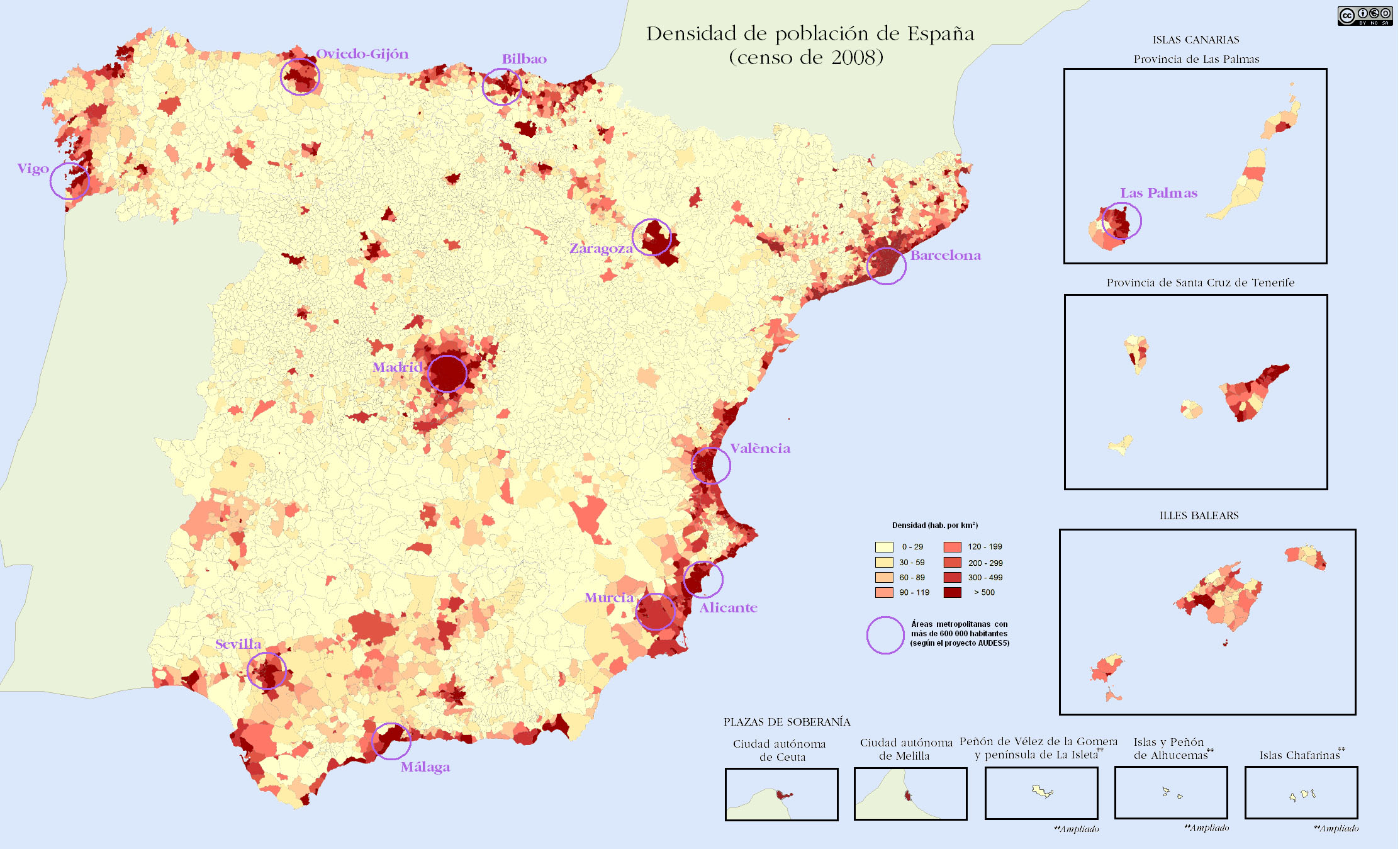
Distribuția geografică a populației spaniole în 2008

Sursa: „ Áreas urbanas +50 ”, Ministerul Lucrărilor Publice și Transporturilor (2013) 

### Popoare
Constituția spaniolă din 1978, în al doilea articol, recunoaște mai multe entități contemporane —naționalități —  și regiuni, în contextul națiunii spaniole.
Spania a fost descrisă ca un stat plurinațional de facto. Identitatea Spaniei se datorează mai mult unei suprapuneri a diferitelor identități teritoriale și etnolingvistice și mai puțin unei singure identități spaniole. În unele cazuri, unele dintre identitățile teritoriale pot intra în conflict cu cultura spaniolă dominantă. Printre iIdentitățile tradiționale distincte din Spania se numără bascii, catalanii, galicienii, andaluzii și valencienii, deși într-o oarecare măsură toate cele 17 comunități autonome pot revendica o identitate locală distinctă.
Această ultimă caracteristică a „identității partajate” între nivelul mai local sau comunitatea autonomă și nivelul spaniol este cea care face ca problema identității în Spania să fie complexă și departe de a fi univocă.

### Grupuri minoritare

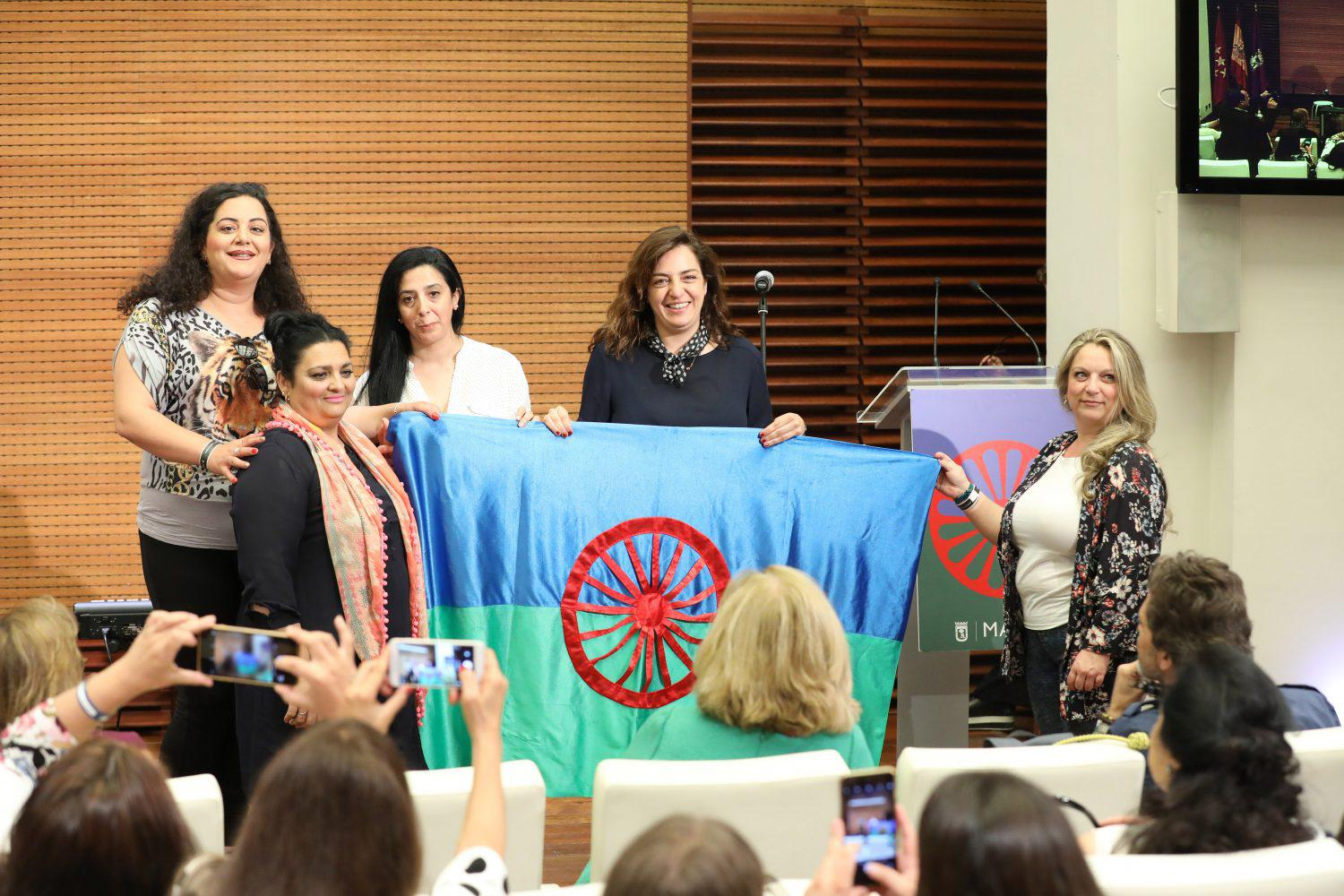
Sărbătoarea Zilei Romilor pe la Madrid

Spania are mai mulți urmași ai populațiilor din fostele colonii, în special America Latină și Africa de Nord. Un număr mai mic de imigranți din mai multe țări sub-sahariene s-au stabilit recent în Spania. Există și un număr considerabil de imigranți asiatici, dintre care majoritatea sunt originari din Orientul Mijlociu, Asia de Sud și China. Cel mai mare grup de imigranți este european; reprezentat de un număr mare de români, britanici, germani, francezi și alții.
Sosirea Gitanos⁠(d), un popor rom, a început în secolul al XVI-lea; estimările populației rome spaniole variază de la 750.000 la peste un milion. Există și mercheros⁠(d) (sau quinquis), un grup minoritar anterior nomad. Originea lor este neclară.
Din punct de vedere istoric, evreii sefarzi și moriscos⁠(d) sunt principalele grupuri minoritare originare din Spania și cu o contribuție la cultura spaniolă. Guvernul spaniol oferă cetățenie spaniolă evreilor sefarzi.

### Imigrația

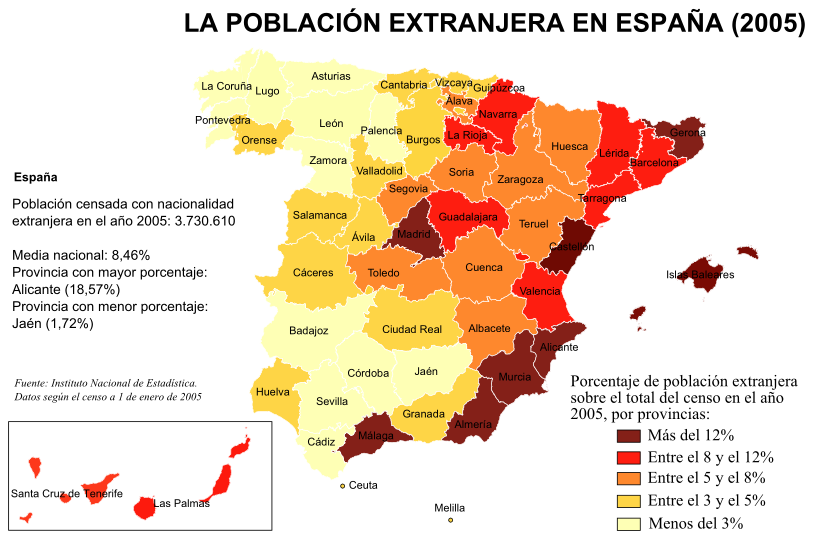
Distribuția populației străine în Spania în 2005 pe procente

Conform statisticilor oficiale spaniole ( INE ) erau 5,4 milioane de rezidenți străini în Spania în 2020 (11,4%) în timp ce toți cetățenii născuți în afara Spaniei erau în număr de 7,2 milioane în 2020, 15,23% din populația totală. 
Potrivit datelor statistice despre permisele de ședere pentru 2011, peste 860.000 erau români, aproximativ 770.000 erau marocani⁠(d), aproximativ 390.000 erau britanici, iar 360.000 erau ecuadorieni⁠(d). Alte comunități străine considerabile sunt columbienii, bolivienii, germanii, italienii, bulgarii și chinezii. În Spania trăiesc peste 200.000 de imigranți din Africa Subsahariană, în principal senegalezi și nigerieni⁠(d). Din 2000, Spania a cunoscut o creștere demografică⁠(d) ridicată ca urmare a fluxurilor de imigrație, în ciuda ratei natalității care este doar la jumătate din nivelul de înlocuire. Acest flux brusc și continuu de imigranți, în special cei care sosesc ilegal pe mare, a provocat tensiuni sociale notabile.
În cadrul UE, Spania a avut a doua cea mai mare rată a imigrației în termeni procentuali după Cipru, dar a fost, de departe, cea mai mare în cifre absolute, până în 2008. Numărul imigranților din Spania a crescut de la 500.000 de persoane în 1996 la 5,2 milioane în 2008 dintr-o populație totală de 46 de milioane. Numai în 2005, un program de regularizare a crescut populația legală de imigranți cu 700.000 de persoane. Există o serie de motive pentru nivelul ridicat al imigrației, inclusiv legăturile culturale ale Spaniei cu America Latină, poziția sa geografică, porozitatea frontierelor sale, dimensiunea mare a economiei subterane și ponderea mare a sectoarelor agricol și de construcții, care cer forță de muncă mai ieftină decât poate fi oferită de forța de muncă națională.
Un alt factor semnificativ din punct de vedere statistic este numărul mare de rezidenți de origine din UE care se pensionează de obicei pe coasta mediteraneeană a Spaniei. De fapt, Spania a fost cel mai mare absorbant de migranți din Europa din 2002 până în 2007, populația sa de imigranți crescând de peste două ori, după ce au sosit 2,5 milioane de oameni. În 2008, înainte de declanșarea crizei economice, Financial Times relata că Spania este cea mai favorizată destinație pentru europenii occidentali care doresc să plece din țara lor și care caută un loc de muncă în altă parte a UE.
În 2008, guvernul a instituit un „Plan de întoarcere voluntară” care încuraja imigranții șomeri din afara UE să se întoarcă în țările lor de origine și să primească mai multe stimulente, inclusiv dreptul de a-și păstra ajutorul de șomaj și de a-și transfera contribuțiile efectuate la sistemul spaniol de asigurări sociale. Programul a avut un efect redus; în primele sale două luni, doar 1.400 de imigranți au acceptat oferta. Ceea ce nu a reușit acest program, a reușit criza economică puternică și prelungită a făcut-o din 2010 până în 2011, în care zeci de mii de imigranți au părăsit țara din cauza lipsei locurilor de muncă. Numai în 2011, peste jumătate de milion de persoane au părăsit Spania. Pentru prima dată în decenii, rata migrației nete a devenit negativă, iar nouă din 10 emigranți erau străini.

### Limbile

Limbile Spaniei

Spania este multilingvă din punct de vedere legal iar Constituția stabilește că națiunea va proteja „toți spaniolii și popoarele Spaniei în exercitarea drepturilor omului, a culturilor și tradițiilor lor, a limbilor și a instituțiilor”.
Spaniola (español) — recunoscută în constituție cu numele de castiliană (castellano) — este limba oficială a întregii țări și este dreptul și datoria fiecărui spaniol să o cunoască. Constituția stabilește, de asemenea, că „celelalte limbi spaniole” — adică celelalte limbi ale Spaniei — vor fi și ele oficiale în comunitățile lor autonome în conformitate cu statutele lor, cu legislațiile lor organice regionale și că „bogăția modalităților lingvistice distincte ale Spaniei reprezintă un patrimoniu care va face obiectul unui grad special de respect și protecție."
Celelalte limbi oficiale ale Spaniei, co-oficiale cu spaniola sunt:
- Catalana (català sau valencià) în Catalonia, Comunitatea Valenciană și Insulele Baleare;
- Galiciana (galego) în Galicia;
- Basca (euskara) în Țara Bascilor și Navarra; și
- Occitana (aranés) în Catalonia.

Ca procent din populația generală din toată Spania, spaniola este vorbită nativ de 74%, catalana de 17%, galiciana de 7% și basca de 2% din toți spaniolii. Occitana este vorbită de mai puțin de 5.000 de persoane, doar în mica regiune Val d'Aran.
Alte limbi romanice minoritare, deși nu sunt oficiale, au o recunoaștere specială, cum ar fi limba astur-leoneză⁠(d) (asturianu, bable  sau llionés) în Asturia și în nord-vestul Castiliei și Leónului, și aragoneza (aragonés) în Aragon.
În orașul autonom spaniol nord-african Melilla, berbera rifană⁠(d) este vorbită de o parte semnificativă a populației. Similar, în Ceuta, un procent semnificativ din populație vorbește araba Darija⁠(d). În zonele turistice de pe coasta mediteraneană și a insulelor, engleza și germana sunt vorbite pe scară largă de turiști, rezidenți străini și lucrători în turism.

### Educație

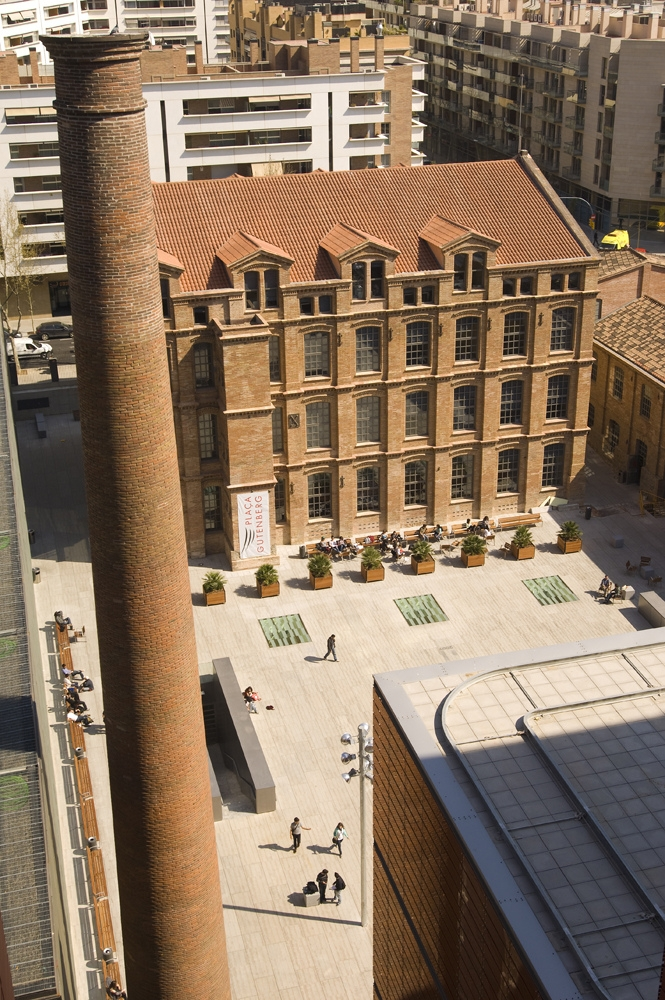
Campusul Poblenou, Universitat Pompeu Fabra— Barcelona

Învățământul de stat din Spania este gratuit și obligatoriu de la șase la șaisprezece ani. Sistemul educațional actual este reglementat de legea educațională din 2006, LOE (Ley Orgánica de Educación) sau Legea organică a educației. În 2014, LOE a fost parțial modificată de noua și controversata lege LOMCE (Ley Orgánica para la Mejora de la Calidad Educativa) sau Legea organică pentru îmbunătățirea sistemului de învățământ, denumită în mod obișnuit Ley Wert (Legea Wert). Din 1970 până în 2014, Spania a avut șapte legi diferite ale educației (LGE, LOECE, LODE, LOGSE, LOPEG, LOE și LOMCE).
Nivelurile educației sunt învățământul preșcolar, învățământul primar, învățământul secundar și învățământul post-16.  În ceea ce privește educația de dezvoltare profesională sau învățământul profesional, există trei niveluri în afară de diplomele universitare: Formación Profesional Básica (învățământ profesional de bază); Ciclo Formativo de Grado Medio sau CFGM (învățământ profesional de nivel mediu) care poate fi studiat după terminarea învățământului secundar și Ciclo Formativo de Grado Superior sau CFGS (învățământ profesional de nivel superior), care poate fi studiat după terminarea educației post-16.

### Sănătatea
Sistemul sanitar din Spania este considerat unul dintre cele mai bune din lume, pe poziția a 7-a în clasamentul elaborat de Organizația Mondială a Sănătății. Asistența medicală este publică, universală și gratuită pentru orice cetățean legal al Spaniei.  Cheltuielile totale pentru sănătate sunt de 9,4% din PIB, ușor peste media de 9,3% din OCDE.

### Religia

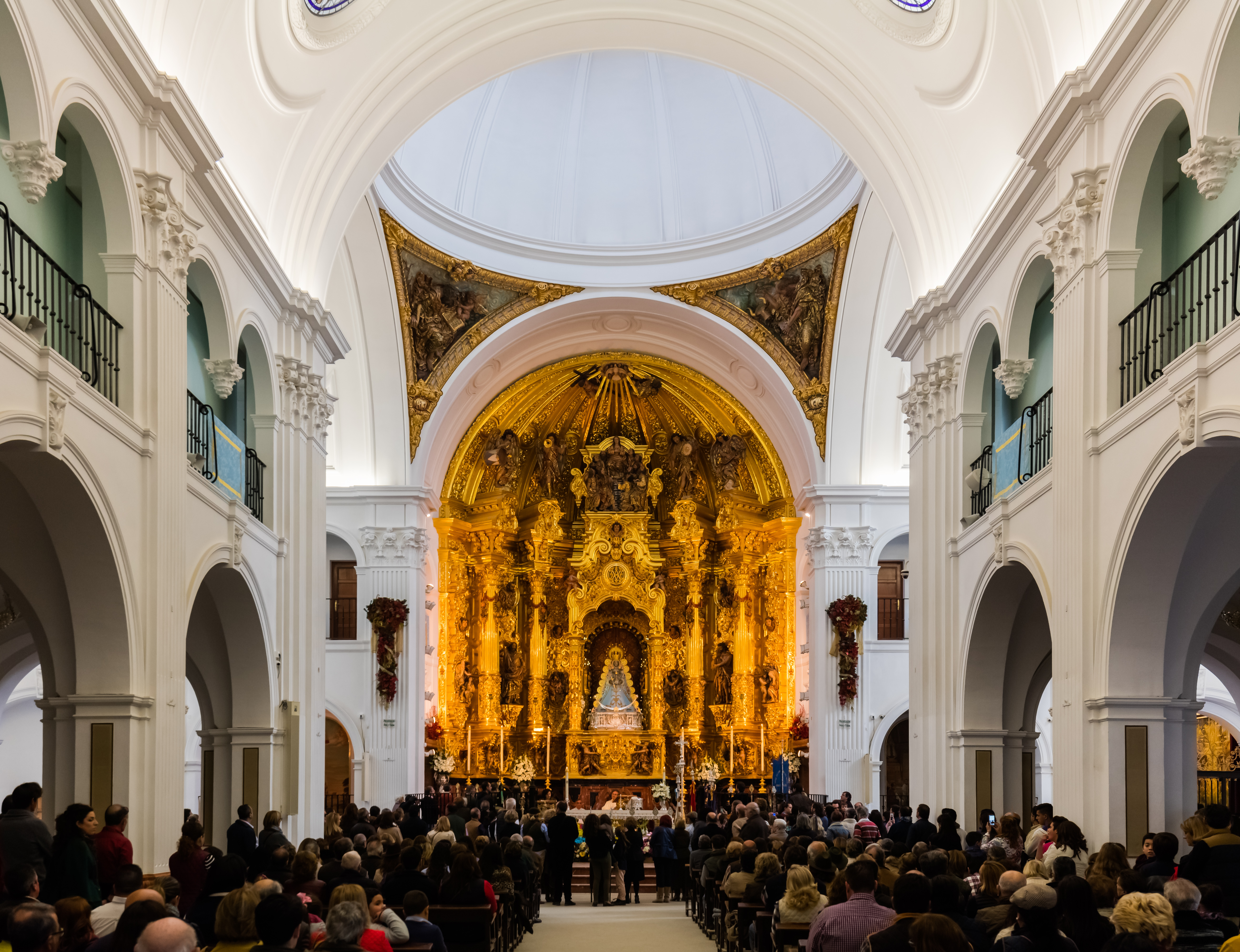
Interiorul în timpul unei ceremonii catolice.

Romano-catolicismul, care are o lungă istorie în Spania, rămâne religia dominantă. Deși nu mai are statut oficial prin lege, în toate școlile publice din Spania studenții trebuie să aleagă fie lecții de religie, fie de etică. Catolicismul este religia cel mai frecvent predată, deși învățăturile despre islam, iudaism, și creștinismul evanghelic sunt și ele recunoscute prin lege. Potrivit unui studiu realizat în 2020 de Centrul Spaniol pentru Cercetări Sociologice, aproximativ 61% dintre spanioli se autoidentifică drept catolici, 3% de alte credințe și aproximativ 35% se identifică fără religie. Majoritatea spaniolilor nu participă regulat la slujbele religioase. Un studiu din 2019 arată că dintre spaniolii care se identifică ca fiind religioși, 62% merg la biserică foarte rar sau niciodată, 16% merg la biserică de câteva ori pe an, 7% o dată pe lună și 13% în fiecare duminică sau de mai multe ori pe săptămână. Sondajele recente sugerează că între 20% și 27% din populația spaniolă este nereligioasă.
Constituția spaniolă consacră laicismul în guvernare, precum și libertatea de religie sau credință pentru toți, spunând că nicio religie nu ar trebui să aibă un „caracter de stat”, permițând în același timp statului să „coopereze” cu grupurile religioase.
Au fost patru papi spanioli. Damasus I, Calixt al III-lea, Alexandru al VI-lea și Benedict al XIII-lea. Misticismul spaniol a furnizat o resursă intelectuală importantă împotriva protestantismului. Carmelitele, precum Tereza din Ávila, o călugăriță reformistă, și Ioan al Crucii, preot, au preluat conducerea mișcării lor de reformare. Mai târziu, ei au devenit Doctori ai Bisericii. Societatea lui Isus a fost cofondată de Ignațiu de Loyola, ale cărui exerciții spirituale și a cărui mișcare au condus la înființarea a sute de colegii și universități din lume, inclusiv 28 doar în Statele Unite. Cofondatorul Societății, Francisco de Xavier, a fost un misionar care a ajuns în India și mai târziu în Japonia. În anii 1960 iezuiții Pedro Arrupe și Ignacio Ellacuría au susținut mișcarea Teologia Eliberării.
Bisericile protestante au aproximativ 1.200.000 de membri. Există aproximativ 105.000 de martori ai lui Iehova. Biserica lui Isus Hristos a Sfinților din Zilele din Urmă are aproximativ 46.000 de adepți în 133 de congregații din toate regiunile țării și are un templu⁠(d) în districtul Moratalaz⁠(d) din Madrid.
Un studiu realizat de Uniunea Comunităților Islamice din Spania⁠(d) a demonstrat că în 2019 erau peste 2.100.000 de locuitori musulmani în Spania, reprezentând 4–5% din populația totală a Spaniei. Marea majoritate era compusă din imigranți și descendenți originari din Maghreb (în special Maroc) și alte țări africane. Peste 879.000 (42%) dintre ei aveau cetățenia spaniolă.
Valurile recente de imigrație au dus, de asemenea, la un număr tot mai mare de hinduși, budiști, sikhi⁠(d) și musulmani. După Reconquista din 1492, nu au mai trăit în Spania musulmani timp de secole. Expansiunea colonială de la sfârșitul secolului al XIX-lea în nord-vestul Africii a adus cetățenia deplină unui număr de rezidenți din Marocul spaniol⁠(d) și Sahara Occidentală. De atunci, rândurile lor au mai fost consolidate de imigrația recentă, în special din Maroc și Algeria. 
Iudaismul a fost practic inexistent în Spania de la expulzarea din 1492 până în secolul al XIX-lea, când evreilor li s-a permis din nou să intre în țară. În prezent, există în jur de 62.000 de evrei în Spania, adică 0,14% din populația totală. Majoritatea sunt sosiți în secolul trecut, în timp ce unii sunt descendenți ai evreilor spanioli anteriori. Se crede că aproximativ 80.000 de evrei trăiau în Spania înainte de expulzarea acestora. Totuși, Enciclopedia Evreiască afirmă că numărul de peste 800.000 este prea mare și că cel de 235.000 este prea mic: 165.000 sunt dați ca expulzați, numărul acesta fiind mai degrabă 200.000, iar numărul de convertiți după pogromurile din 1391 este mai mic. Alte surse sugerează 200.000 de convertiți, mai ales după pogromurile din 1391 și peste 100.000 expulzați. Descendenții acestor evrei sefarzi expulzați în 1492 primesc cetățenia spaniolă dacă o solicită.

## Cultura
Spania este o țară occidentală. Aproape fiecare aspect al vieții spaniole este pătruns de patrimoniul cultural latin, făcând din Spania una dintre principalele țări latine din Europa. Cultura spaniolă este marcată de puternice legături istorice cu catolicismul, care a jucat un rol esențial în formarea și identitatea ulterioară a țării. Arta, arhitectura, bucătăria și muzica din Spania au fost modelate de valuri succesive de invadatori străini, precum și de clima și geografia mediteraneană a țării. Epoca colonială, lungă de secole, a globalizat limba și cultura spaniolă, Spania absorbind și produsele culturale și comerciale ale diversului său imperiu.

### Situri din patrimoniul mondial
Spania are 47 de situri în Patrimoniul Mondial. Printre acestea se numără peisajul Monte Perdido din Pirinei, care este comun cu Franța, siturile preistorice de artă rupestră din Valea Côa⁠(d) și Siega Verde⁠(d), care este comun cu Portugalia, Patrimoniul lui Mercur⁠(d), comun cu Slovenia și pădurile primare și bătrâne de fagi, sit comun cu mai multe alte țări din Europa. În plus, Spania are și 14 elemente de patrimoniu cultural imaterial⁠(d), sau „comori umane”.

### Literatură

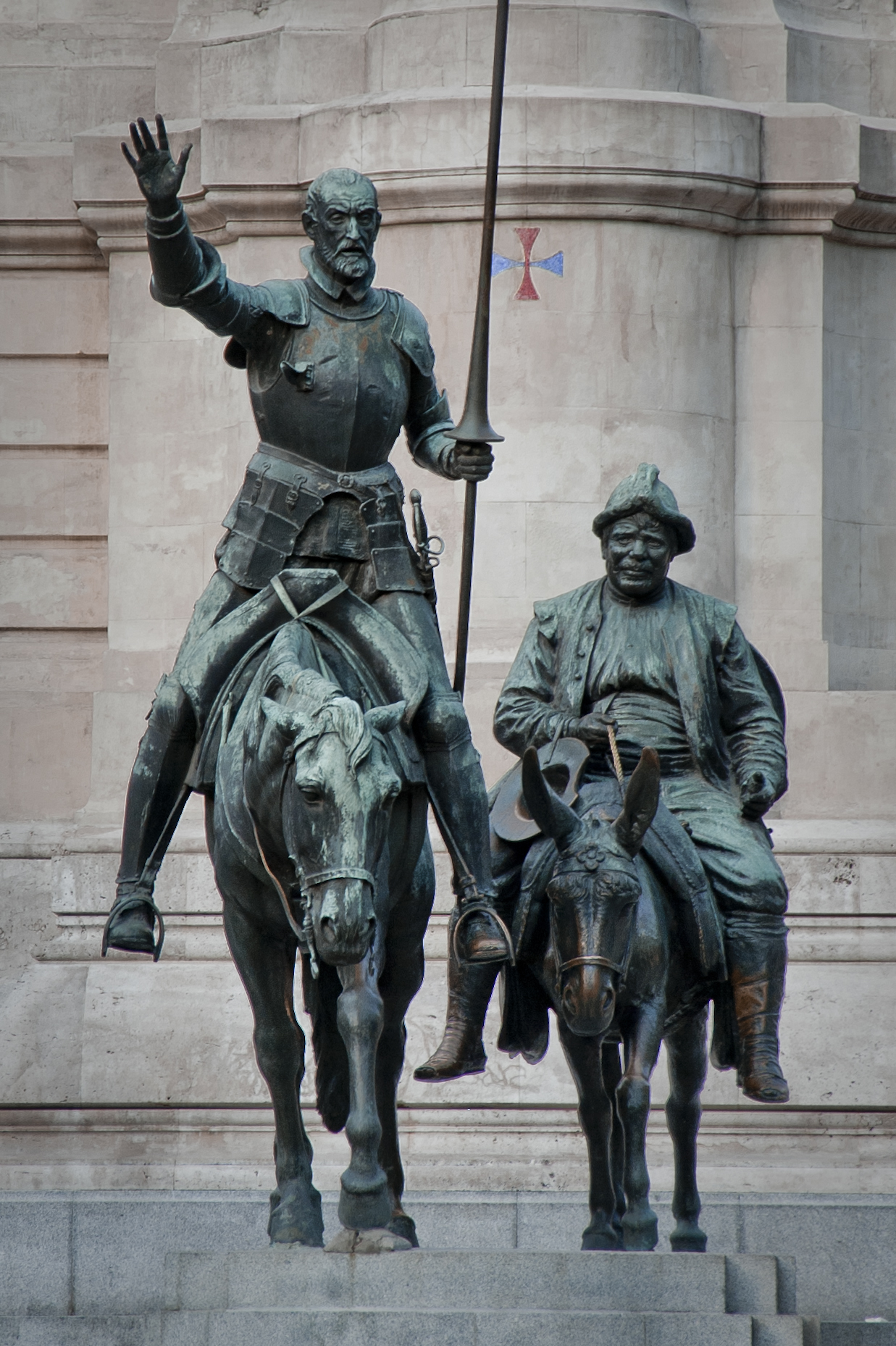
Statui de bronz ale lui Don Quijote și Sancho Panza, în Plaza de España din Madrid

Cele mai vechi exemple înregistrate de literatură populară în limbi romanice datează din aceeași perioadă și din aceeași zonă, bogatul amestec de culturi musulmană, evreiască și creștină din Spania musulmană, în care au lucrat Maimonide, Averroes și alții, harjalele⁠(d) (jarchas).
În timpul Reconquistei, a fost scris poemul epic Cantar de Mio Cid despre un personaj real — luptele sale, cuceririle și viața de zi cu zi. Este remarcabilă și povestea romantică cavalerească valenciană Tirant lo Blanch scrisă în valenciană.
Alte opere majore din epoca medievală au fost Mester de Juglaría⁠(d), Mester de Clerecía⁠(d), Coplas por la muerte de su padre sau El Libro de buen amor⁠(d) (Cartea bunei iubiri).
În timpul Renașterii, piesele cele mai mari sunt La Celestina și El Lazarillo de Tormes⁠(d), în timp ce multă literatură religioasă a fost creată de poeți precum Luis de León, San Juan de la Cruz, Santa Teresa de Jesús etc.
Barocul a fost cea mai importantă perioadă pentru cultura spaniolă, în vremurile Imperiului Spaniol. Faimosul Don Quijote de La Mancha de Miguel de Cervantes a fost scris în această epocă. Alți scriitori din acea perioadă sunt: Francisco de Quevedo, Lope de Vega, Calderón de la Barca sau Tirso de Molina.
În timpul iluminismului găsim nume precum Benito Jerónimo Feijóo, Gaspar Melchor de Jovellanos sau Leandro Fernández de Moratín.
În perioada romantică, José Zorrilla⁠(d) a creat una dintre cele mai emblematice figuri din literatura europeană în Don Juan Tenorio⁠(d). Alți scriitori din această perioadă sunt Gustavo Adolfo Bécquer, José de Espronceda, Rosalía de Castro sau Mariano José de Larra.

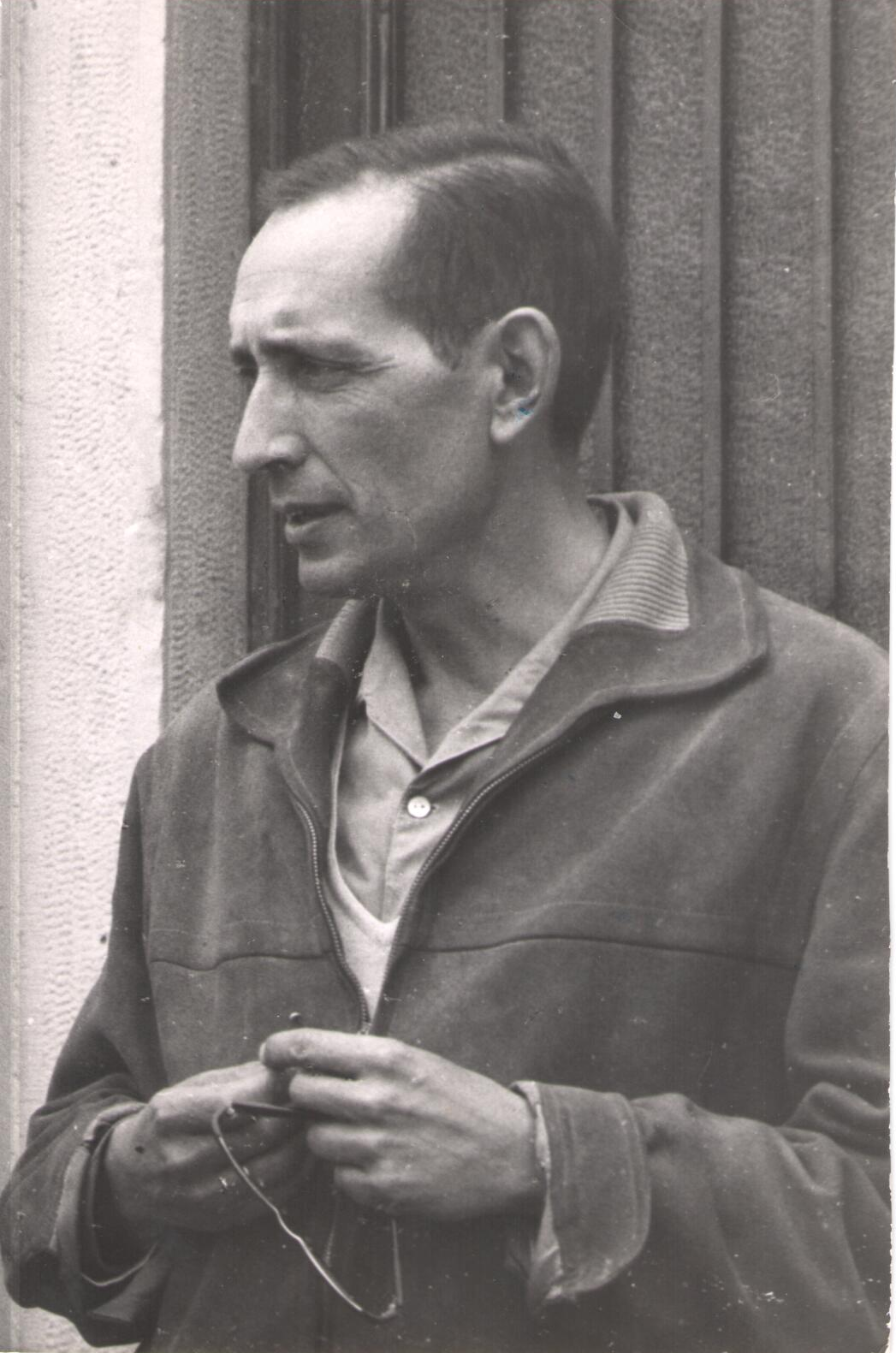
Miguel Delibes descrie situația Spaniei rurale după exodul rural din anii 1950.

Artiști precum Benito Pérez Galdós, Emilia Pardo Bazán, Leopoldo Alas (Clarín), Concepción Arenal⁠(d), Vicente Blasco Ibáñez și Menéndez Pelayo au creat opere de artă realiste. Realismul a oferit descrieri ale vieții și societății contemporane „așa cum erau”. În spiritul „realismului” general, autorii realiști au optat pentru reprezentări ale activităților și experiențelor cotidiene și banale, în loc de prezentări romantizate sau stilizate.
Grupul care a devenit cunoscut sub numele de Generația lui 1898 a fost marcat de distrugerea flotei Spaniei în Cuba de către vapoarele armate americane în 1898, ceea ce a provocat o criză culturală în Spania. „Dezastrul” din 1898 i-a determinat pe scriitorii consacrați să caute soluții politice, economice și sociale practice în eseuri grupate sub rubrica literară Regeneracionismo. Pentru un grup de scriitori mai tineri, printre care Miguel de Unamuno, Pío Baroja și José Martínez Ruiz (Azorín), Dezastrul și repercusiunile sale culturale au inspirat o schimbare literară mai profundă, mai radicală, care a afectat atât forma, cât și conținutul. Acești scriitori, alături de Ramón del Valle-Inclán, Antonio Machado, Ramiro de Maeztu⁠(d) și Ángel Ganivet, au ajuns să fie cunoscuți ca Generația lui '98.
Generația lui 1914 sau Novecentismo a fost următoarea „generație” de scriitori spanioli după cea de la 98. Ea punea deja sub semnul întrebării valoarea unei astfel de terminologii. Până în anul 1914 — anul izbucnirii Primului Război Mondial și al publicării primei opere majore a vocii principale a generației, José Ortega y Gasset — mai mulți scriitori puțin mai tineri își găsiseră propriul loc în cadrul culturii spaniole.

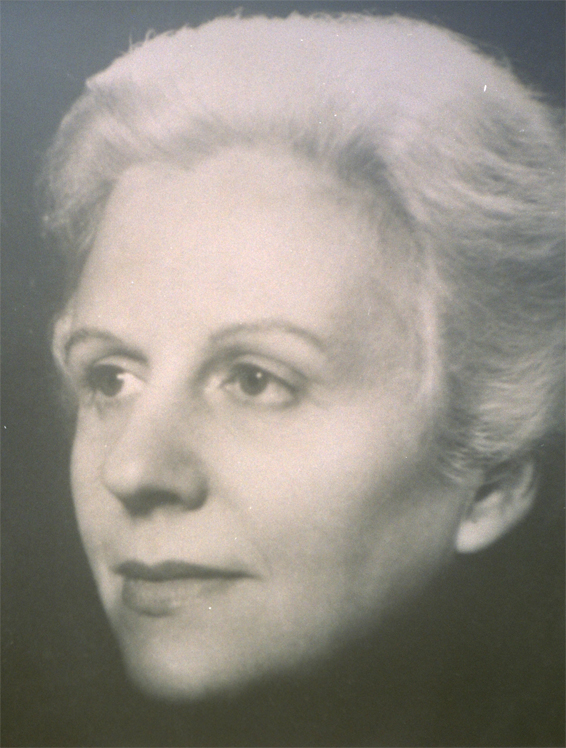
Mercè Rodoreda

Printre vocile principale se numără poetul Juan Ramón Jiménez, academicienii și eseiștii Ramón Menéndez Pidal, Gregorio Marañón⁠(d), Manuel Azaña, Maria Zambrano⁠(d), Eugeni d'Ors⁠(d), Clara Campoamor⁠(d) și Ortega y Gasset, precum și romancierii Gabriel Miró, Ramón Pérez de Ayala⁠(d) și Ramón Gómez de la Serna. Încă mânați de chestiunile naționale și existențiale care îi obsedau pe scriitorii din '98, ei au abordat aceste subiecte cu un mai pronunțat sentiment de distanțare și obiectivitate. Salvador de Madariaga, un alt intelectual și scriitor proeminent, a fost unul dintre fondatorii Colegiului Europei și redactorul manifestului constitutiv al Internaționalei Liberale.
Generația lui 1927 a cuprins poeții Pedro Salinas, Jorge Guillén, Federico García Lorca, Vicente Aleixandre, Dámaso Alonso. Toți erau erudiți ai moștenirii lor literare naționale, o altă dovadă a impactului cererilor regeneracioniștilor și ale generației din 1898 pentru ca informațiile spaniole să se întoarcă cel puțin parțial spre interior.

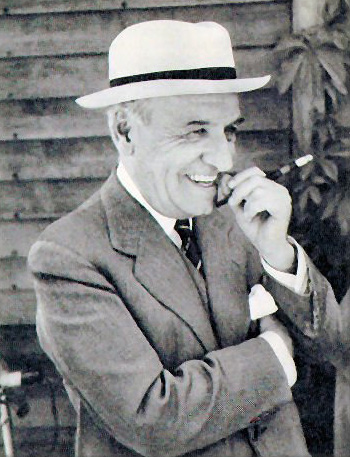
José Ortega y Gasset

Cei mai importanți doi scriitori ai Spaniei din a doua jumătate a secolului al XX-lea au fost laureații Premiului Nobel pentru literatură Camilo José Cela și Miguel Delibes din generația lui '36⁠(d). Spania este una dintre țările cu cei mai mulți laureați ai Premiului Nobel pentru literatură și, inclusiv laureații Nobel latino-americani, literatura în limba spaniolă se situează printre cele cu cei mai mulți laureați. Scriitori spanioli sunt: José Echegaray, Jacinto Benavente, Juan Ramón Jiménez, Vicente Aleixandre și Camilo José Cela. Scriitorul portughez José Saramago, de asemenea laureat al Nobelului, a trăit mulți ani în Spania și vorbea atât portugheză, cât și spaniolă. Saramago era de asemenea bine cunoscut prin ideile sale iberiste⁠(d).
Generația lui ’50 este cunoscută și sub numele de „copiii războiului civil”: Rosa Chacel⁠(d), Gloria Fuertes⁠(d), Jaime Gil de Biedma⁠(d), Juan Goytisolo, Carmen Martín Gaite⁠(d), Ana María Matute, Juan Marsé, Blas de Otero, Gabriel Celaya⁠(d), Antonio Gamoneda⁠(d), Rafael Sánchez Ferlosio⁠(d) sau Ignacio Aldecoa⁠(d).
Premiul Planeta de Novela⁠(d) și Premiul Miguel de Cervantes sunt principalele două premii actuale ale literaturii spaniole.

### Filozofie
Seneca⁠(d) a fost un filozof care locuia în Spania actuală în timpul Imperiului Roman. În perioada stăpânirii musulmane din Al-Andalus, au înflorit filozofiile musulmană, evreiască și creștină, cu lucrările unor filozofi precum Ibn Arabi, Averroes și Maimonides.

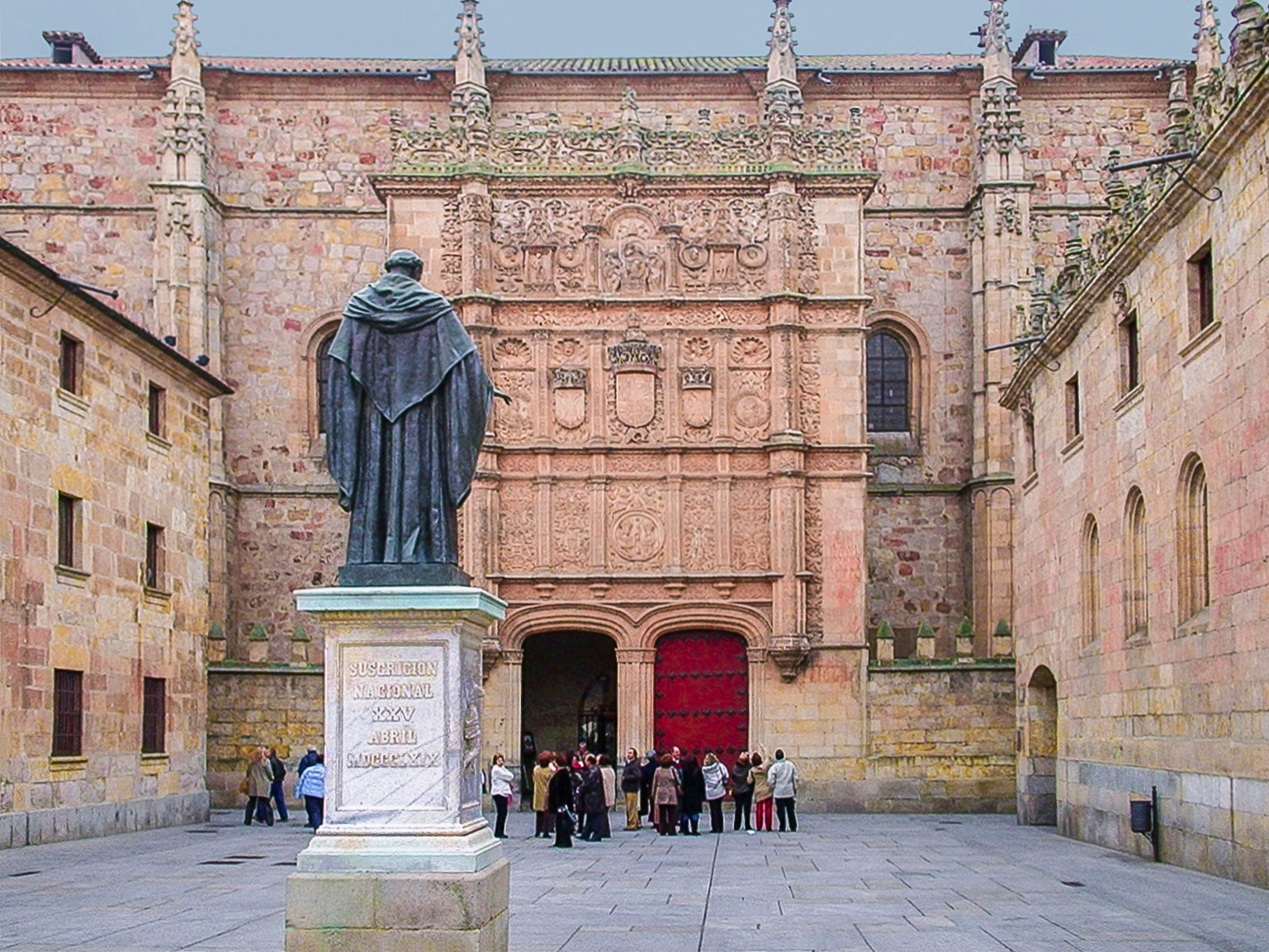
, unde savantul umanist Francisco de Vitoria a dezvoltat teorii despre dreptul internațional.

În Evul Mediu Ramon Llull a activat în Spania.
Umanistul Luis Vives⁠(d) a lucrat în Spania în timpul Renașterii, la fel ca Francisco de Vitoria (creatorul Școlii din Salamanca⁠(d) și cărturar în dreptul internațional) și Bartolomé de las Casas.
Iluminismul a sosit mai târziu în Spania și a fost mai puțin puternic decât în alte țări europene, dar în secolul al XIX-lea ideile liberale au ajuns în societatea spaniolă. La sfârșitul secolului, au înflorit și ideile socialiste și libertariene, cu gânditori precum Francisco Pi y Margall, Ricardo Mella⁠(d) și Francisco Ferrer Guardia⁠(d).
În prima jumătate a secolului al XX-lea, printre cei mai proeminenți filozofi s-au numărat Maria Zambrano⁠(d), José Ortega y Gasset, și Miguel de Unamuno.
Între filozofii contemporani se înscriu Fernando Savater și Adela Cortina⁠(d), creatoarea termenului de aporofobie. 

### Artele plastice

' de Diego Velázquez

Artiștii din Spania au fost extrem de influenți în dezvoltarea diferitelor mișcări artistice europene și americane. Datorită diversității istorice, geografice și generaționale, arta spaniolă a cunoscut un număr mare de influențe. Patrimoniul mediteranean în Spania, în special în Andaluzia, cu influențe greco-romane și unele maure este încă evident astăzi. Printre influențele europene se numără Italia, Germania și Franța, în special în perioadele Renașterii, Barocului spaniol și Neoclasică. Există multe alte stiluri autohtone, cum ar fi arta și arhitectura preromanescă⁠(d), arhitectura herreriană⁠(d) sau goticul isabelin⁠(d).
În timpul Epocii de Aur, printre pictorii care au lucrat în Spania s-au numărat El Greco, José de Ribera, Bartolomé Esteban Murillo și Francisco Zurbarán. Tot în perioada barocă, Diego Velázquez a creat unele dintre cele mai faimoase portrete spaniole, precum Las Meninas⁠(d) și Las Hilanderas.
Francisco Goya a pictat în timpul unei perioade istorice care a cuprins și războiul de independență spaniol, luptele dintre liberali și absolutiști și ascensiunea statelor naționale contemporane.
Joaquín Sorolla este un cunoscut pictor impresionist modern și există mulți pictori spanioli importanți care aparțin mișcării de artă modernistă, între care Pablo Picasso, Salvador Dalí, Juan Gris și Joan Miró. 

### Sculptura

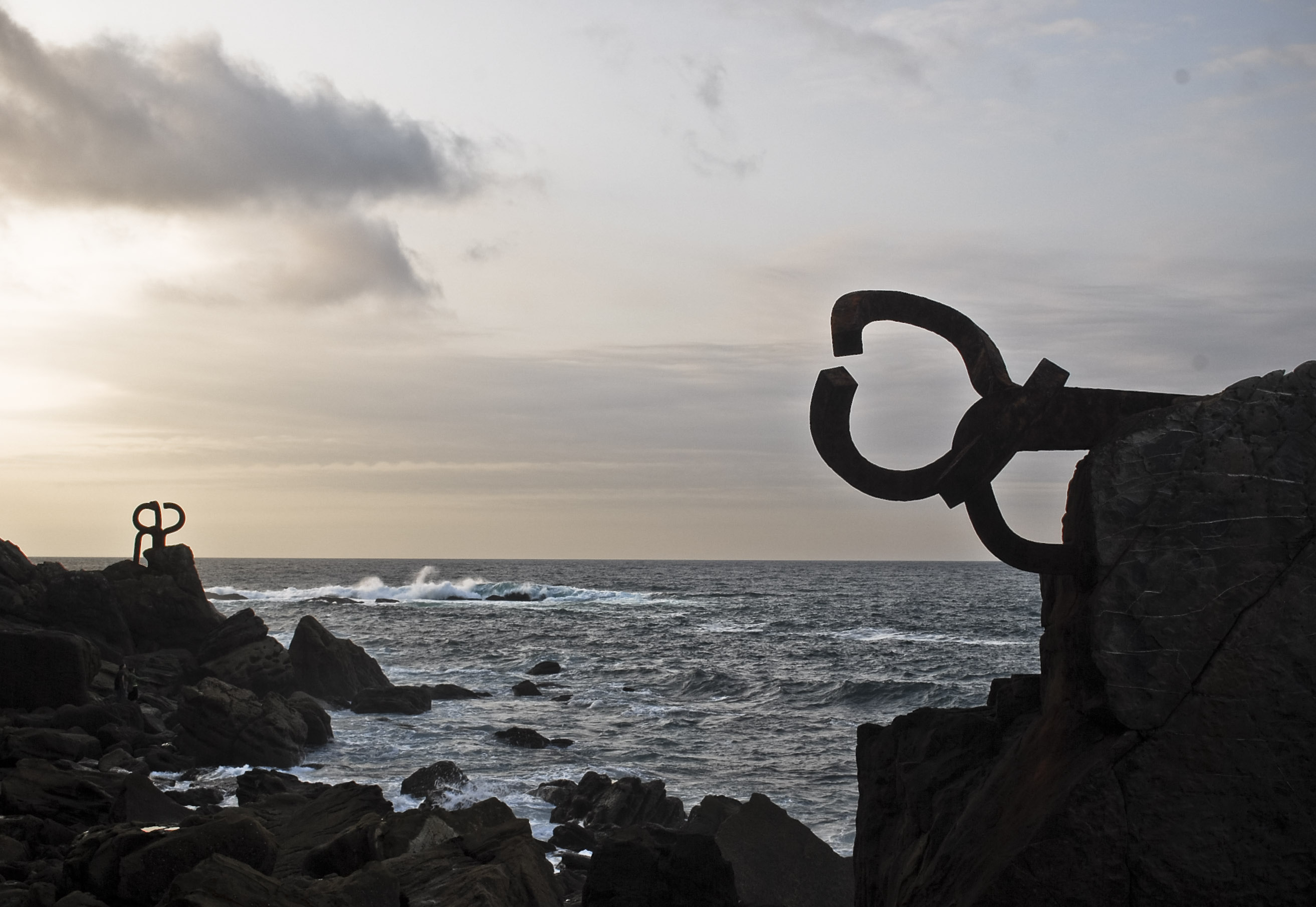
Pieptenele vântului de, în San Sebastián

Stilul plateresc s-a extins de la începutul secolului al XVI-lea până în ultima treime a secolului, iar influența sa stilistică a pătruns în lucrările tuturor marilor artiști spanioli ai vremii. Alonso Berruguete (școala de la Valladolid) este supranumit „prințul sculpturii spaniole”. Principalele sale lucrări au fost lojele superioare ale corului Catedralei din Toledo, mormântul cardinalului Tavera din aceeași catedrală și retablul Vizitei Fecioarei Maria din biserica Santa Úrsula din aceeași localitate. Alți sculptori notabili au fost Bartolomé Ordóñez⁠(d), Diego de Siloé⁠(d), Juan de Juni⁠(d) și Damián Forment⁠(d).
Au existat două școli cu un fler și un talent deosebit: Școala de la Sevilla⁠(d), căreia îi aparținea Juan Martínez Montañés⁠(d), ale cărei lucrări cele mai celebre sunt Crucifixul din Catedrala din Sevilla, altul din Vergara și un Sfânt Ioan; și Școala de la Granada⁠(d), al cărei reprezentat era Alonso Cano⁠(d), căreia îi sunt atribuite o Imaculată Concepție și o Fecioară a Rozariului.
Alți sculptori notabili ai barocului andaluz au fost Pedro de Mena⁠(d), Pedro Roldán⁠(d) și fiica sa Luisa Roldán⁠(d), Juan de Mesa⁠(d) și Pedro Duque Cornejo⁠(d). În secolul al XX-lea, cei mai importanți sculptori spanioli au fost Julio González⁠(d), Pablo Gargallo⁠(d), Eduardo Chillida⁠(d) și Pablo Serrano⁠(d).

### Cinematografie

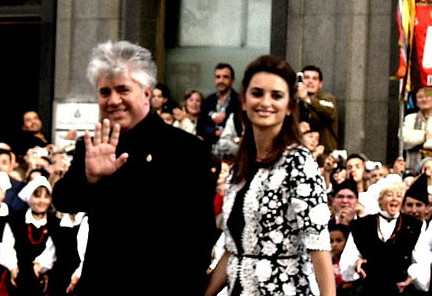
Pedro Almodóvar și Penélope Cruz în Oviedo

Cinematograful spaniol a obținut succese internaționale majore, inclusiv premii Oscar pentru filme recente precum Labirintul lui Pan și Volver. În lunga istorie a cinematografiei spaniole, marele cineast Luis Buñuel a fost primul care a obținut recunoașterea mondială, urmat de Pedro Almodóvar în anii 1980 (La Movida Madrileña).
Filmul spaniol a cunoscut succesul internațional de-a lungul anilor cu filme ale unor regizori precum Segundo de Chomón⁠(d), Florián Rey⁠(d), Luis García Berlanga, Carlos Saura, Julio Medem⁠(d), Isabel Coixet⁠(d), Alejandro Amenábar, Icíar Bollaín⁠(d) și frații David⁠(d) și Fernando Trueba⁠(d). 
Actrițele Sara Montiel și Penélope Cruz sau actorul Antonio Banderas se numără printre cei care au devenit vedete la Hollywood.

### Arhitectura

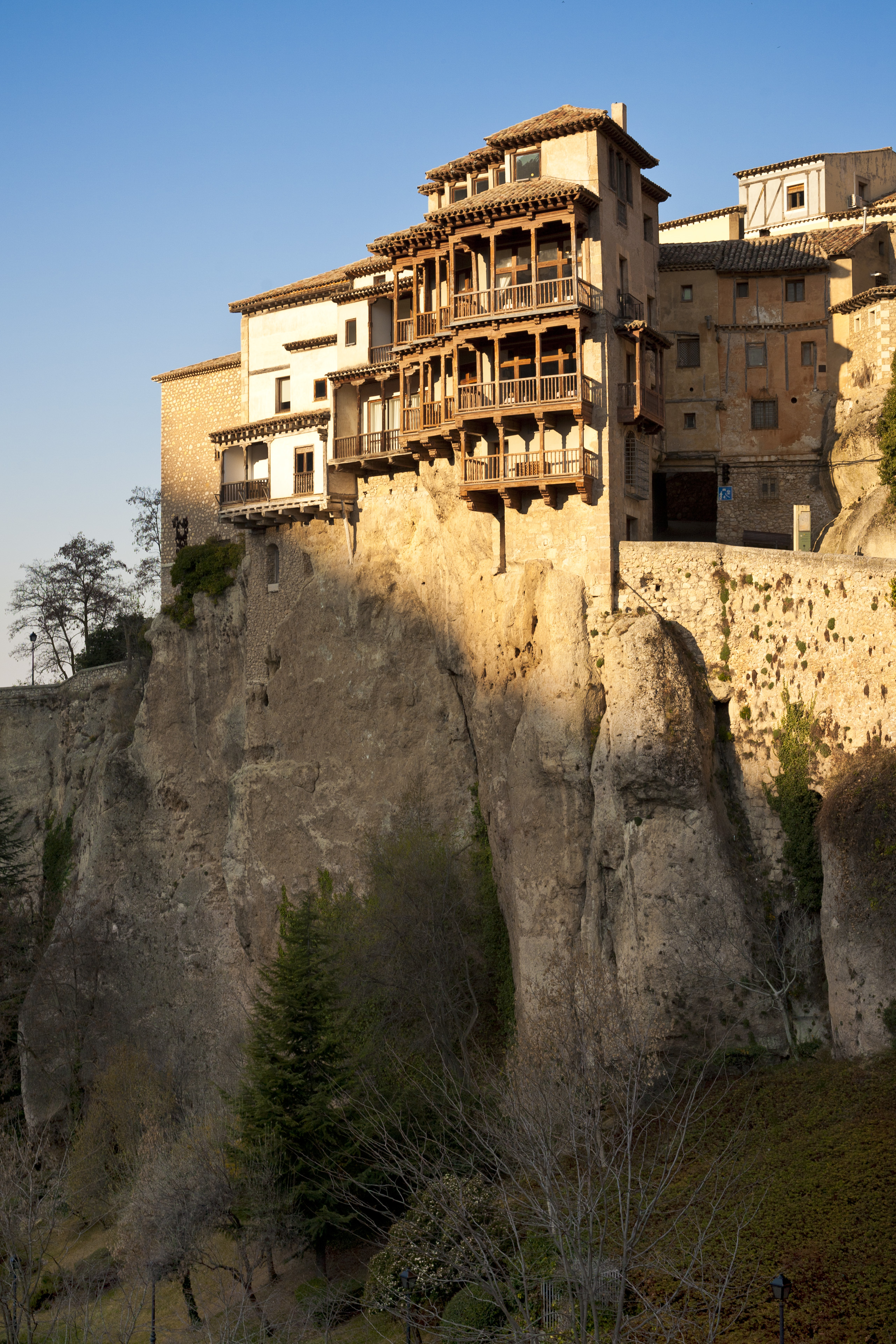

Datorită diversității sale istorice și geografice, arhitectura spaniolă își trage influențele dintr-o serie de surse diferite. Oraș de provincie important fondat de romani și cu o vastă infrastructură din epoca romană, Córdoba a devenit capitala culturală, îmbogățindu-se cu arhitectură fină în stil arab, în timpul dinastiei umayyade islamice. Mai târziu, arhitectura în stil arab a continuat să se dezvolte în cadrul dinastiilor islamice succesive, încheindu-se cu Nasrizii⁠(d), care și-au construit faimosul complex de palate din Granada. 
În același timp, regatele creștine au apărut treptat și și-au dezvoltat propriile stiluri; dezvoltând un stil preromanesc în perioada când au fost izolate de influențele arhitecturale europene contemporane în Evul Mediu timpuriu, ele au integrat ulterior fluxurile romanești⁠(d) și gotice. A existat atunci o înflorire extraordinară a stilului gotic, care a dus la construirea a numeroase construcții în acest stil pe întreg teritoriul. Stilul mudéjar, din secolele al XII-lea–al XVII-lea, a fost dezvoltat prin introducerea de motive, modele și elemente în stil arab în arhitectura europeană. 
Sosirea modernismului în arena academică a produs o mare parte din arhitectura secolului al XX-lea. Un stil influent centrat în Barcelona, cunoscut sub numele de modernisme, a produs o serie de arhitecți importanți, dintre care unul este Gaudí. Stilul internațional⁠(d) a fost promovat de grupuri precum GATEPAC⁠(d). Spania trece în prezent printr-o revoluție în arhitectura contemporană⁠(d), iar arhitecții spanioli precum Rafael Moneo⁠(d), Santiago Calatrava, Ricardo Bofill⁠(d), precum și mulți alții, au câștigat renume la nivel mondial.

### Muzică și dans

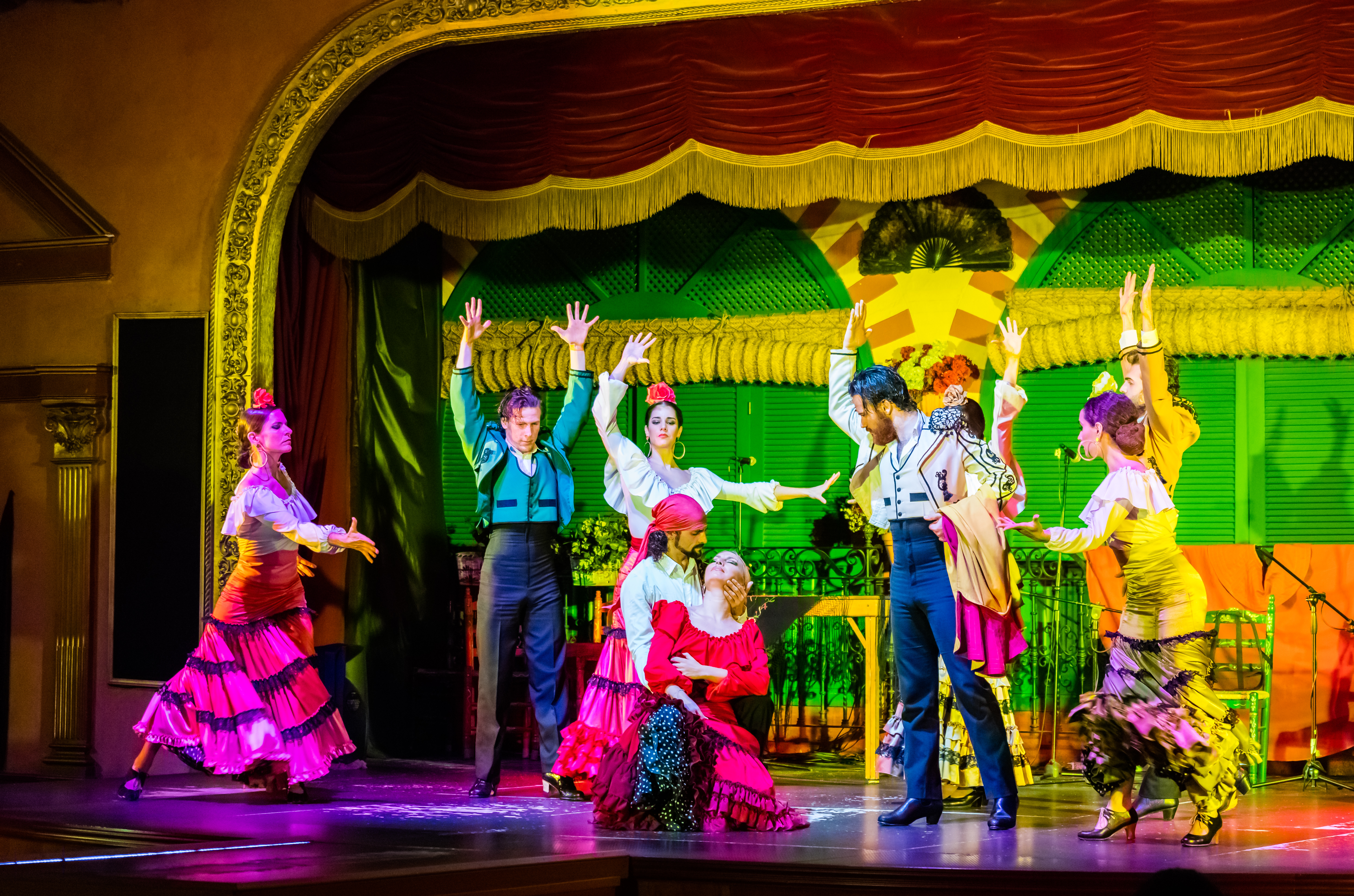
Flamenco este o formă artistică andaluză care a evoluat de la.

Muzica spaniolă este adesea considerată în străinătate ca fiind sinonimă cu flamenco, un gen muzical vest-andaluz care, contrar credinței populare, nu este răspândit în afara acelei regiuni. Diverse stiluri regionale de muzică populară abundă în Aragon, Catalonia, Valencia, Castilia, Țara Bascilor, Galicia, Cantabria și Asturias. Pop, rock, hip hop și heavy metal sunt și ele populare.
În domeniul muzicii clasice, Spania a produs un număr de compozitori notabili precum Isaac Albéniz, Manuel de Falla și Enrique Granados și cântăreți și interpreți precum Plácido Domingo, José Carreras, Montserrat Caballé, Alicia de Larrocha, Alfredo Kraus⁠(d), Pablo Casals, Ricardo Viñes⁠(d), José Iturbi, Pablo de Sarasate, Jordi Savall și Teresa Berganza. În Spania există peste patruzeci de orchestre profesioniste, inclusiv Orquestra Simfònica de Barcelona⁠(d), Orquesta Nacional de España⁠(d) și Orquesta Sinfónica de Madrid⁠(d). Între principalele teatre de operă se numără Teatro Real⁠(d), Gran Teatre del Liceu⁠(d), Teatro Arriaga⁠(d) și El Palau de les Arts Reina Sofía⁠(d).
Mii de fani ai muzicii călătoresc în Spania anul pentru festivalurile muzicale de vară recunoscute la nivel internațional: Sónar⁠(d), în care se produc adesea artiști pop și techno de top în ascensiune, și Benicàssim⁠(d), cunoscut pentru rockul alternativ și dans. Ambele festivaluri fac ca Spania să fie o prezență muzicală internațională și reflectă gusturile tinerilor din țară. Festivalul de jazz din Vitoria-Gasteiz⁠(d) este unul dintre principalele din genul său.
Cel mai popular instrument muzical tradițional, chitara, își are originea în Spania. Tipice pentru nord sunt cimpoaiele tradiționale sau gaiteros, în principal în Asturias și Galicia.

### Bucătăria

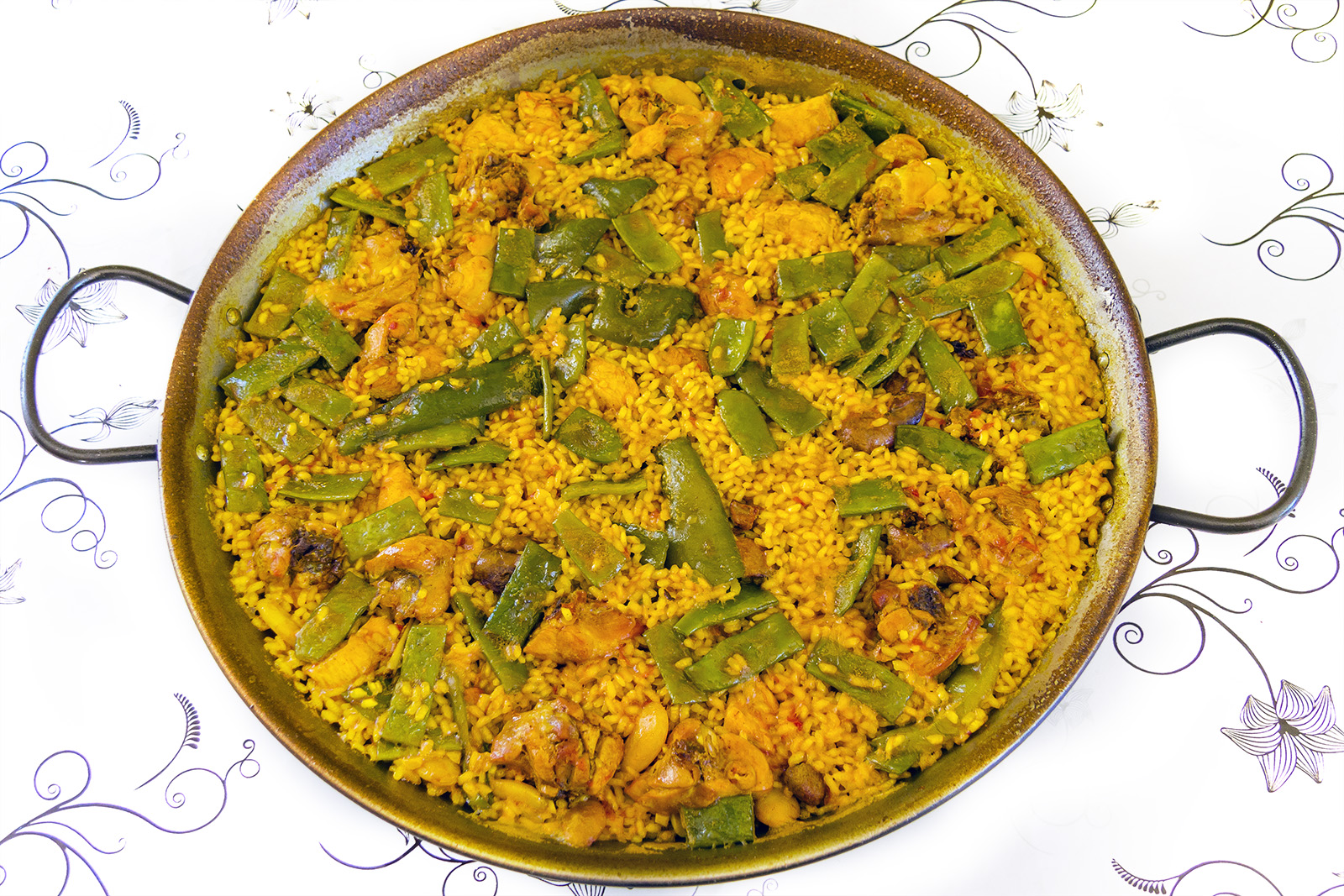
Paella, un fel de mâncare tradițional valencian

Bucătăria spaniolă constă dintr-o mare varietate de feluri de mâncare care provin din diversitatea geografică, culturală și climatică. Este puternic influențată de fructele de mare disponibile din apele care înconjoară țara și reflectă profundele rădăcini mediteraneene ale țării. Complexa istorie a Spaniei, cu multe influențe culturale, a dus la o bucătărie unică. În special, sunt identificate cu ușurință trei areale principale:
Spania mediteraneană — toate regiunile de coastă, din Catalonia până în Andaluzia — utilizarea intensă a fructelor de mare, precum pescaíto frito (pește prăjit); mai multe supe reci precum gazpacho⁠(d); și multe feluri de mâncare pe bază de orez, cum ar fi paella din Valencia și Arròs negre⁠(d) (orez negru) din Catalonia.
Spania interioară — Castilia — supe fierbinți, groase, cum ar fi supa castiliană pe bază de pâine și usturoi, împreună cu tocănițe substanțiale, cum ar fi Cocido madrileño⁠(d). Alimentele sunt conservate în mod tradițional prin sărare, cum ar fi jamónul spaniol, sau scufundate în ulei de măsline, cum ar fi brânza Manchego⁠(d).
Spania atlantică — întreaga coastă de nord, inclusiv bucătăria asturiană⁠(d), bască⁠(d), cantabrică⁠(d) și galiciană — tocănițe pe bază de legume și pește, cum ar fi Caldo gallego⁠(d) și Marmitako⁠(d). De asemenea, șunca lacón⁠(d) puțin sărată. Cea mai cunoscută bucătărie din teritoriile din nord se bazează adesea pe fructe de mare oceanice, cum ar fi codul în stil basc, tonul⁠(d) sau hamsiile sau mâncarea galiciană Polbo á feira⁠(d) pe bază de caracatiță și preparate din crustacee.

### Sport

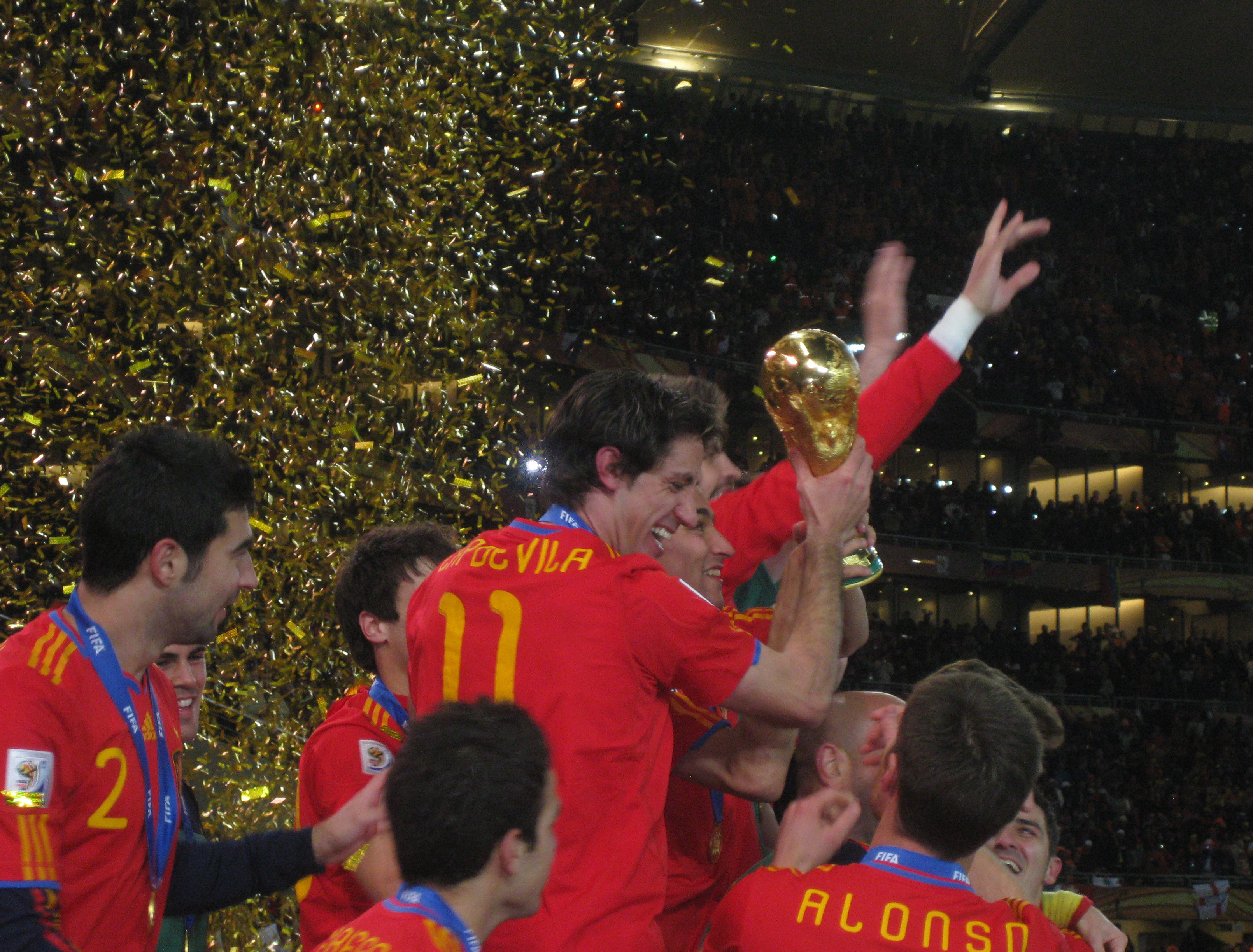
Fotbalul este cel mai popular sport din țară. Spania a câștigat Cupa Mondială FIFA 2010.

Se jucau unele precursoare ale fotbalului în Spania încă din epoca romană, dar sportul din Spania a fost dominat de fotbal abia de la începutul secolului al XX-lea. Real Madrid CF și FC Barcelona sunt două dintre cele mai de succes cluburi de fotbal din lume. Echipa națională de fotbal a țării a câștigat Campionatul European de Fotbal UEFA în 1964, 2008 și 2012 și Cupa Mondială FIFA în 2010 și este prima echipă care a câștigat trei turnee internaționale majore consecutive.
Baschetul, tenisul, ciclismul, handbalul, futsalul⁠(d), motociclismul⁠(d) și, în ultima vreme, Formula 1 se pot lăuda și cu campioni spanioli. Astăzi, Spania este o mare forță sportivă mondială, mai ales de la Jocurile Olimpice de vară și paralimpice⁠(d) din 1992 care au avut loc la Barcelona, ceea ce a stimulat la nivelul țării un mare interes pentru sport. Industria turismului a condus la o îmbunătățire a infrastructurii sportive, în special pentru sporturile nautice, golf și schi. În regiunile lor, sunt populare și jocurile tradiționale de pelota bască și pelota valenciană. 

### Sărbători legale și festivaluri

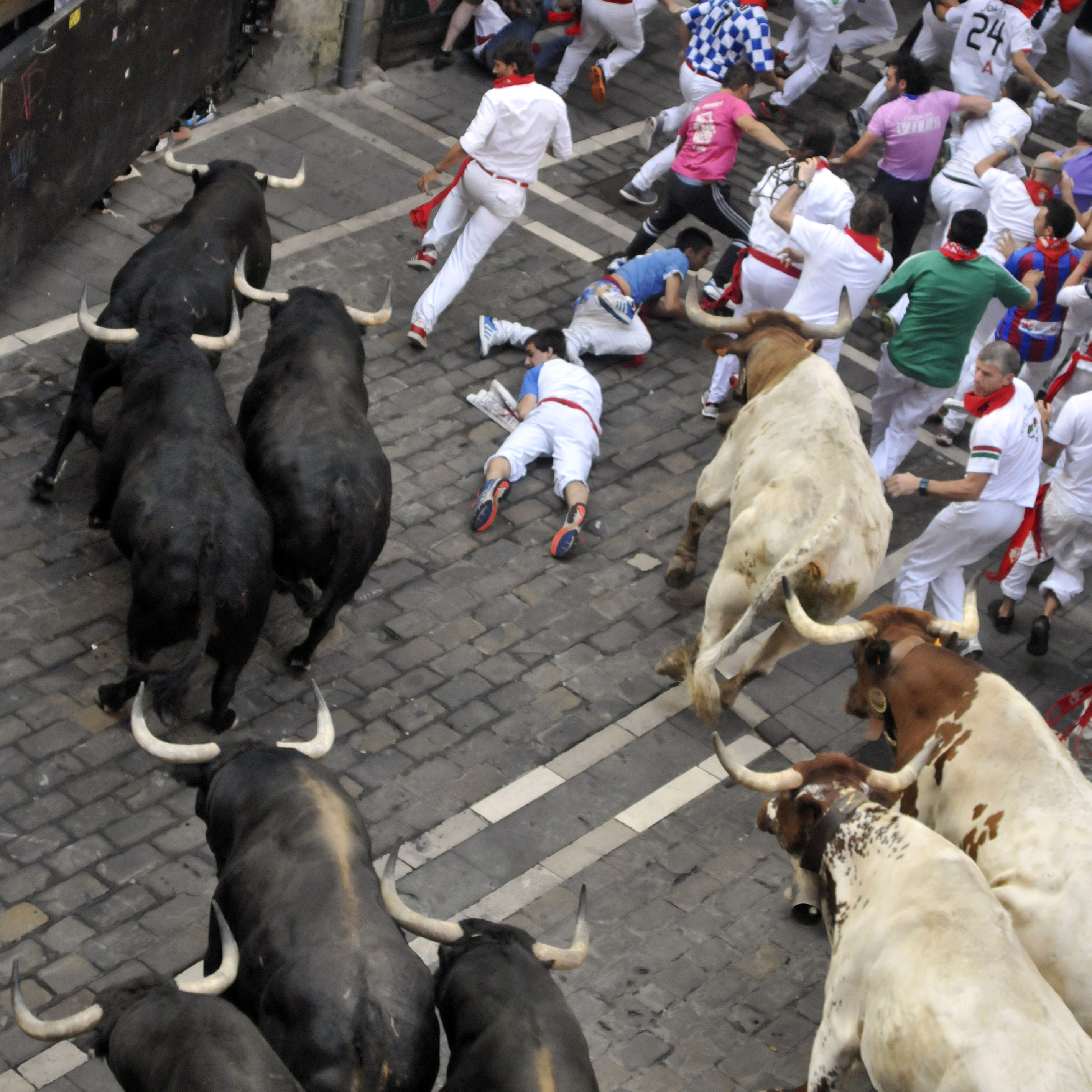
Festivalul San Fermín, Pamplona

Sărbătorile publice ținute în Spania conțin un amestec de evenimente religioase (romano-catolice), naționale și locale. Fiecare comună are dreptul să declare maximum 14 sărbători legale pe an; până la nouă dintre acestea sunt alese de guvernul național și cel puțin două sunt alese local. Ziua Națională a Spaniei (Fiesta Nacional de España) este sărbătorită pe 12 octombrie, aniversarea Descoperirii Americii⁠(d) și comemorează Fecioara Stâlpului⁠(d), patronă a Aragonului și a întregii Spanii. 
Există multe festivaluri și festivități în Spania. Unele dintre ele sunt cunoscute în întreaga lume și milioane de turiști din întreaga lume merg anual în Spania pentru a participa la unele dintre aceste festivaluri. Unul dintre cele mai faimoase este San Fermín, din Pamplona. Deși cel mai faimos eveniment al său este encierro sau fuga taurilor⁠(d), care are loc la orele 8:00 în fiecare zi între 7 și 14 iulie, sărbătoarea de șapte zile implică multe alte evenimente tradiționale și folclorice. Evenimentele au jucat un rol important în acțiunea cărții The Sun Also Rises, de Ernest Hemingway, care l-a adus pe acesta în prim-planul literaturii de limbă engleză. Drept urmare, a devenit unul dintre cele mai renumite festivaluri internaționale din Spania, cu peste 1.000.000 de persoane care participă în fiecare an.
Alte festivaluri sunt: festivalul roșiilor La Tomatina⁠(d) din Buñol, Valencia, carnavalurile din Insulele Canare, Falles din Valencia sau Săptămâna Sfântă din Andaluzia și Castilia și León.